# النمسا
النِّمْسَا أو النَّمسا (بكسر النون أو بفتحها) (بالألمانيَّة: Österreich) (رَسْمِيًّا: جُمْهُورِيَّةُ النَِّمْسَا) هي جمهورية اتحادية وبلد غير ساحلي يقع في أوروبا الوسطى. تحدها جمهورية التشيك وألمانيا في الشمال والمجر وسلوفاكيا إلى الشرق وسلوفينيا وإيطاليا من الجنوب، وسويسرا وليختنشتاين من الغرب. يغطي إقليم النمسا 83,855 كيلومترًا مربعًا، فيما يبلغ تعداد سكانه نحو 8.7 مليون نسمة.
حاليًا، النظام السياسي في النمسا هو الديمقراطية التمثيلية البرلمانية شبه رئاسي تضم تسع ولايات اتحادية، والعاصمة فيينا وهي أكبر المدن، يتجاوز عدد سكانها 1.7 مليون نسمة. النمسا هي واحدة من أغنى البلدان في العالم، حيث يبلغ الناتج المحلي الإجمالي الاسمي للفرد الواحد حوالي 46,330 دولار (2012 تخمين). وقد وضعت البلاد على مستوى عال من المعيشة في عام 2011 وكانت في المرتبة 19 في العالم من حيث مؤشر التنمية البشرية. النمسا عضو في الأمم المتحدة منذ عام 1955 انضمت إلى الاتحاد الأوروبي في عام 1995، وهي من مؤسسي منظمة التعاون والتنمية. كما وقعت النمسا اتفاقية شنغن في عام 1995، واعتمدت العملة الأوروبية، اليورو، في عام 1999. العيد الوطني في النمسا يقع في يوم 26 أكتوبر/تشرين الأول.

## أصل التسمية
- أصل اسم النمسا في اللغة العربية

إن أصل اسم النمسا في اللغة العربية قديم وهو من اللغة السلافية القديمة (němьcь) والتي تعني الأجنبي أو الألماني وهي لفظة مشتقة بدورها من اللفظ السلافي القديم (němъ) والذي يعني الصُّم البُّكم (الذين لا يسمعون ولا يتكلمون). وهذا الاسم الذي اختصت العربية به لهذا جاء من اللفظ الذي اشتقت لغات أخرى مسمى الشعب الألماني. فباللغة الروسية يسمى الألمان بلفظ (немецкий) «نِيَمْيَاتْسْكِي» وتعني ألماني، وفي البولندية يعرفون باسم «نمتسي» (Niemcy)، وفي الكرواتية والبوسنية باسم «نيومتشكا» (Njemačka) وفي الصربية باسم «نيماتشكا» (Немачка) وفي السلوفينية باسم «نِمتشيا» (Nemčija) وفي التشيكية باسم «نِمسكو» (Německo) وفي السلوفاكية تعرف باسم «نمسكو» (Nemecko)، وكل هذه التسميات للألمان والنمساويين أصلها واحد.
أما في اللغة الألمانية تسمى (Österreich) وتعني الرايخ الشرقي أو الأراضي الشرقية نسبة لموقعها شرق ألمانيا. ومنها اشتق اسم البلاد في باقي اللغات مثل اللغة الإنجليزية وتسمى (Austria) وقد سأل فكري أباظة المفكر العربي عباس العقاد عن أصل تسمية النمسا فأجاب العقاد في مجلة الأخبار بتاريخ 12 سبتمبر 1962:
إن البلاد التي نسميها الآن «النمسا» لم تشتهر باسم «أوستريا» قبل أوائل القرن العاشر، وهو الزمن الذي استقلت فيه بحكم نفسها على عهد أمراء يابنبرغ (سنة 976 م). ويرجح أن الاسم مأخوذ من كلمة ألمانية (ostern) بمعنى الشرقية، فهي مرادفة لإقليم زميلنا العريق بهذه التسمية (يقصد الأستاذ العقاد أن الزميل فكري أباظة من محافظة الشرقية)، وإنما سميت بها تمييزًا للجانب الشرقي من الجانب الغربي في البلاد الجرمانية القديمة، ولا يبعد مع هذا أن يكون للاسم أصلًا لاتينيًا لأنها كانت تشغل الجنوب الألماني مقابلًا للشمال السلافي القديم... والجنوب باللغة اللاتينية يطابق كلمة أوستريا تمامًا (Austria) ومنه اسم القارة الأسترالية لأنها تقع إلى جنوب القارات ثم أطلق اسم أوستريا بعد ذلك على الدولة كلها لأن إقليم أوستريا القديم كان في حوزة آل هابسبرغ وكانت فيينا عاصمة لأمراء هذا البيت، وهي التي أصبحت عاصمة للدولة كلها بعد اتساع حدودها. أما اسم «النمسا» فقد نقلناه في لغتنا من اللغة التركية على عهد الدولة العثمانية، ولعله منسوب إلى صقع يسمى الآن «نيمسي» أو «نيكمي» تقع في بلاد التشيك، ويقارب بلدة «أوسترلتز» المشهورة بمعركتها التاريخية، وقد اشتق اسمها واسم أوستريا من أصل واحد، وكانت موطنًا للسكان من أصل جرماني وهو يسمى إلى اليوم في اللهجات المجرية والتشيكية باسم (Nemcky) كما تسمى ألمانيا كلها باسم (Nemecko) «نمكو» في جميع تلك اللهجات... وإذا رجعنا بالاسم القديم إلى أصل لاتيني فهو مأخوذ من كلمة «نيمس» بفتح الميم (Nemus) بمعنى المرج والأرض الشجرية المعشبة، وكذلك كان أكثر الأقاليم في تلك الجهات. ومن المحقق أن الترك أخذوا الاسم عن طريق المجريين ونطقوا أسماء بلاد أوساط القارة الأوروبية كما كان هؤلاء وجيرانهم التشيكيون. وقد حكم الترك تلك البلاد زمنًا وتقارب لهجتهم ولهجة أبنائها لتقارب الألسنة في أصول اللغة الطورانية، فكانت التسمية المجرية أغلب على ألسنتهم من التسمية الجرمانية القوطية، وعرفوا البلاد كلها باسم النمسا كما عرفها المجريون في حدودها منذ عهد بعيد. وقد بقى اسم «النمزي» مقرونًا باسم المجر عند أبناء هذه البلاد إلى زمن قريب، فكان المصرف المركزي يسمى بـ«البنك المجري النمزي» (Magyar Nemzeti) وهو البنك الذي أصدر بعد الحرب العالمية (سنة 1946 م) ورقة مالية قيمتها رقم واحد يليه عشرون صفرًا بحساب «البنجو» بعد تدهور العملة إلى درجة من البخس لم تبلغها عملة قط في التاريخ (راجع ذخيرة المسكوكات العالمية تأليف فريد رينفيلد الذي صدر منذ سنوات). وخلاصة الخبر أن كلمة النمسا هذا كلمة عربية منقولة عن التركية، منقولة عن المجرية وكات الترك يكتبونها «نمسه» أو «النمسا» وينطقونها كما تنطق الألف الممالة باللغة العربية، وهم الآن يكتبونها تارة بحرف الـ(s) وتارة بحرف الـ(c) مع حرف (e) بعدها (Nemse) أو (Nemce)... ولكن المجريين يكتبونها بحرف ال(z) ونطقه أخف من الزاي وأشد من السين.
- أصل اسم أستريا في اللغات الأجنبية اسم النمسا في الألمانية هو: Österreich، يعني «عالم الشرقي» أو «الإمبراطورية الشرقية»، وغير المشابهة مع الكلمة Ostarrîchi، الذي يظهر لأول مرة في «وثيقة Ostarrîchi» من 996. من المحتمل أن تكون هذه الكلمة ترجمة في العصور الوسطى Marchia اللاتينية الفلوبتوماس إلى المحلية (البافاري) اللهجة. كان النمسا محافظة بافاريا إنشاؤها في 976. كلمة «النمسا» هو Latinisation من اسم الألمانية وسجلت لأول مرة في القرن الثاني عشر. في ذلك الوقت، كان حوض الدانوب النمسا (العليا والنمسا السفلى) حد أقصى شرق ولاية بافاريا، في واقع الأمر من جميع الألمان، وكان في ذلك الوقت بالسكان أراضي ألمانيا الشرقية سابقا من قبل السلافية صوربيين وPolabians. وذكر فريدريش هير، وهو مؤرخ النمساوية القرن 20، في كتابه دير كامبف أم يموت Österreichische Identität (الصراع على الهوية النمساوية)، [19] أن شكل الجرمانية كان Ostarrîchi ليس ترجمة للكلمة اللاتينية، ولكن كلا نتجت عن المدى أقدم بكثير تنشأ في اللغات القديمة سلتيك النمسا: منذ أكثر من 2,500 سنة، وجزء كبير من البلاد الفعلية كانت تسمى من قبل السكان Norig سلتيك (ثقافة هالستات)؛ وفقا لهير، لا يعني ولا أو «شرق» أو «شرق»، [مشكوك فيها - مناقشة] في حين تلاعب يرتبط إلى الرايخ الألماني الحديث، ومعنى «عالم». [بحاجة لمصدر] وبناء على ذلك، فإن Norig يعني أساسا نفس Ostarrîchi وÖsterreich، وبالتالي النمسا. [بحاجة لمصدر] كان Latinised اسم سلتيك في نهاية المطاف إلى Noricum بعد غزا الرومان المنطقة التي يحيط معظم العصر الحديث النمسا، في حوالي 15 قبل الميلاد. Noricum أصبح في وقت لاحق مقاطعة رومانية في القرن 1 م منتصف.

## التاريخ

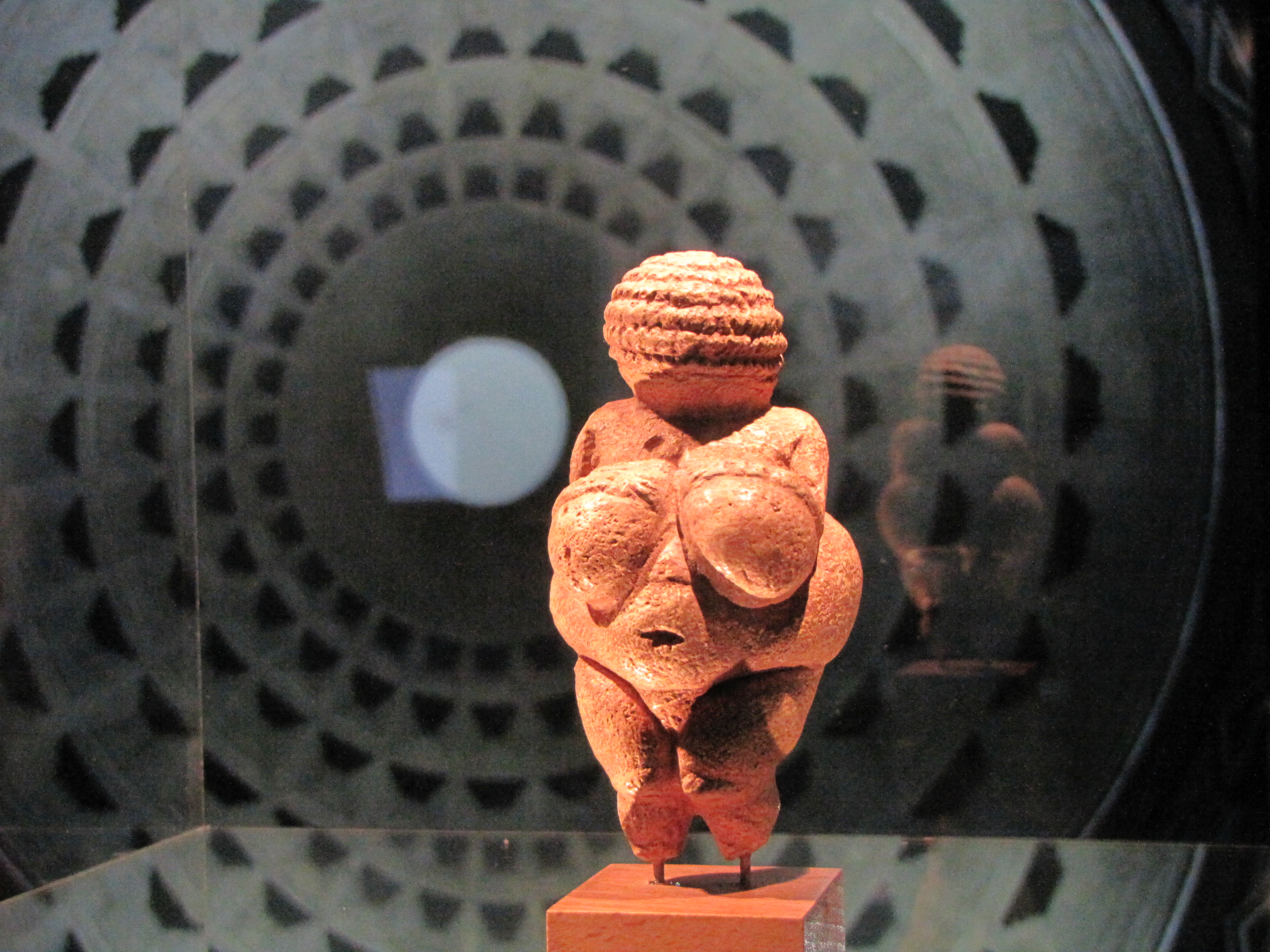
فينوس من Willendorf، 28،000 إلى 25،000 قبل الميلاد. متحف التاريخ الطبيعي فيينا

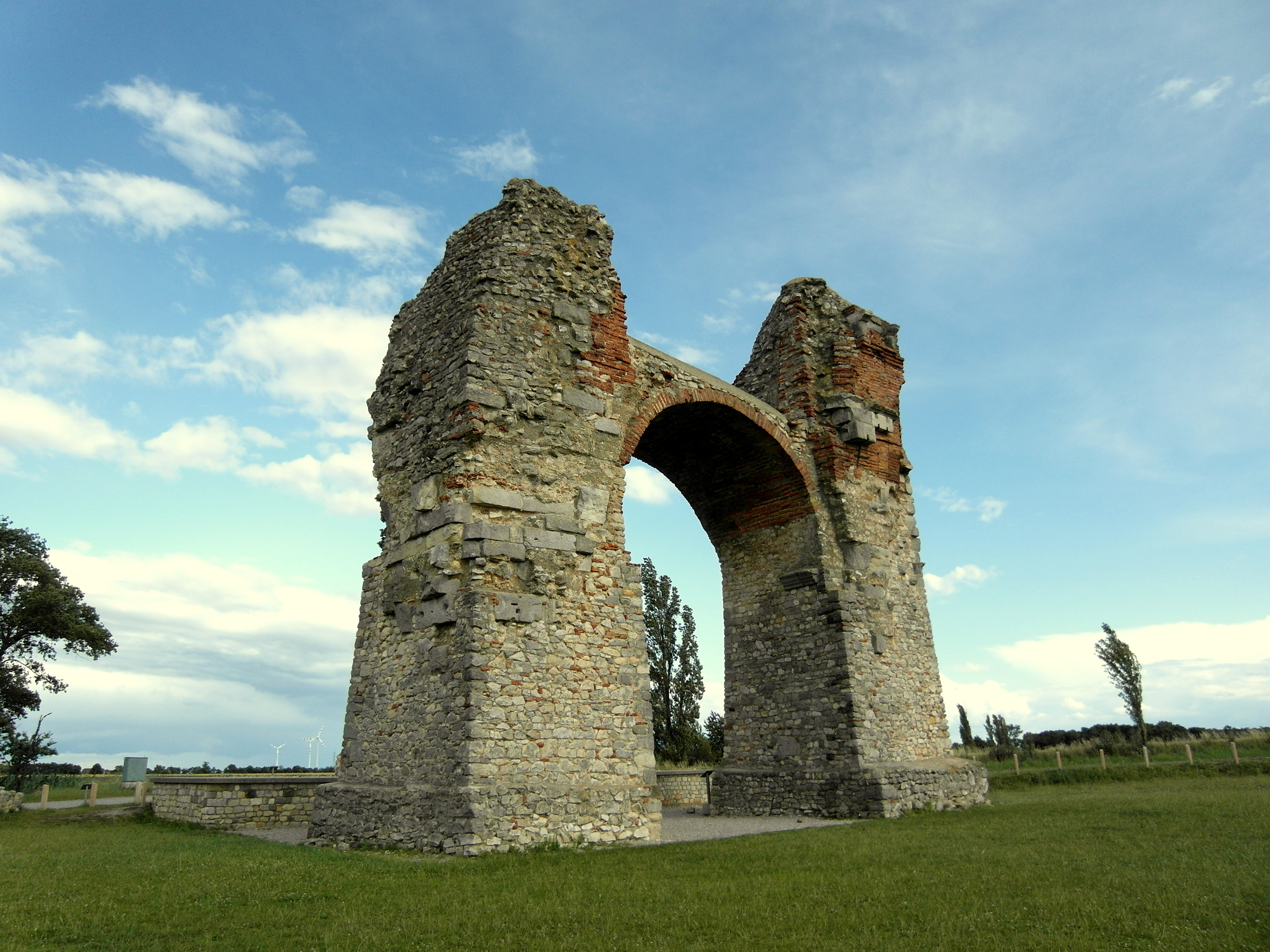
"Heidentor" - بقايا من الرومانية المدينة العسكرية Carnuntum

السجل الأول يظهر اسم النمسا من 996، حيث هو مكتوب كما Ostarrîchi، مشيرا إلى أراضي Babenberg مارس. عام 1156 في النمسا Privilegium ناقص مرتفعة إلى حالة من الدوقية. في 1192، حصلت Babenbergs أيضا دوقية ستيريا. مع وفاة فريدريك الثاني عام 1246، انطفأ خط.
ونتيجة لذلك أوتوكار الثاني من بوهيميا يفترض السيطرة على الدوقيات النمسا، ستيريا وكارينثيا فعال. جاء حكمه إلى نهايته مع هزيمته في Dürnkrut على يد رودولف الأول من ألمانيا في عام 1278. وبعد ذلك، حتى الحرب العالمية الأولى، وكان تاريخ النمسا إلى حد كبير أن من السلالة الحاكمة لها، وهابسبورغ.

### العصور الوسطى
في القرنين 14 و 15، بدأ هابسبورغ لتتراكم المحافظات الأخرى في المنطقة المجاورة للدوقية النمسا. عام 1438 اختير دوق ألبرت الخامس النمسا خلفا لوالده في القانون، الإمبراطور سيغيسموند. على الرغم من أن ألبرت نفسه ملك فقط لمدة عام، من الآن فصاعدا كان كل إمبراطور الإمبراطورية الرومانية المقدسة هابسبورغ، مع استثناء واحد فقط.

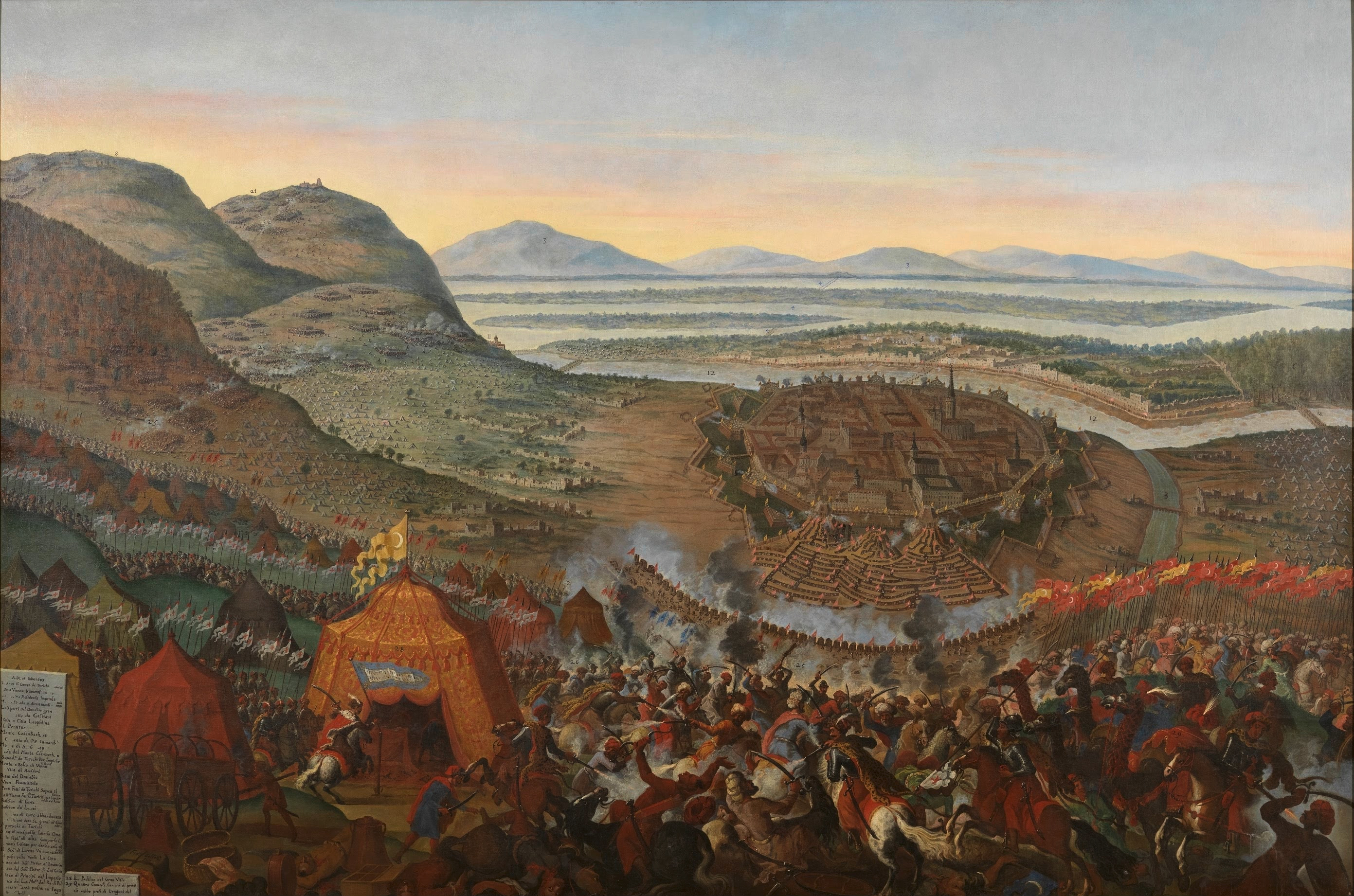
في معركة فيينا عام 1683 اندلعت قبل انعقاد الدولة العثمانية في أوروبا.

بدأت هابسبورغ أيضا إلى تراكم الأراضي بعيدا عن الأراضي وراثية. في عام 1477 الأرشيدوق ماكسيمليان، الابن الوحيد الإمبراطور فريدريك الثالث، تزوج ماريا وريثة للعنابي، وبالتالي الحصول على معظم هولندا للأسرة. ابنه فيليب المعرض تزوجت جوانا جنون، وريثة قشتالة وأراغون، وأضحي لها الزوائد إسبانيا والإيطالية وأفريقيا والعالم الجديد لهابسبورغ.
في عام 1526 بعد معركة موهاج، بوهيميا وجاء جزء من المجر التي كانت محتلة من قبل العثمانيين تحت الحكم النمساوي. أدى التوسع العثماني في المجر إلى الصراعات المتكررة بين الإمبراطوريتين، واضحا بشكل خاص في ما يسمى الحرب الطويلة من. 1593-1606 جعلت الأتراك التوغل في ستيريا ما يقرب من عشرين مرة والتي استشهد بعضهم بأنها «حرق والنهب، وأخذ الآلاف من العبيد».

### القرنان السابع عشر والثامن عشر

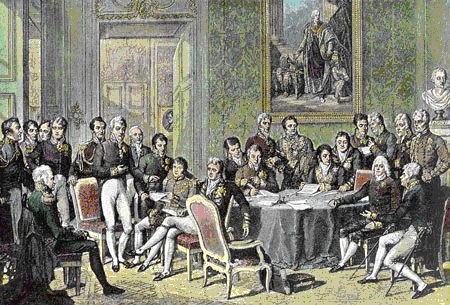
إن مؤتمر فيينا تجتمع في 1814-1815. كان الهدف من المؤتمر تسوية العديد من القضايا الناشئة عن الحروب الفرنسية الثوري والحروب النابليونية، وتفكك الإمبراطورية الرومانية المقدسة.

في عهد طويل من ليوبولد الأول (1657-1705) وبعد الدفاع ناجحة من فيينا عام 1683 (تحت قيادة ملك بولندا جون الثالث سوبيسكي) أدت سلسلة من الحملات في جلب كل من المجر السيطرة النمساوية بموجب معاهدة Karlowitz في 1699.
تخلى الإمبراطور شارل السادس العديد من المكاسب الإمبراطورية المحرز في السنوات السابقة، إلى حد كبير بسبب المخاوف له في الانقراض الوشيك لبيت هابسبورغ. وكان تشارلز استعداد لتقديم مزايا ملموسة في الأراضي والسلطة في مقابل الاعتراف العقوبة الواقعية التي جعلت ابنته ماريا تيريزا خليفته. مع صعود بروسيا بدأت ثنائية البروسية النمساوية في ألمانيا. شاركت النمسا، جنبا إلى جنب مع بروسيا وروسيا، في الأول والثالث من أقسام ثلاثة من بولندا (في 1772 و 1795).

### القرن 19
أصبحت النمسا في وقت لاحق تخوض حربا مع فرنسا الثورية، ورغم البداية الناجحة للغاية، تعرضت النمسا لعدة هزائم متتالية على يد نابليون. أدت تلك الهزائم إلى نهاية الإمبراطورية الرومانية المقدسة القديمة في 1806. قبل ذلك بعامين, في عام 1804، تأسست إمبراطورية النمسا. في عام 1814 كانت النمسا جزءا من قوات الحلفاء التي غزت فرنسا ووضع حدا لحروب نابليون.

خريطة الإثنية اللغوية من النمسا والمجر، 1910

بعد أن خرجت من مؤتمر فيينا في عام 1815 باعتبارها واحدة من أربع قوى المهيمنة في القارة وقوة عظمى معترف بها. وفي العام نفسه، تم تأسيس الاتحاد الألماني (البوند الألمانية) تحت رئاسة النمسا. بسبب الصراعات الاجتماعية والسياسية والوطنية التي لم تحل تزعزعت الأراضي الألمانية من قبل ثورة 1848 ويهدف إلى خلق ألمانيا الموحدة.
ومن شأن ألمانيا الموحدة يكن ممكنا إما ألمانيا الكبرى، أو النمسا الكبرى أو مجرد الاتحاد الألماني دون النمسا على الإطلاق. كما كان النمسا يسوا على استعداد للتخلي عن أراضيها الناطقة بالألمانية إلى ما يمكن أن تصبح الإمبراطورية الألمانية عام 1848، عرضت تاج الإمبراطورية التي شكلت حديثا إلى الملك البروسي فريدريش فيلهلم الرابع. في عام 1864، خاضت النمسا وبروسيا معا ضد الدنمارك وتأمين استقلالها عن الدنمارك من الدوقيات شليسفيغ هولشتاين. ولكن لأنها لا يمكن أن توافق على الكيفية التي ينبغي أن تدار الدوقيات اثنين، وأنها خاضت الحرب البروسية النمساوية في عام 1866. هزم بروسيا في معركة Königgrätz،  وكان النمسا لمغادرة الاتحاد الألماني، وبعد ذلك لم يعد شاركوا في السياسة الألمانية.
هذه التسوية النمساوية المجرية عام 1867، و Ausgleich، ينص على السيادة المزدوجة، والإمبراطورية النمساوية ومملكة المجر، فرانز جوزيف الأول. تحت تضمن الحكم النمساوي المجري من هذه الإمبراطورية المتنوعة مختلف الجماعات السلافية، بما في ذلك الكروات والتشيك والبولنديين، Rusyns، الصرب، السلوفاك، السلوفينيين والأوكرانيين، وكذلك المجتمعات الإيطالية والرومانية الكبيرة.
ونتيجة لذلك، أصبح الحاكم النمسا والمجر من الصعب على نحو متزايد في عصر الحركات القومية الناشئة، والتي تتطلب الاعتماد كبيرا على موسع الشرطة السرية. بعد حكومة النمسا حاولت قصارى جهدها لاستيعاب أن في بعض النواحي: إن Reichsgesetzblatt، ونشر القوانين والمراسيم من Cisleithania، صدر في ثماني لغات؛ وكان من حق كل الجماعات الوطنية إلى المدارس في لغتهم الخاصة واستخدام لغتهم الأم في مكاتب الدولة، على سبيل المثال.

### القرن العشرون

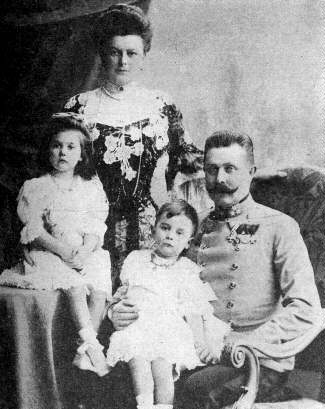
الأرشيدوق فرانز فرديناند (يمين) مع عائلته

في عام 1908 وجدت النمسا والمجر عذرا في إصدار عصر الدستورية الثانية في الدولة العثمانية لضم البوسنة والهرسك. اغتيال الأرشيدوق فرانز فرديناند في سراييفو في عام 1914 من قبل صرب البوسنة غافريلو برينسيب كانت تستخدم من قبل كبار الساسة والجنرالات لإقناع الإمبراطور لتعلن الحرب على صربيا النمساوية، وبالتالي المخاطرة ودفع اندلاع الحرب العالمية الأولى، والتي أدت في النهاية إلى تفكك الإمبراطورية النمساوية المجرية. مات أكثر من مليون جندي النمساوية المجرية في الحرب العالمية الأولى.

### تسوية ما بعد الحرب
يوم 21 أكتوبر عام 1918، اجتمع أعضاء المنتخبين الألماني (البرلمان من الإمبراطورية النمساوية) في فيينا والجمعية الوطنية المؤقتة للنمسا الألمانية. في 30 تشرين الأول تأسست الجمعية الألمانية لدولة النمسا عن طريق تعيين الحكومة، ودعا Staatsrat. دعي هذه الحكومة الجديدة من قبل الإمبراطور على المشاركة في اتخاذ القرار على الهدنة المزمعة مع إيطاليا، لكنه امتنع عن هذه الأعمال.
تركت هذه المسؤولية عن نهاية الحرب، يوم 3 نوفمبر عام 1918، فقط للإمبراطور وحكومته. يوم 11 نوفمبر الإمبراطور، نصحت وزراء القديم والحكومة الجديدة، أعلن أنه لن يشارك في أي أعمال الدولة أكثر من ذلك؛ يوم 12 نوفمبر الألمانية النمسا، بموجب القانون، أعلن نفسه ليكون جمهورية ديمقراطية وجزء من الجمهورية الألمانية الجديدة. تم تمرير الدستور، (الحكومة الفيدرالية) و (المجلس الوطني) في 10 تشرين الثاني 1920.

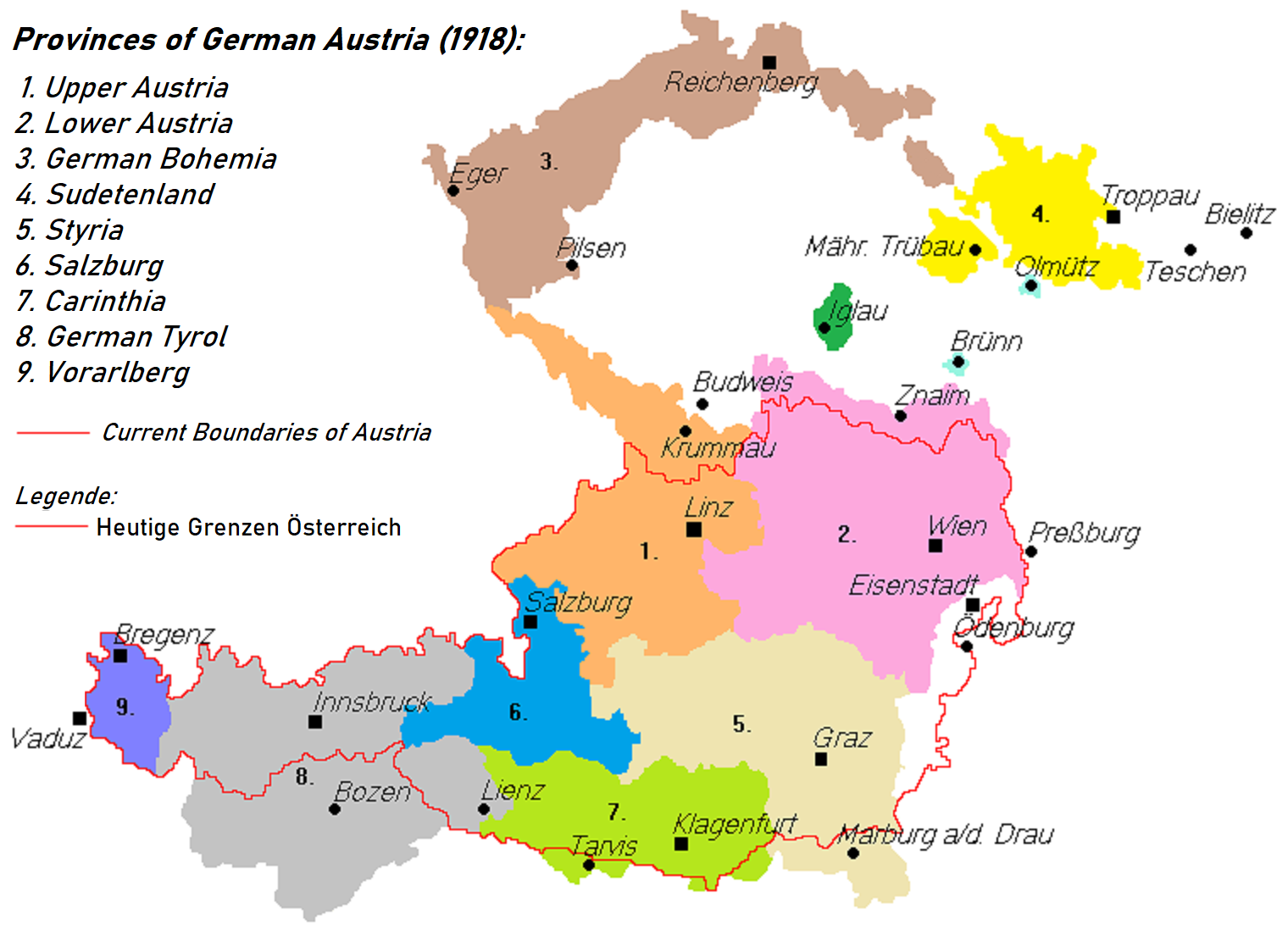
محافظات الناطقة باللغة الألمانية تطالب بها النمسا في عام 1918 وحدود لاحقة. الجمهورية النمساوية الأولى تم تفصيلها في الحمراء

معاهدة سان جيرمان في عام 1919 (لمعاهدة تريانون 1920 المجر) أكد وعزز النظام الجديد من أوروبا الوسطى والتي إلى حد كبير قد أنشئت في نوفمبر تشرين الثاني عام 1918، وخلق دول جديدة وتغيير الآخرين. أكثر من 3 ملايين الناطقة بالألمانية وجدت النمساويين أنفسهم يعيشون خارج الجمهورية النمساوية حديثي الولادة كأقليات في دول شكلت حديثا أو الموسع من تشيكوسلوفاكيا ويوغوسلافيا والمجر وإيطاليا. وشملت هذه المحافظات في جنوب تيرول (التي أصبحت جزءا من إيطاليا) والألمانية بوهيميا (تشيكوسلوفاكيا). وضع الألمانية بوهيميا (مقاطعة السوديت) لعبت دورا في وقت لاحق مما أثار الحرب العالمية الثانية.
وكان الوضع في جنوب تيرول مشكلة العالقة بين النمسا وإيطاليا حتى استقر رسميا من قبل 1980 مع وجود درجة كبيرة من الاستقلالية التي منحت لها من قبل الحكومة الوطنية الإيطالية. بين عامي 1918 و 1919 كان معروفا النمسا بوصفها الدولة الألمانية النمسا (STAAT Deutschösterreich). لا تكتف قوى الوفاق لا سمح الألمانية النمسا من التوحد مع ألمانيا، رفضوا أيضا اسم النمسا الألمانية في معاهدة السلام التي ستوقع؛ لذا تم تغييره إلى جمهورية النمسا في أواخر 1919.
وقد استقر الحدود بين النمسا ومملكة الصرب والكروات والسلوفينيين و(في وقت لاحق يوغوسلافيا) مع الاستفتاء كارينثيا في أكتوبر تشرين الأول عام 1920 وتخصيص الجزء الأكبر من أراضي النمساوية المجرية السابق Crownland من كارينثيا إلى النمسا. هذا تعيين الحدود على سلسلة جبال Karawanken، مع العديد من السلوفينيين المتبقية في النمسا.

### التطورات في مرحلة ما بعد الحرب

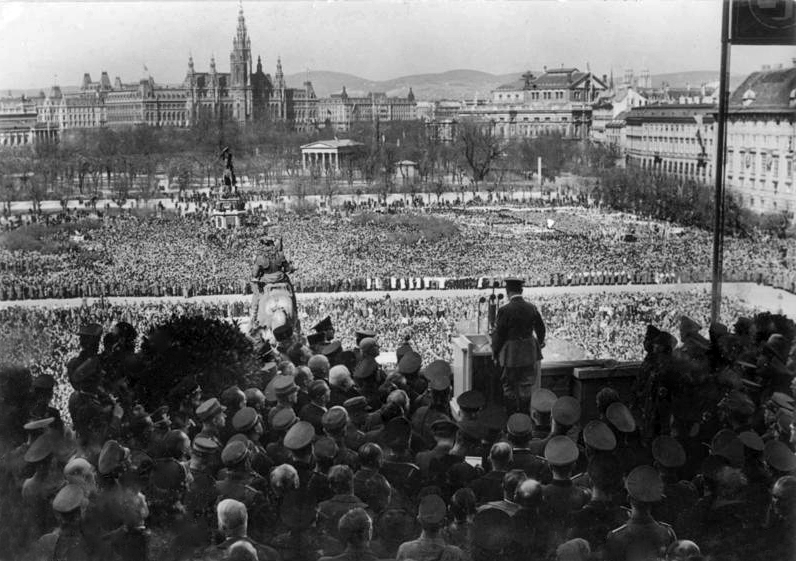
هتلر يتحدث في Heldenplatz، فيينا

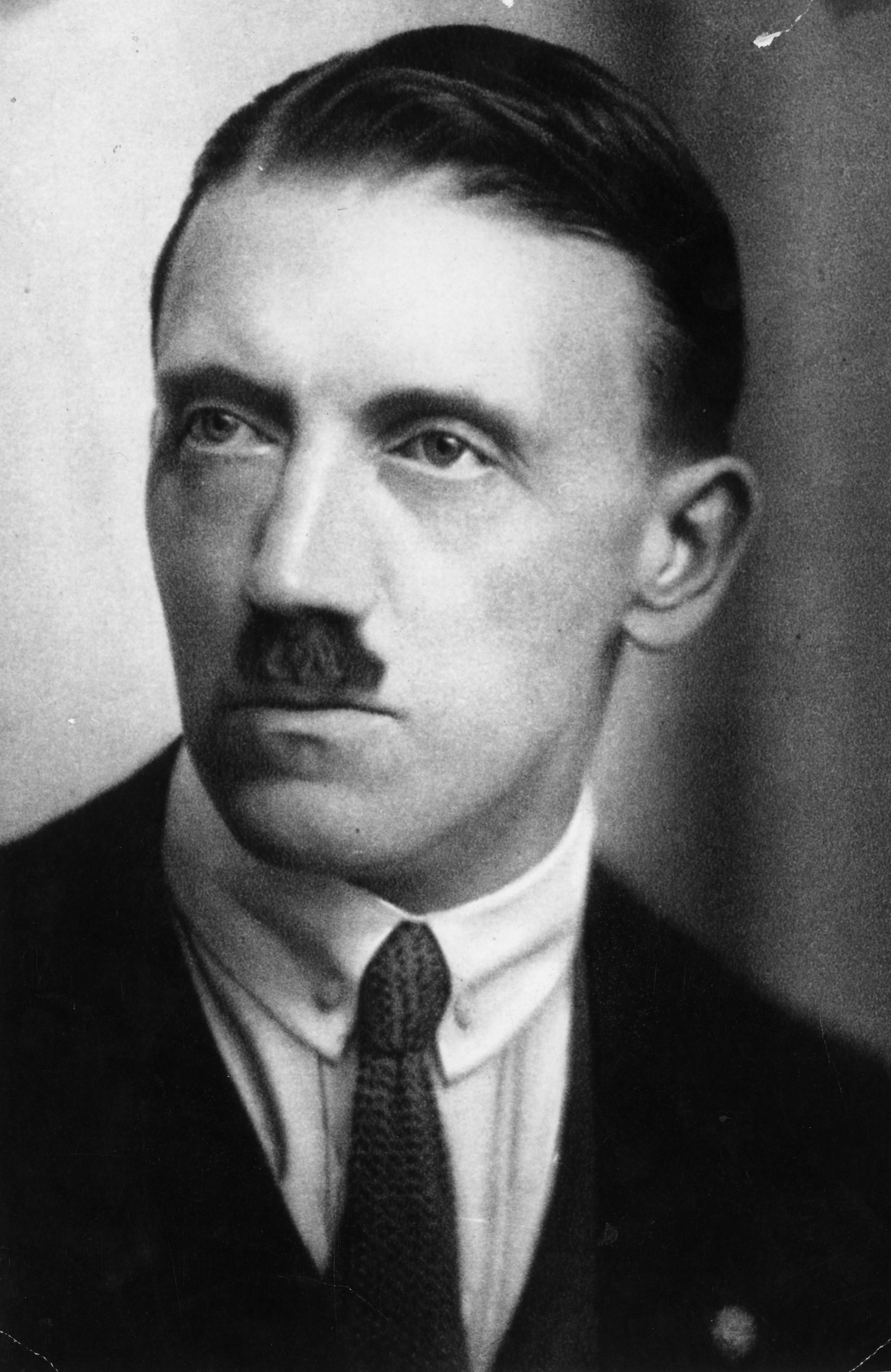
أدولف هتلر، زعيم حزب العمال الألماني الاشتراكي الوطني، ولد في برونو أنا نزل، في النمسا العليا

بعد أن بدأت الحرب التضخم إلى خفض قيمة الكرون، التي كانت لا تزال العملة في النمسا. في خريف عام 1922 منحت النمسا على قرض دولي تحت إشراف عصبة الأمم المتحدة. وكان الغرض من القرض لتفادي الإفلاس، واستقرار العملة وتحسين الوضع الاقتصادي العام في النمسا. القرض يعني أن النمسا تنتقل من دولة مستقلة إلى السيطرة التي تمارسها عصبة الأمم. في عام 1925 شيلينغ، لتحل محل الكرون بمعدل 10،000:1، وقدم في وقت لاحق كان يسمى الدولار جبال الألب بسبب استقرارها. من 1925-1929 يتمتع الاقتصاد ارتفاع قصيرة قبل تحطمها بعد ما يقرب من يوم الجمعة الأسود.
استمرت الجمهورية النمساوية الأولى حتى عام 1933 عندما المستشارة إنغلبرت Dollfuss، وذلك باستخدام ما أسماه "التحول الذاتي خارج البرلمان" (Selbst Ausschalten قصر Parlaments)، أنشأ نظام استبدادي تميل نحو الفاشية الإيطالية. وكبيرة اثنين وكان الطرفان في هذا الوقت، والحزب الاشتراكي الديمقراطي وحزب المحافظين، الجيوش شبه العسكرية; أعلن Schutzbund الاشتراكيين الديموقراطيين "الآن غير قانونية ولكن لا يزال المنطوق كما اندلعت الحرب الأهلية.
في فبراير 1934 تم إعدام عدد من أعضاء،  تم حظر الحزب الاشتراكي الديمقراطي والعديد من أعضائها سجنوا أو هاجروا. في 1 مايو عام 1934، فرضت Austrofascists دستور جديد ("Maiverfassung") التي عزز قوة Dollfuss ولكن يوم 25 يوليو اغتيل في محاولة الانقلاب النازي.

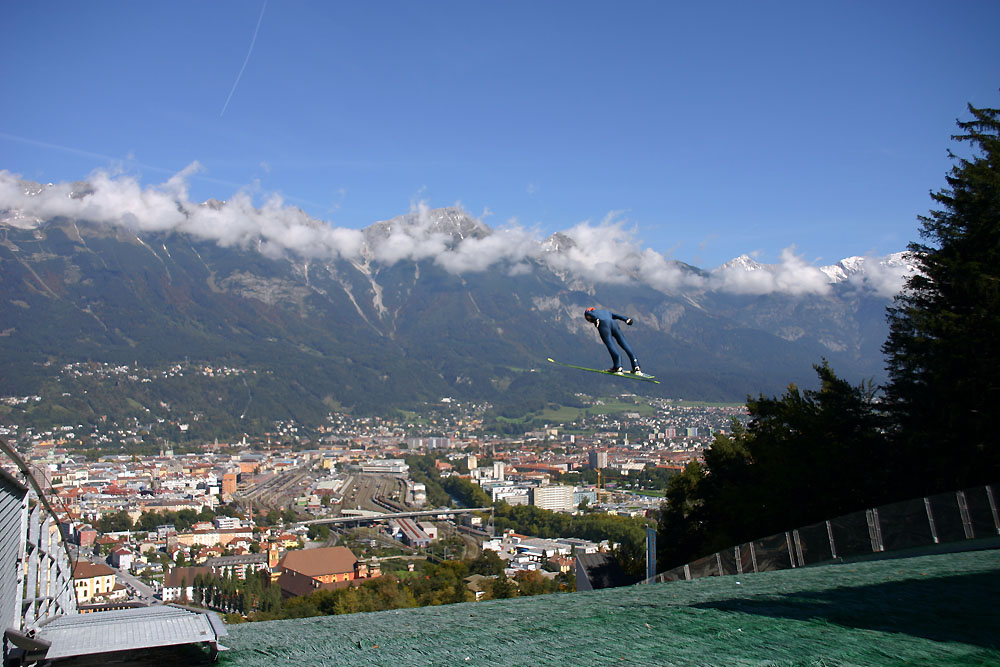
إنسبروك استضاف دورة الألعاب الأولمبية الشتوية 1964 و 1976 دورة الألعاب الأولمبية الشتوية وكذلك 2012 دورة الألعاب الأولمبية الشتوية للشباب، والأولى في التاريخ

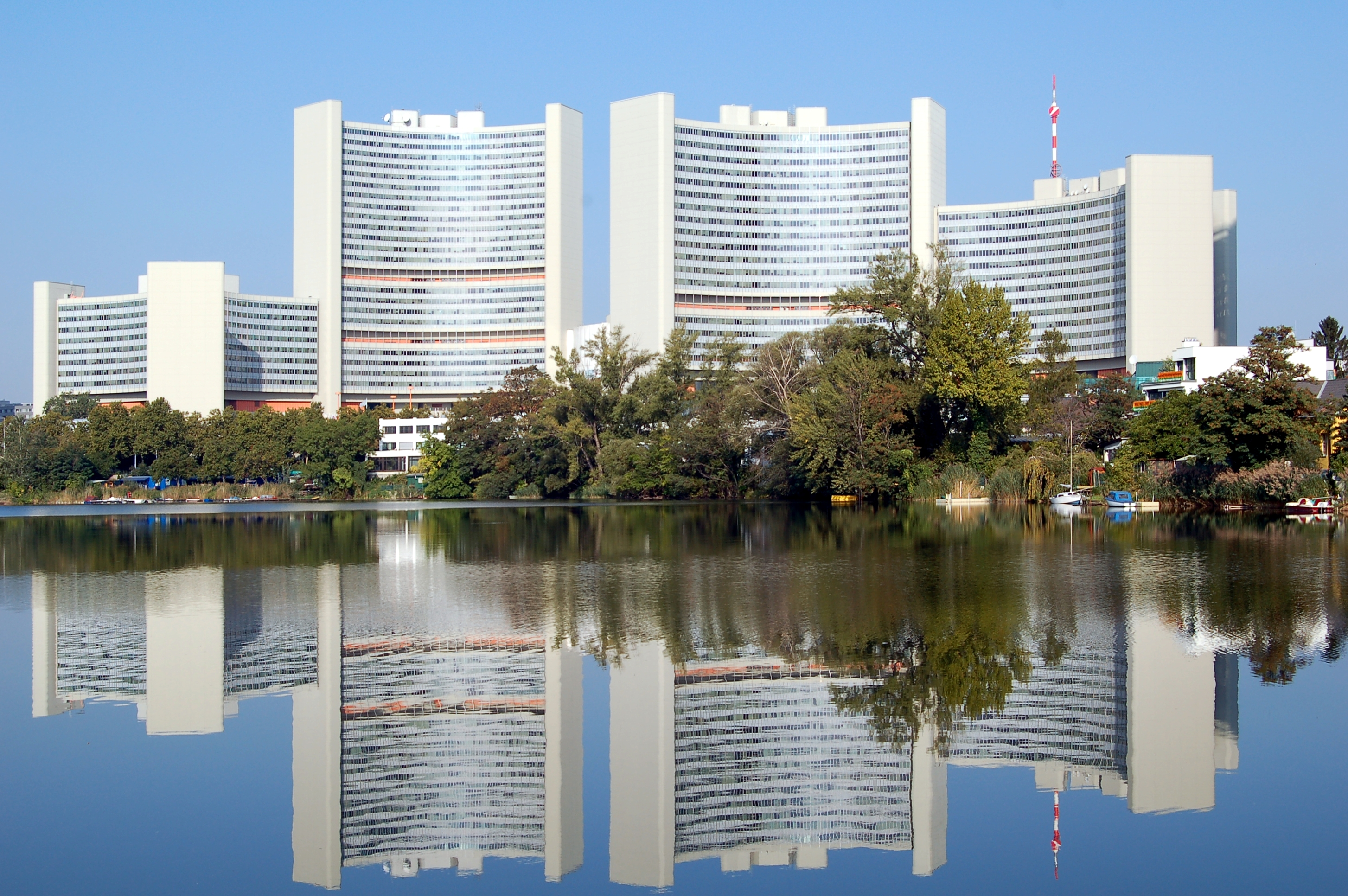
في مكتب الأمم المتحدة في فيينا (مكتب الأمم المتحدة بفيينا) هي واحدة من الأمم المتحدة مواقع المكاتب الأربعة الرئيسية في جميع أنحاء العالم

خلفه كورت Schuschnigg كافح للحفاظ على النمسا مستقلة باسم «الدولة الألمانية أفضل»، ولكن في 12 آذار عام 1938، استغرق النازيين النمساوية على الحكومة، في حين احتلت القوات الألمانية البلاد. في 13 مارس عام 1938، وكان الضم من النمسا رسميا أعلن. بعد يومين هتلر (نمساوي قبل الميلاد)، أعلن ما أسماه «إعادة توحيد» بلاده مع «بقية ألمانيا» على Heldenplatz في فيينا. أسس استفتاء يؤكد الاتحاد مع ألمانيا في أبريل نيسان 1938.
أجريت الانتخابات البرلمانية في ألمانيا (بما في ذلك ضمتها مؤخرا النمسا) في 10 نيسان 1938. كانت الانتخابات الأخيرة لمجلس النواب الألماني أثناء الحكم النازي واتخذت شكل استفتاء واحد يسأل سؤال ما إذا كان الناخبون وافقت من قائمة الحزب النازي واحد ل الرايخستاغ 813 عضوا وكذلك ضم مؤخرا من النمسا (الضم). وكان الإقبال في الانتخابات رسميا 99.5٪ 98.9٪ مع التصويت ب «نعم». في حالة النمسا والتربة هتلر الأم، ذهب 99.71٪ من جمهور الناخبين من 4484475 رسميا إلى صناديق الاقتراع، مع حصيلة إيجابية من 99.73٪.
تأسست النمسا إلى الرايخ الثالث واندثرت كدولة مستقلة. و Aryanisation من ثروة النمساويين اليهودية بدأت على الفور في منتصف مارس مع ما يسمى «البرية» (أي خارج نطاق القانون) المرحلة، ولكن سرعان ما تم منظم قانونيا وبيروقراطيا لتجريد المواطنين اليهود من أي الأصول التي يمتلكها. دعا النازيون النمسا حتى عام 1942 عندما تم تغيير اسمها مرة أخرى ودعا «ألبن-دوناو-Reichsgaue».
بعض من أبرز النازيين كانت النمساويين الأصليين، بما في ذلك هتلر، أدولف آيخمان، إرنست كالتنبرونر، آرثر Seyss-Inquart فرانز ستانجل،  كما كانت 40٪ من الموظفين في معسكرات الإبادة النازية. فيينا سقطت في 13 نيسان عام 1945، خلال الهجوم السوفييتي فيينا قبل الانهيار التام للرايخ الثالث. قوات الحلفاء الغازية، ولا سيما الأميركيين، المخطط المفترض ل«جبال الألب حصن عملية» من حصونهم وطنية، وكان ذلك إلى حد كبير إلى حدثت على التراب النمساوي في جبال الألب الشرقية. ومع ذلك فإنه لم يتحقق أبدا بسبب الانهيار السريع للرايخ.
كارل رينر وأدولف شارف (الحزب الاشتراكي في النمسا الديمقراطيين الاشتراكيين والاشتراكيين الثوريين)، ليوبولد Kunschak (حزب الشعب النمساوي في حزب الشعب المسيحي الاجتماعي السابق) ويوهان Koplenig (الحزب الشيوعي النمسا) أعلن الانفصال في النمسا من الرايخ الثالث عن طريق إعلان الاستقلال في 27 نيسان 1945، وتشكيل حكومة مؤقتة في فيينا تحت دولة المستشارة رينر نفس اليوم، بموافقة الجيش الأحمر منتصرا والمدعومة من قبل جوزيف ستالين. (يدعى رسميا تاريخ ميلاد الجمهورية النمساوية الثانية.) وفي نهاية أبريل، ومعظم غرب وجنوب النمسا كانت لا تزال تحت الحكم النازي. يوم 1 مايو عام 1945، والدستور الاتحادي لعام 1929، الذي تم إنهاؤها من قبل الديكتاتور Dollfuss يوم 1 مايو عام 1934، أعلن صالح مرة أخرى.
يقدر مجموع قتلى الجيش 1939-1945 في 260،000. بلغت ضحايا المحرقة اليهودية 65،000. معلومات عن 140،000 النمساويين اليهود فروا من البلاد في 1938-1939. وكان الآلاف من النمساويين شاركوا في جرائم النازية خطيرة (توفي مئات الآلاف في معسكر اعتقال ماوتهاوزن-Gusen وحدها)، وهذه حقيقة معترف بها رسميا من قبل المستشارة فرانز فرانيتسكي في عام 1992.

### بعد الحرب العالمية الثانية
بكثير مثل ألمانيا وقسمت النمسا إلى بريطانيا وفرنسا والاتحاد السوفيتي والمناطق الأمريكية وتحكمها لجنة الحلفاء للنمسا. وكما توقعت في إعلان موسكو في عام 1943، كان هناك فرق دقيق في علاج النمسا من قبل الحلفاء. الحكومة النمساوية، التي تتكون من الحزب الاشتراكي الديمقراطي، وحزب المحافظين الشيوعيين (حتى عام 1947)، ويقيم في فيينا، والذي كان محاطا المنطقة السوفياتية، تم الاعتراف من قبل الحلفاء الغربيين في أكتوبر 1945 بعد بعض الشكوك التي يمكن أن تكون رينر دمية ستالين. وبالتالي كان تشكيل حكومة النمساوية الغربية منفصلة وتقسيم البلاد يمكن تجنبها. النمسا، بصفة عامة، كان يعامل كما لو أنه قد غزت أصلا من قبل ألمانيا وحررها الحلفاء.
يوم 15 مايو 1955، بعد المحادثات التي استمرت لسنوات، وتأثرت بسبب الحرب الباردة، النمسا اكتسبت الاستقلال التام من خلال إبرام معاهدة الدولة النمساوية مع أربع دول الاحتلال. في 26 تشرين الأول 1955، بعد مغادرة كل قوات الاحتلال ، أعلنت النمسا عن «الحياد الدائم» بفعل البرلمان.

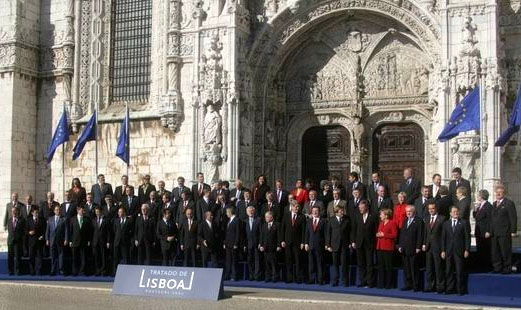
انضمت النمسا إلى الاتحاد الأوروبي في عام 1995 وقعت معاهدة لشبونة في عام 2007.

ويستند النظام السياسي للجمهورية الثانية في الدستور لعام 1920 و 1929، والتي أعيد في عام 1945، وجاء نظام يتسم Proporz، وهذا يعني أن معظم المشاركات من الأهمية السياسية وانقسمت بالتساوي بين أعضاء الحزب الاشتراكي الديمقراطي وحزب الشعب. مجموعة الفوائد «غرف» مع إلزامية العضوية (مثل العمال ورجال الأعمال والمزارعين) نما إلى أهمية كبيرة، وعادة ما استشير في العملية التشريعية، بحيث تم تمرير بالكاد أي تشريع لا تعكس إجماع واسع النطاق.
منذ عام 1945، تنظم من خلال حكومة حزب واحد قد وقعت بين 1966-1970 (المحافظين) و 1970-1983 (الحزب الاشتراكي الديمقراطي). خلال جميع فترات تشريعية أخرى، قضت إما تشكيل ائتلاف واسع من المحافظين والاشتراكيين الديمقراطيين أو «ائتلاف صغيرة» (واحد من هذين وحزب أصغر) البلاد.
عقب استفتاء في عام 1994، حيث وصلت إلى موافقة أغلبية الثلثين، أصبح البلد عضوا في الاتحاد الأوروبي في 1 كانون الثاني 1995.
مكتب التخطيط الاستراتيجي وحزب ÖVP (او فاو بي والمعروف ايضاً باسم حزب الشعب "Österreichische Volkspartei") ذات الأغلبية في البرلمان النمساوي،  لديهم آراء مخالفة حول الوضع المستقبلي لعدم الانحياز العسكرية النمسا: [بحاجة لمصدر] في حين أن مكتب التخطيط الاستراتيجي في العام يدعم دور النمسا المحايد، يدعوا حزب ÖVP للاندماج أقوى في السياسة الأمنية للاتحاد الأوروبي، ولا يستبعد حتى فكرة انضمام النمسا في المستقبل إلى الناتو من قبل بعض السياسيين في حزب ÖVP. في الواقع، النمسا تشارك في السياسة الخارجية والأمنية المشتركة للاتحاد الأوروبي، وتشارك في ما يسمى جدول بطرسبرغ (بما في ذلك السلام حفظ السلام وإنشاء المهام) وأصبح عضوا في «الشراكة من أجل السلام» لحلف الناتو؛ وقد تم تعديل الدستور وفقا لذلك. منذ انضمام ليختنشتاين منطقة شنغن في عام 2011، فإن أيا من الدول المجاورة للنمسا تنفذ مراقبة الحدود من أجل ذلك بعد الآن.

## الجغرافيا

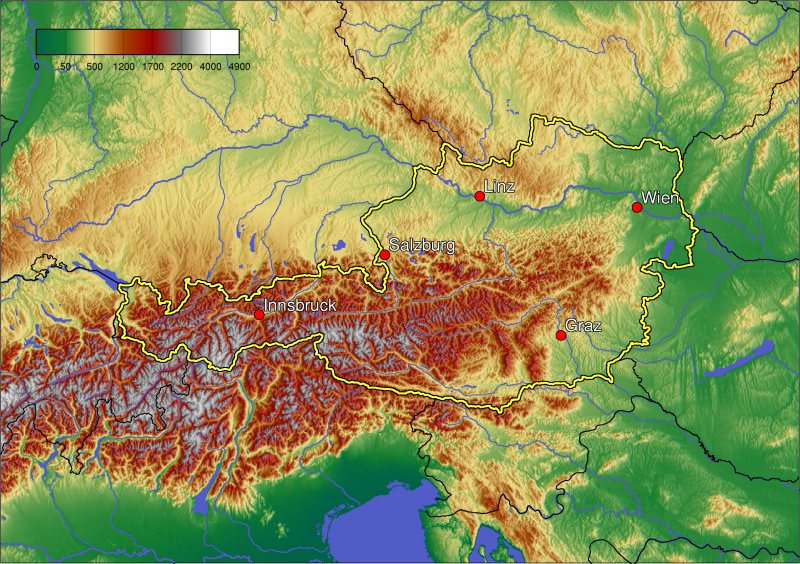
خريطة طبوغرافية من النمسا.

النمسا هي بلد جبلي إلى حد كبير نظراً لموقعها في جبال الألب. جبال الألب شرق وسط وشمال وجنوب جبال الألب الحجر الجيري الحجر الجيري جبال الألب كلها جزئيا في النمسا. من المساحة الكلية للنمسا (84،000 KM2 أو 32433 ميل مربع)، فقط حوالي ربع يمكن اعتبار انخفاض الكذب، و 32٪ فقط من البلاد هو أقل من 500 متر (1،640 قدم). جبال الألب في غرب النمسا تفسح المجال إلى حد ما في الأراضي المنخفضة والسهول في الجزء الشرقي من البلاد.
النمسا تقع بين دائرتي عرض 46 درجة و 49 درجة شمالا، وخطي طول 9 ° و 18 ° شرقا.
ويمكن تقسيمها إلى خمس مناطق، أكبرها جبال الألب الشرقية، والتي تشكل 62٪ من مساحة البلاد الكلية. سفوح النمساوية في قاعدة جبال الألب والكاربات تمثل نحو 12٪ وسفوح في الشرق والمناطق المحيطة بها في محيط Pannoni كمية البلاد المنخفضة إلى نحو 12٪ من مساحة اليابسة الإجمالية. يقع في المنطقة الجبلية أكبر الثانية (أقل بكثير من جبال الألب) في الشمال. المعروفة باسم هضبة الجرانيت النمساوية، وتقع في المنطقة الوسطى من البوهيمي قداس وتمثل 10٪ من النمسا. الجزء النمساوية فيينا ويضم حوض المتبقية 4٪.
النمسا ينتمي إلى محافظة المركزي الأوروبي من المنطقة حول داخل المملكة شمالية. وفقا للاتحاد الدولي لحفظ الطبيعة، أراضي النمسا ويمكن تقسيمها إلى أربعة مناطق إيكولوجية: الغابات المختلطة المركزي الأوروبي، الغابات المختلطة بانونيا، جبال الألب والغابات المختلطة الصنوبرية والغابات ذات الأوراق العريضة أوروبا الغربية.

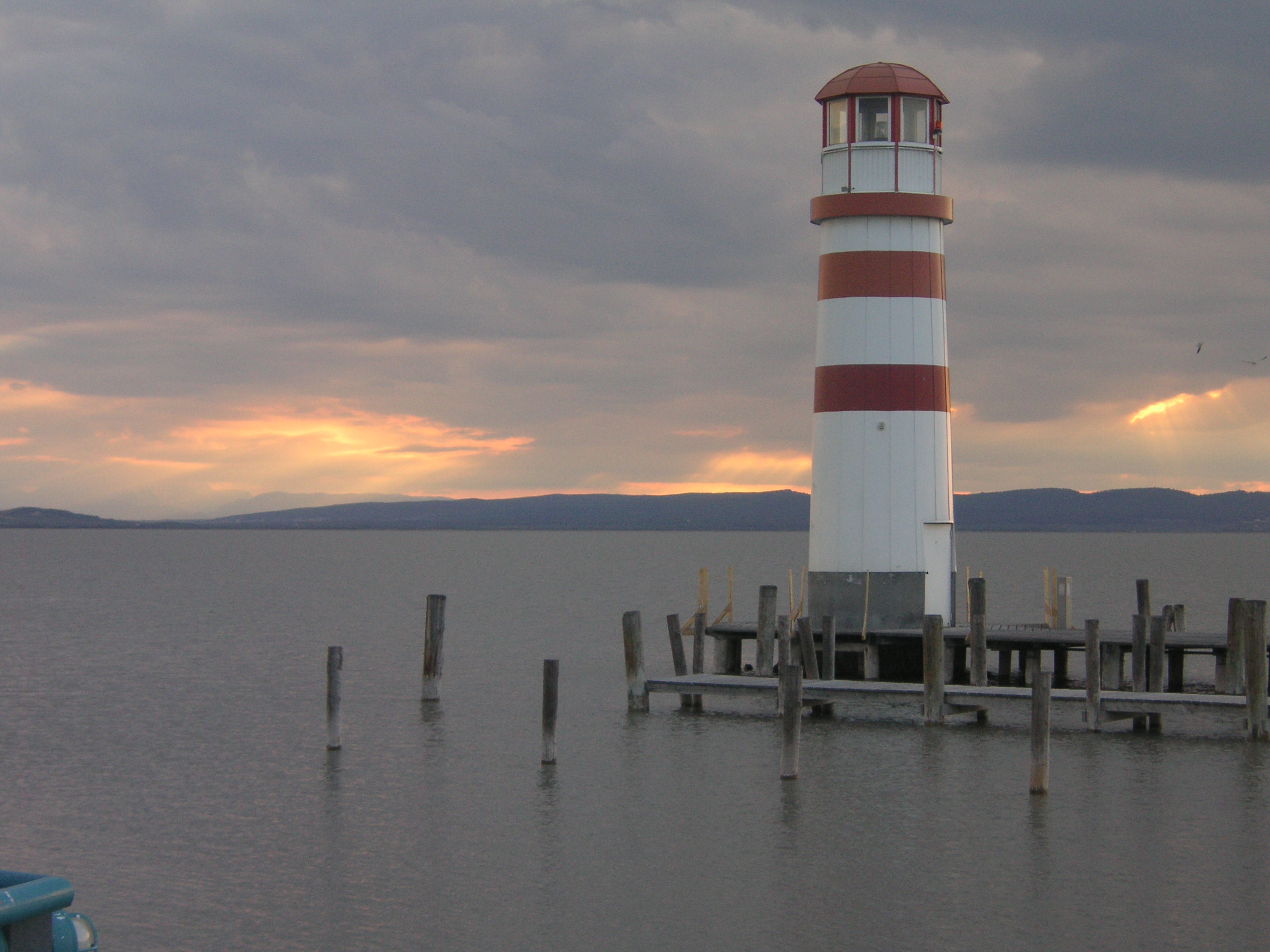
بحيرة نويزيدل
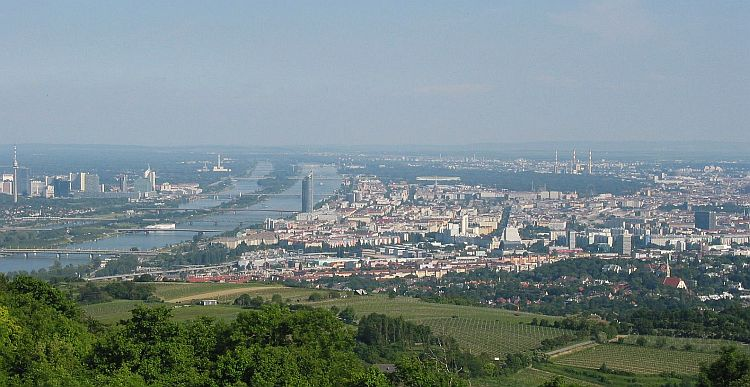
حوض فيينا
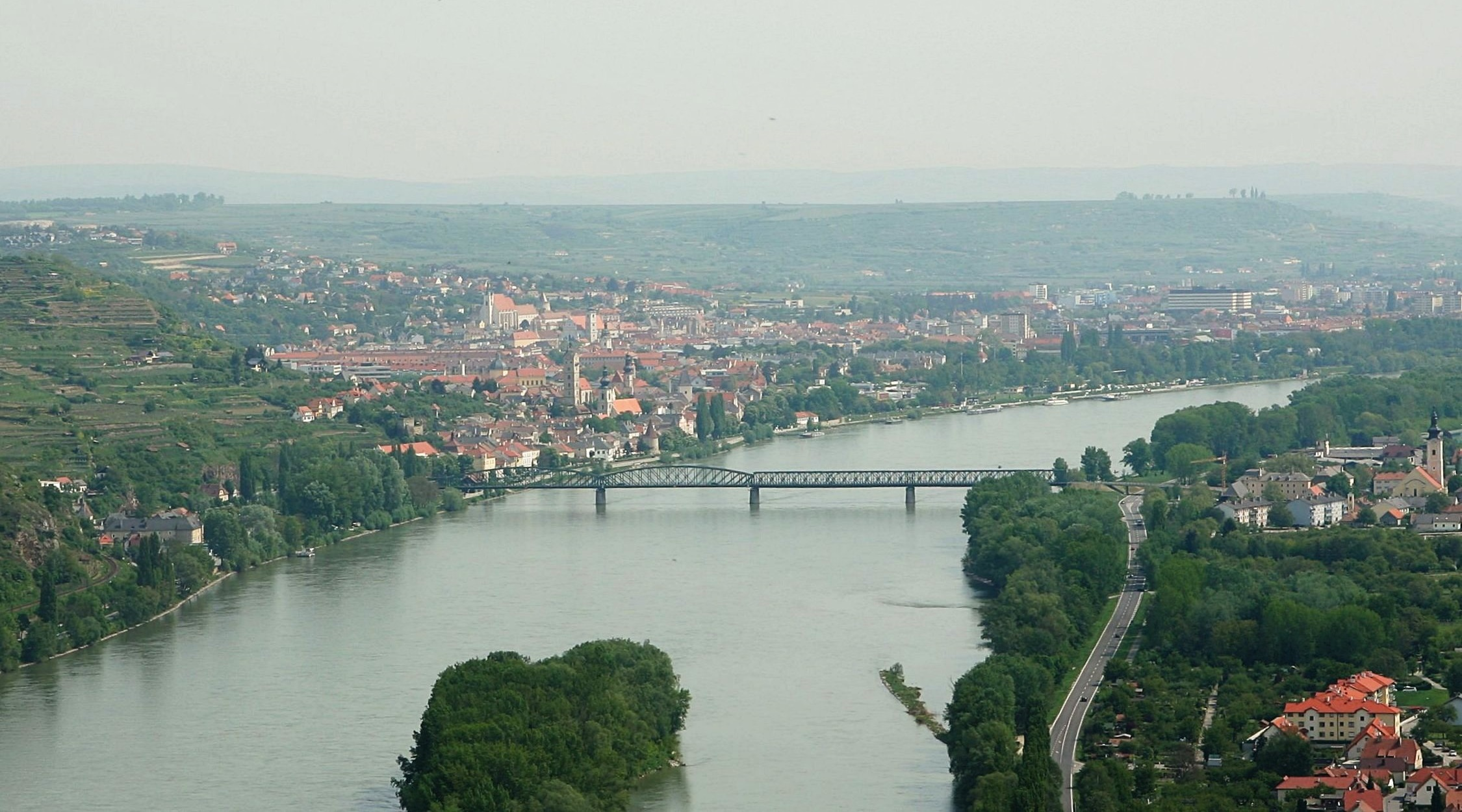
نظرا لكريمس في نهاية الوادي الشاهقة
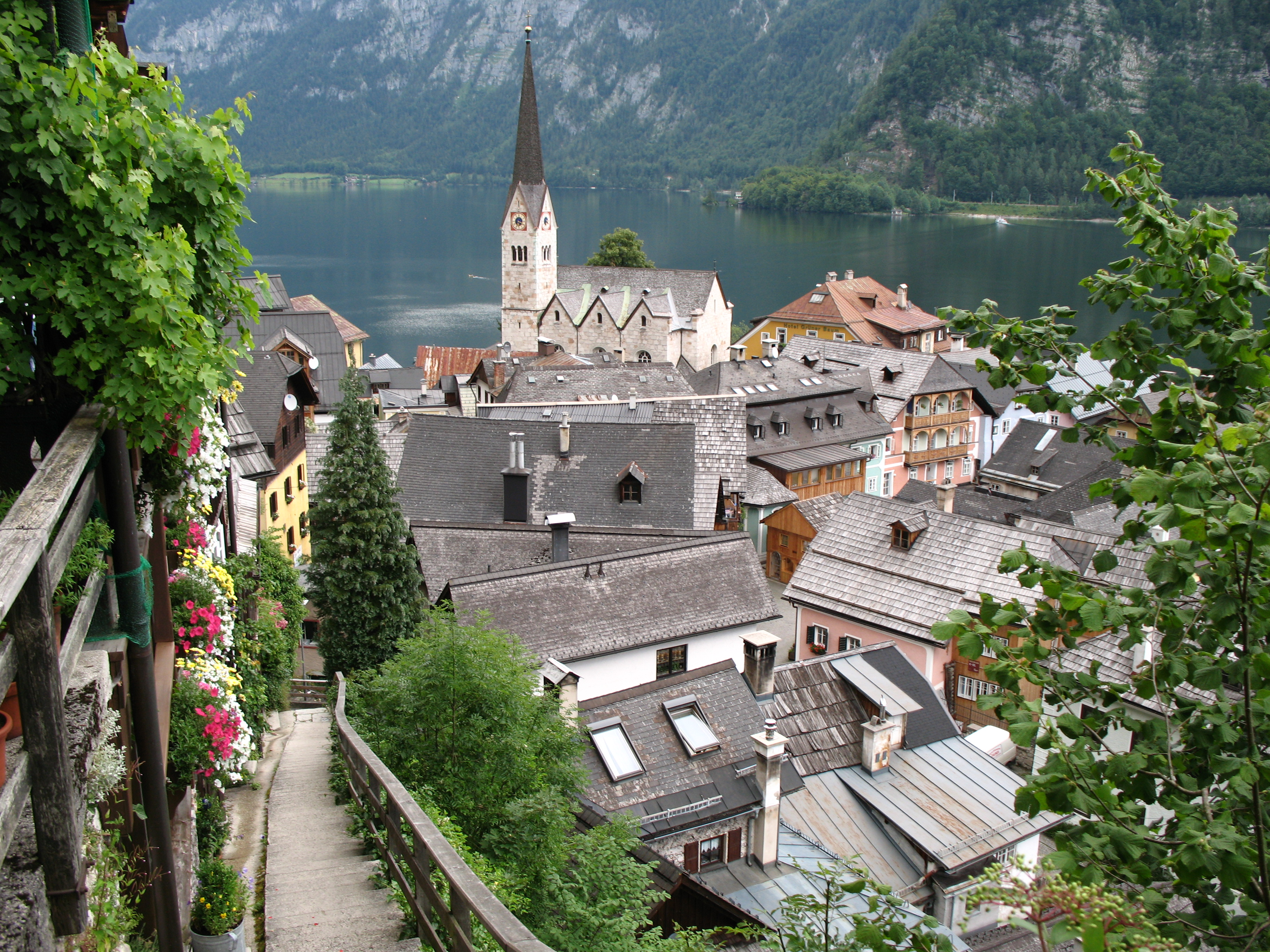
نظرا هالستات
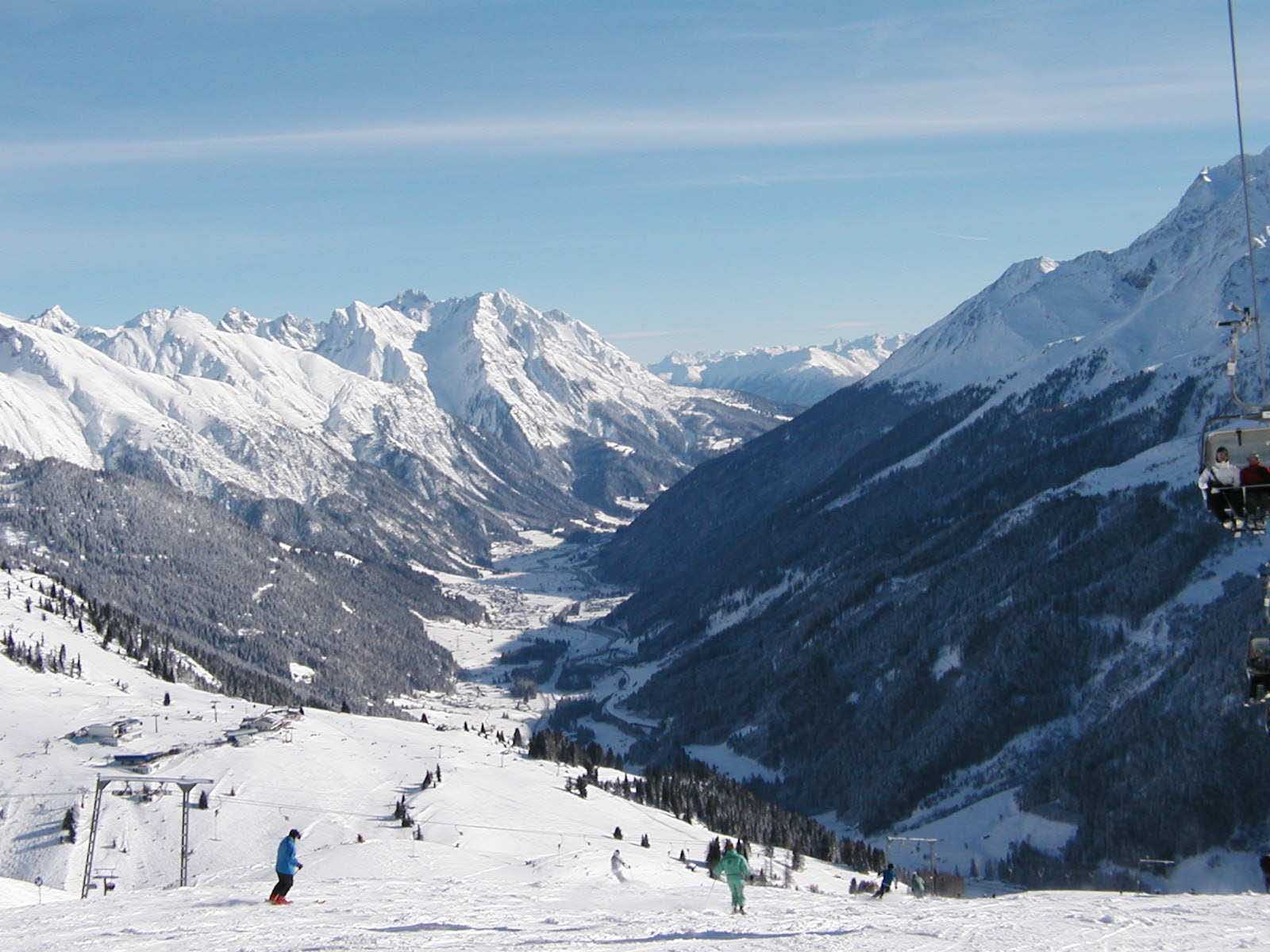
سانكت أنتون آم آرلبيرج

### الجبال
تشكل الجبال 60% من مساحة النمسا. وتشكل هذه الأخيرة جزءا كبيرا من جبال الألب الشرقية. ويشتهر إقليم تيرول، وإقليم فورارلبرج بالمرتفعات الجبلية، على غرار تاورن العليا وتاورن السفلى، جبال الألب الكلسية في الشمال والجنوب وعلى مقربة من العاصمة فيينا قينير فالد أو (Wienerwald). كما تتواجد في مقاطعتي النمسا السفلى والعليا في شمال الدانوب سلسلة الجبال البوهيمية، وهي من الجبال القديمة التكوين، وتمتد إلى حدود تشيكيا ومنطقة بافاريا في ألمانيا. وعلى الحدود الشرقية تمتد سلسلة جبال كرياسيا.

### أنهار
تتموضع في الشرق أكبر السهول وعلى طول نهر الدانوب، من بينها سهول الألب وحوض فيينا بالإضافة إلى تلك الواقعة جنوب إقليم الشتايرمارك.

### المناخ
تقل نسبة رطوبة الجو كلما اتجهنا شرقًا، (تهاطل الأمطار: 100 إلى 50 سم). على الحدود مع سلوفاكيا والمجر يصبح المناخ قارياُ. التهاطل الوفير للثلوج مَكَّن البلاد من تطوير سياحة شتوية. مدة إشعاع الشمس أطول بحوالي 10-20 بالمائة من نظيرتها في ألمانيا وبالأخص في الجنوب.

## السياحة

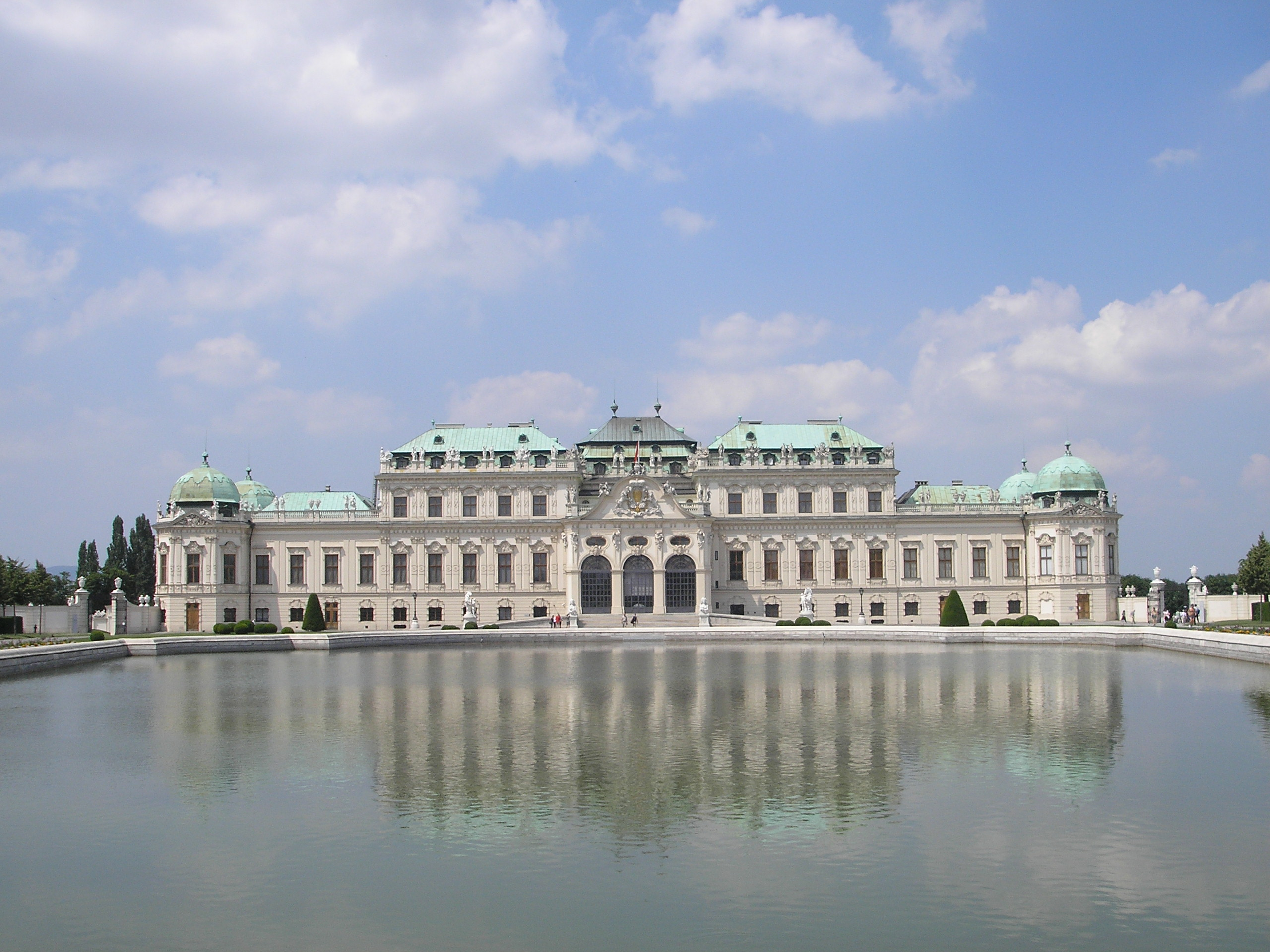
قصر بلفيدير في فيينا

أصبحت النمسا واحدة من الوجهات الأوروبية الأكثر شعبية لقضاء العطلات بالنسبة للمسافرين القادمين من الشرق الأوسط، وخصوصاً العائلات التي تستمتع بالطبيعة البكر ذات المروج الخضراء والبحيرات الصافية صفاء الكريستال وقمم الجبال المغطاة بالثلوج الموجودة في النمسا. كما أن مدن النمسا التاريخية مثل فيينا وسالزبورغ وإنسبروك تحظى بشعبية كبيرة من أجل التسوق وزيارة المعالم السياحية الموجودة في مراكز المدن الخلابة أو لمجرد قضاء وقت لطيف والاسترخاء في واحدة من العديد من المتنزهات أو المقاهي الموجودة فيها.
بلغ عدد الزوار والسياح إلى النمسا حوالي 33 مليون زائر سنويا وفقاً لإحصاء وزارة السياحة العالمية للعام 2007. كما بلغ عدد السياح تقريباً الرقم نفسه وفقاً لإحصاء الهيئة السياحية النمساوية للعام 2010. هناك الكثير من الأماكن السياحية في النمسا ونذكر على سبيل المثال وادي غاشتاين ووادي أوتز.
- دليل السفر للهواتف الذكية

يركز المجلس الوطني النمساوي للسياحة على جذب المزيد من السياح العرب. ولذلك يقوم المجلس بتقديم المزيد من المعلومات باللغة العربية،
حيث أطلق المجلس في بداية العام 2011 تطبيقاً جديداً للهواتف الذكية، ويعرض هذا التطبيق دليلا إلكترونيا للسفر باللغة العربية. تم تصميم هذا الدليل للمسافرين من الشرق الأوسط بصورة خاصة، ويمكن استخدامه على هواتف: آي فون وبلاك بيري وجميع الهواتف الذكية التي تستخدم نظام أندرويد.
يقدّم الدليل عرضاً شاملاً لأهم المعالم والوجهات السياحية للعائلات، ومرافق التسوق والمطاعم، بما في ذلك العربية والآسيوية والمطاعم التي تقدم فيها وجبات حلال. كما تتضمن معلومات عن المساجد والمصليات والمؤسسات الإسلامية في النمسا ودليل لغوي. بالإضافة إلى ترجمة لأكثر العبارات الشائعة في اللغة الألمانية لكي يتمكن المسافر من التواصل مع السكان المحليين.

## السياسة والحكومة

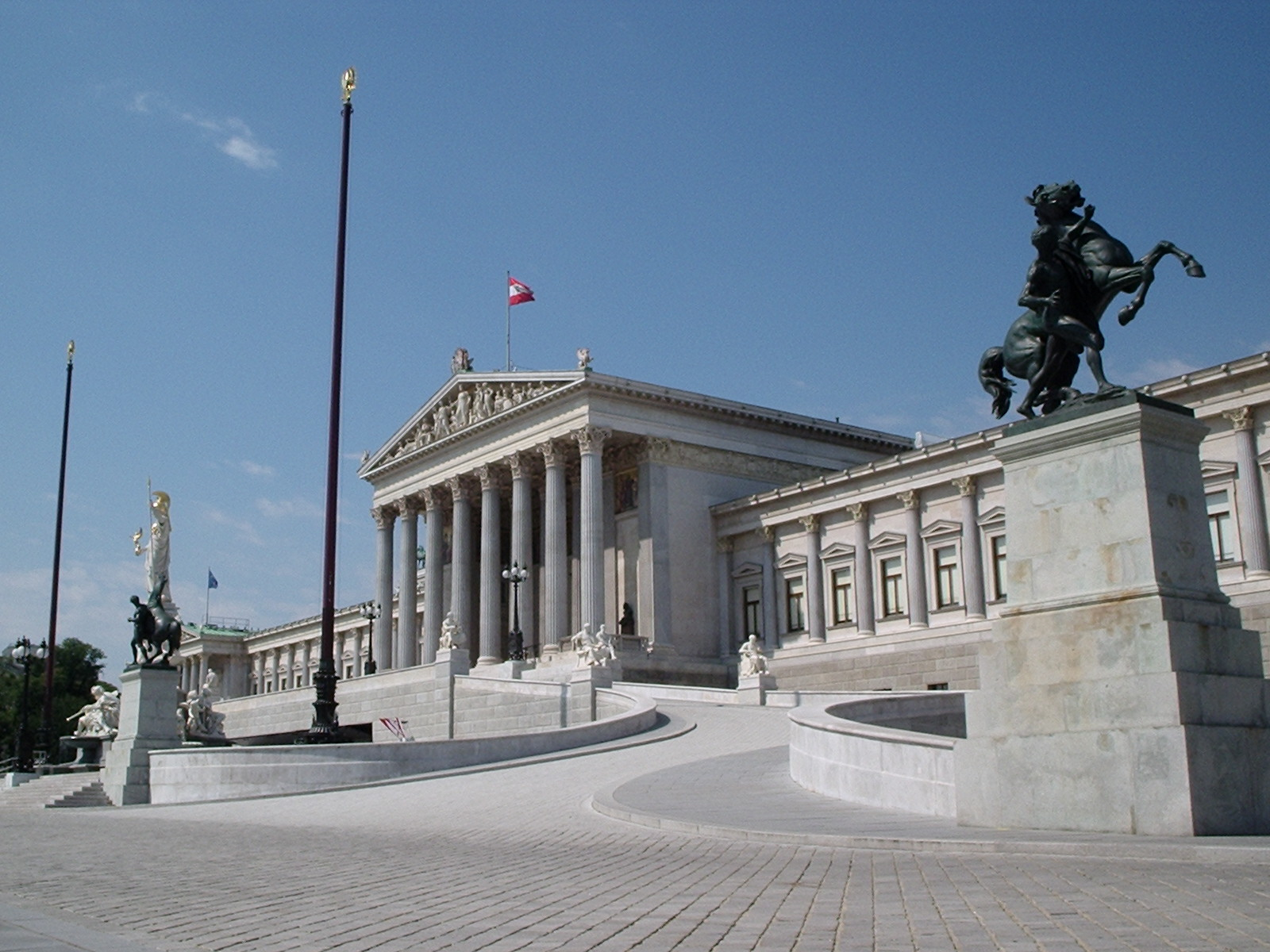
في مبنى البرلمان النمساوي في فيينا.

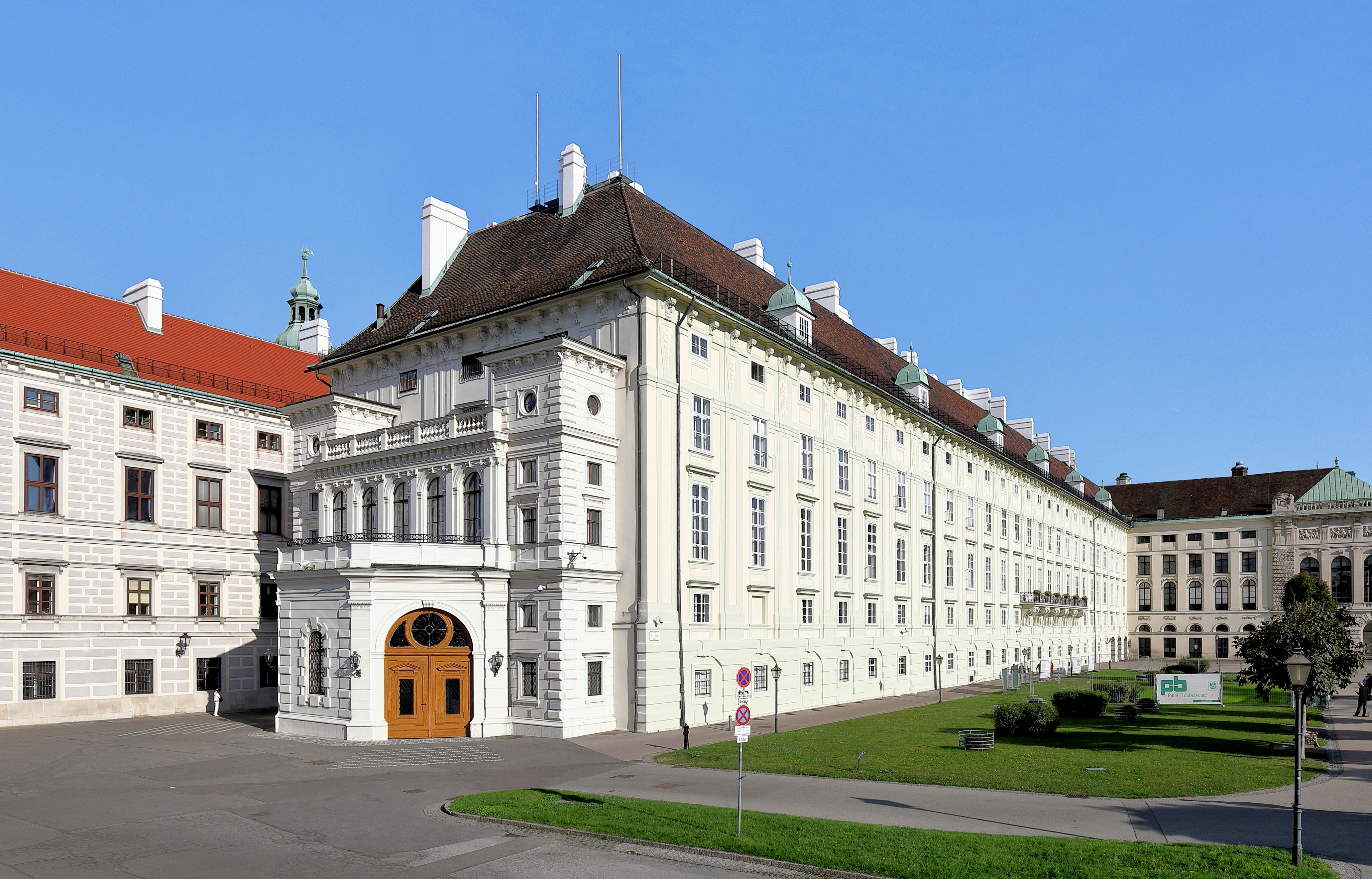
الجناح يوبولدين من القصر الإمبراطوري هوفبورغ في فيينا، موطنا لمكاتب الرئيس النمساوي.

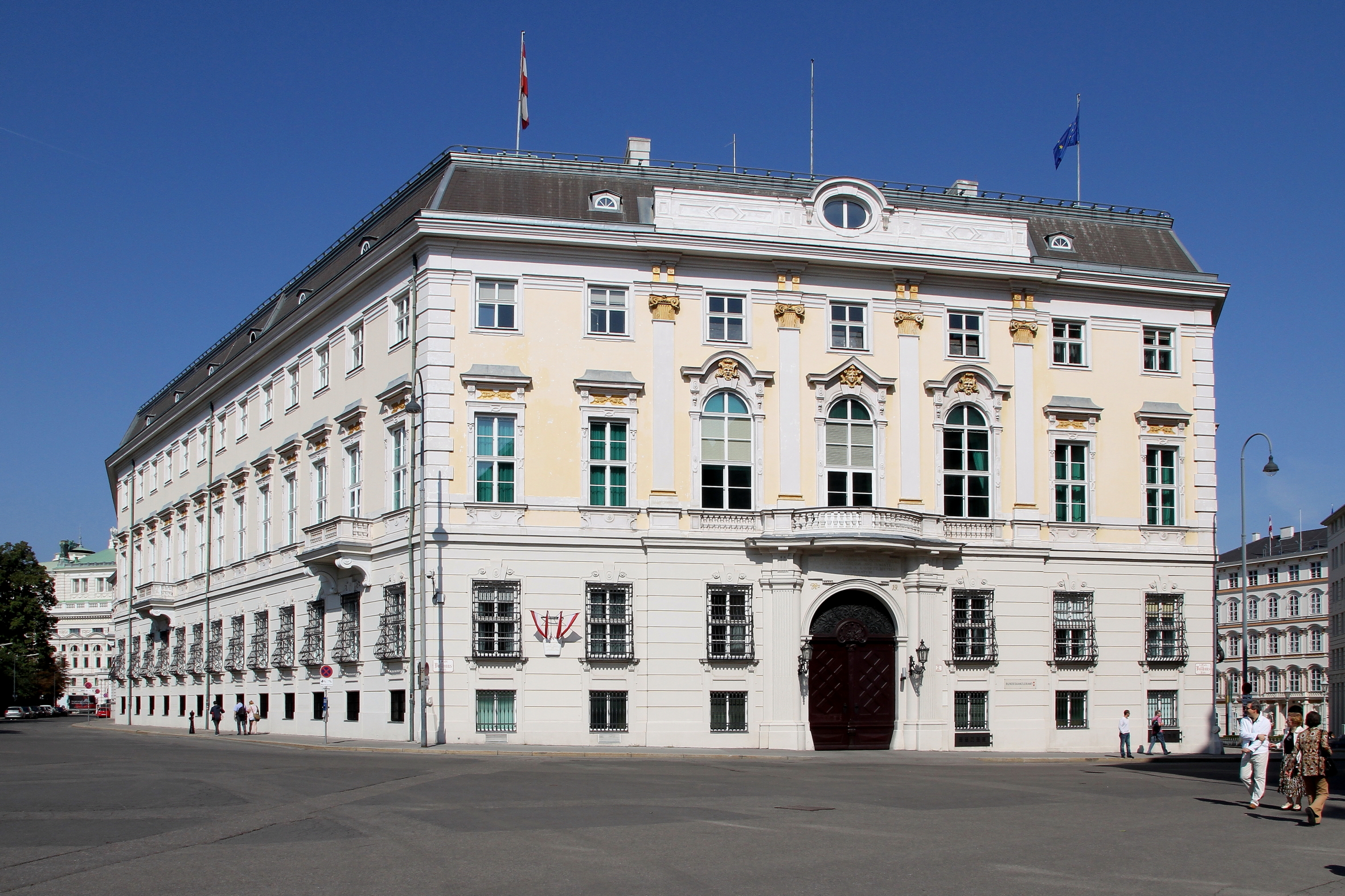
المستشارية الاتحادية.

يقع البرلمان في فيينا، وهي أكبر مدينة في البلاد ورأس المال. أصبحت النمسا جمهورية ديمقراطية برلمانية فيدرالية، وذلك من خلال الدستور الاتحادي لعام 1920. ويستند النظام السياسي للجمهورية الثانية برصيد تسع دول على دستور عام 1920 وعام 1929، والتي تم رينكتد في 1 مايو 1945.
رئيس الدولة هو رئيس الجمهورية الاتحادية، الذي ينتخب مباشرة بالاقتراع الشعبي. رئيس الحكومة الاتحادية هو المستشار الاتحادي، الذي يتم تعيينه بواسطة الرئيس .الحكومة يمكن عزله من منصبه من قبل أي مرسوم رئاسي أو عن طريق حجب الثقة في مجلس النواب بالبرلمان. التصويت للرئيس الاتحادي والبرلمان عليه أن يكون إلزاميا في النمسا، ولكن هذا قد ألغي في الخطوات 1982-2004.
برلمان النمسا يتكون من مجلسين. يتم تحديد تكوين (183 مقعدا) كل خمس سنوات (أو كلما تم حل من قبل الرئيس الاتحادي على طلب من المستشارة الاتحادية، أو من تلقاء نفسه) من خلال الانتخابات العامة التي كل مواطن أكثر من 16 عاما (منذ عام 2007) وحقوق التصويت. بينما هناك عتبة العام بنسبة 4٪ لجميع الأطراف في الانتخابات الاتحادية، لا تزال هناك إمكانية للحصول على مقعد مباشر، أو في واحدة من الدوائر الانتخابية الإقليمية 43.
غرفة المهيمنة في تشكيل التشريع في النمسا. ومع ذلك، فإن مجلس الشيوخ في البرلمان، المجلس الاتحادي، لديه حق محدود النقض (يمكن في تمرير جميع الحالات تقريبا، في نهاية المطاف مشروع القانون منها بالتصويت للمرة الثانية. ويشار إلى ذلك باسم مضاءة «تصويت من استمرار»). وعقد المؤتمر، دعا يوم 30 يونيو 2003 ل لبت في مقترحات لإصلاح الدستور، لكنها فشلت في إنتاج اقتراحا من شأنه أن تتلقى ثلثي الأصوات في اللازمة ل تعديلات دستورية و/ أو الإصلاح.
مع التشريعية والتنفيذية والمحاكم هي العمود الثالث من سلطات الدولة النمساوية. ولا سيما المحكمة الدستورية قد تمارس نفوذا كبيرا على النظام السياسي من خلال استبعاد القوانين والمراسيم ليس في الامتثال لل دستور. منذ عام 1995، يجوز للمحكمة العدل الأوروبية نقض القرارات النمساوية في جميع المسائل المحددة في قوانين الاتحاد الأوروبي. كما تنفذ النمسا قرارات المحكمة الأوروبية لحقوق الإنسان، لأن الاتفاقية الأوروبية لحقوق الإنسان هو جزء من الدستور النمساوي.

### التطورات الأخيرة
بعد الانتخابات العامة التي أجريت في أكتوبر 2006، ظهرت في الحزب الاشتراكي الديمقراطي كأكبر حزب، في حين خسر حزب الشعب حوالي 8٪ في الأصوات. الحقائق السياسية يحظر أي من الحزبين الرئيسيين من تشكيل ائتلاف مع أحزاب صغيرة. في يناير 2007 شكلت حزب الشعب والحزب الاشتراكي الديمقراطي ائتلاف كبير مع الديمقراطية الاجتماعية ألفريد جوسينباور كمستشارة. كسر هذا التحالف حتى في يونيو 2008. الانتخابات في سبتمبر 2008 لمزيد من الضعف كلا الحزبين الرئيسيين (الحزب الاشتراكي الديمقراطي وحزب الشعب) ولكن معا فإنها لا تزال تعقد أكثر من 50٪ من الأصوات مع الديمقراطيين الاشتراكيين عقد الأغلبية. شكلوا ائتلافا مع فيرنر فايمان من الحزب الاشتراكي الديمقراطي لمنصب مستشار. وعززت مواقف حزب الحرية والمتوفى تحالف الحزب الجديد يورغ هايدر من أجل مستقبل النمسا، كلا الطرفين على الحق السياسي، خلال الانتخابات.

### العلاقات الخارجية

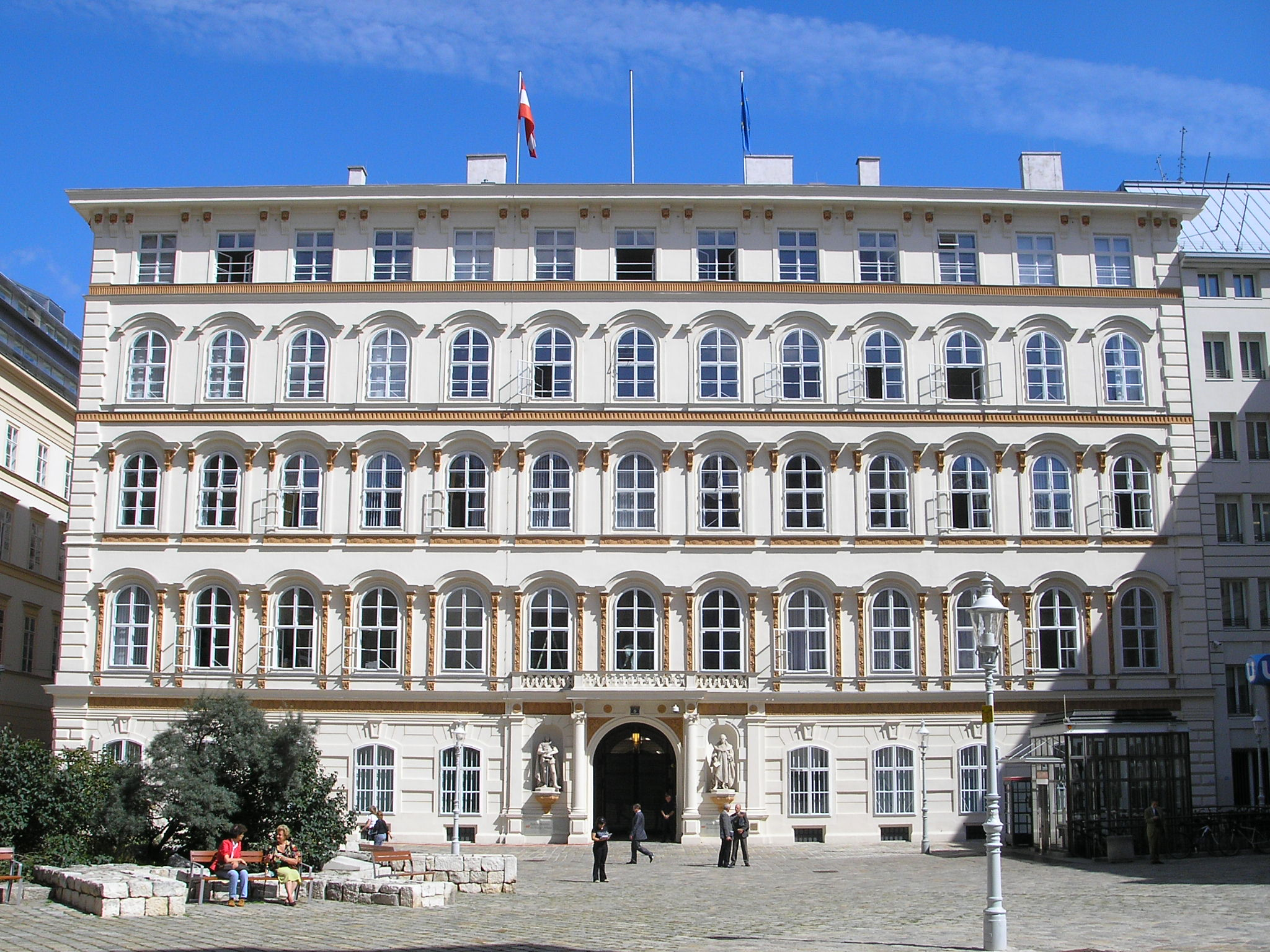
وزارة الخارجية

أنهت معاهدة الدولة النمساوية 1955 احتلال النمسا بعد الحرب العالمية الثانية ومعترف بها النمسا كدولة مستقلة وذات سيادة. في 26 تشرين الأول 1955، أصدرت الجمعية الاتحادية المادة الدستورية التي «تعلن النمسا من بلدها الإرادة الحرة لها الحياد الدائم». ذكر القسم الثاني من هذا القانون على أنه «في جميع الأوقات في المستقبل سوف النمسا لا الانضمام إلى أي تحالفات عسكرية ولن تسمح بإنشاء أي قواعد عسكرية أجنبية على الأراضي لها». منذ ذلك الحين، على شكل النمسا سياستها الخارجية على أساس الحياد، ولكنها مختلفة بدلا من حياد سويسرا.
بدأت النمسا لإعادة تقييم تعريفه الحياد بعد سقوط الاتحاد السوفياتي، ومنح حقوق التحليق لإجراء عقوبات الأمم المتحدة ضد العراق في عام 1991، ومنذ عام 1995، وقد وضعت المشاركة في الخارجية للاتحاد الأوروبي والسياسة الأمنية المشتركة (CFSP). أيضا في عام 1995، انضمت شراكة الناتو من أجل السلام، وشارك بعد ذلك في بعثات حفظ السلام في البوسنة. وفي الوقت نفسه، الجزء الوحيد من القانون الدستوري على الحياد لعام 1955 لا تزال صالحة تماما بعدم السماح قواعد عسكرية أجنبية في النمسا. [بحاجة لمصدر]
وتعلق النمسا أهمية كبيرة على المشاركة في منظمة من المنظمات الاقتصادية الدولية الأخرى التعاون الاقتصادي والتنمية وأنها لعبت دورا نشطا في منظمة الأمن والتعاون في أوروبا (OSCE). بوصفها دولة مشاركة منظمة الأمن والتعاون، والالتزامات النمسا دولية تخضع للمراقبة في إطار ولاية لجنة هلسنكي الأمريكية.

### الأقاليم الفدرالية
كجمهورية اتحادية، وتنقسم النمسا إلى تسع ولايات. (بالألمانية: Bundesländer) ثم يتم تقسيم هذه الدول إلى مناطق (في Bezirk) والمدن القانوني (Statutarstädte). وتنقسم الدوائر إلى بلديات (Gemeinden). مدن القانوني لديهم الكفاءات تمنح إلا لكلا المناطق والبلديات. الدول ليست مجرد التقسيمات الإدارية ولكن لديها بعض السلطة التشريعية منفصلة عن الحكومة الاتحادية، على سبيل المثال في مسائل الثقافة والرعاية الاجتماعية والشباب وحماية الطبيعة والصيد، وبناء، والمراسيم تقسيم المناطق. في السنوات الأخيرة، وقد سبق بيان ما إذا كان من المناسب اليوم لبلد صغير للحفاظ على عشرة البرلمانات.
| تتجزأ النمسا إلى تسعة أقاليم فدرالية. وهذه تتجزأ إلى دوائر Bezirke بدورها. 1. بورغنلاند Burgenland (العاصمة آيزنشتات Eisenstadt) 2. كيرنتن Kärnten (كلاغنفورت Klagenfurt) 3. النمسا السفلى Niederösterreich (سانكت بولتن St. Pölten) 4. النمسا العليا Oberösterreich (لينس Linz) 5. سالزبورغ Salzburg (سالزبورغ Salzburg) 6. شتايرمارك Steiermark (غراز Graz) 7. تيرول Tirol (إنسبروك Innsbruck) 8. فورآرلبرغ Vorarlberg (بريغنز Bregenz) 9. فيينا Wien |

## الاقتصاد

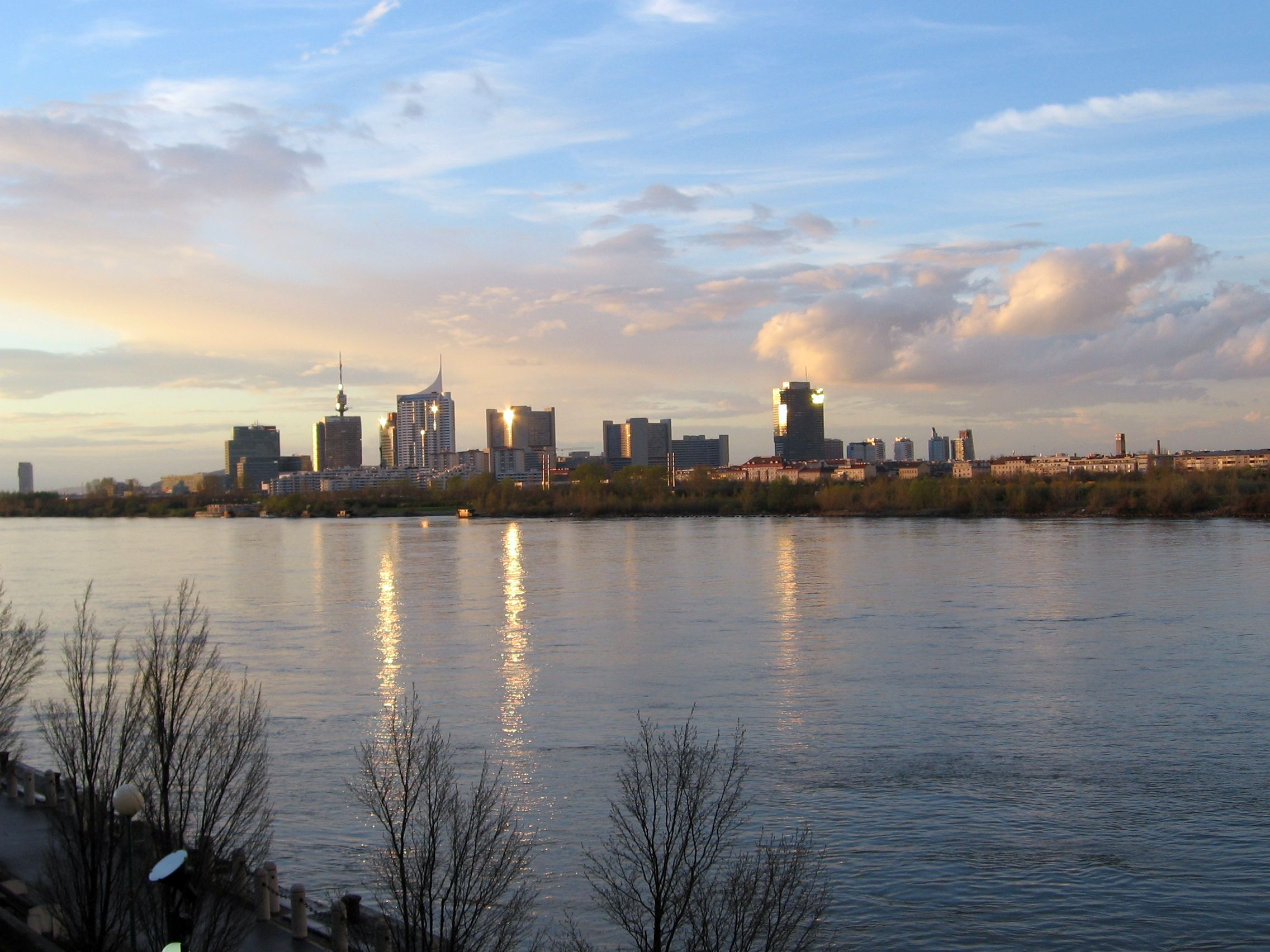
الحديث فيينا، مركز فيينا الدولي مع مكتب الأمم المتحدة في فيينا.

تحتل النمسا المرتبة الثانية عشرة في قائمة أغنى دول العالم من حيث الناتج المحلي الإجمالي للفرد الواحد،  لديها اقتصاد السوق الاجتماعية متطورة، وعلى مستوى عالٍ من المعيشة. حتى عقد 1980، تم تأميم العديد من أكبر الشركات الصناعية النمساوية؛ في السنوات الأخيرة، خفضت الخصخصة حيازات الدولة إلى مستوى يضاهي الاقتصادات الأوروبية الأخرى. تعتبر الحركات العمالية قوية بشكل خاص في النمسا ولها تأثير كبير على سياسة العمل. إلى جانب صناعة متطورة جداً، والسياحة الدولية هي الجزء الأكثر أهمية للاقتصاد الوطني.

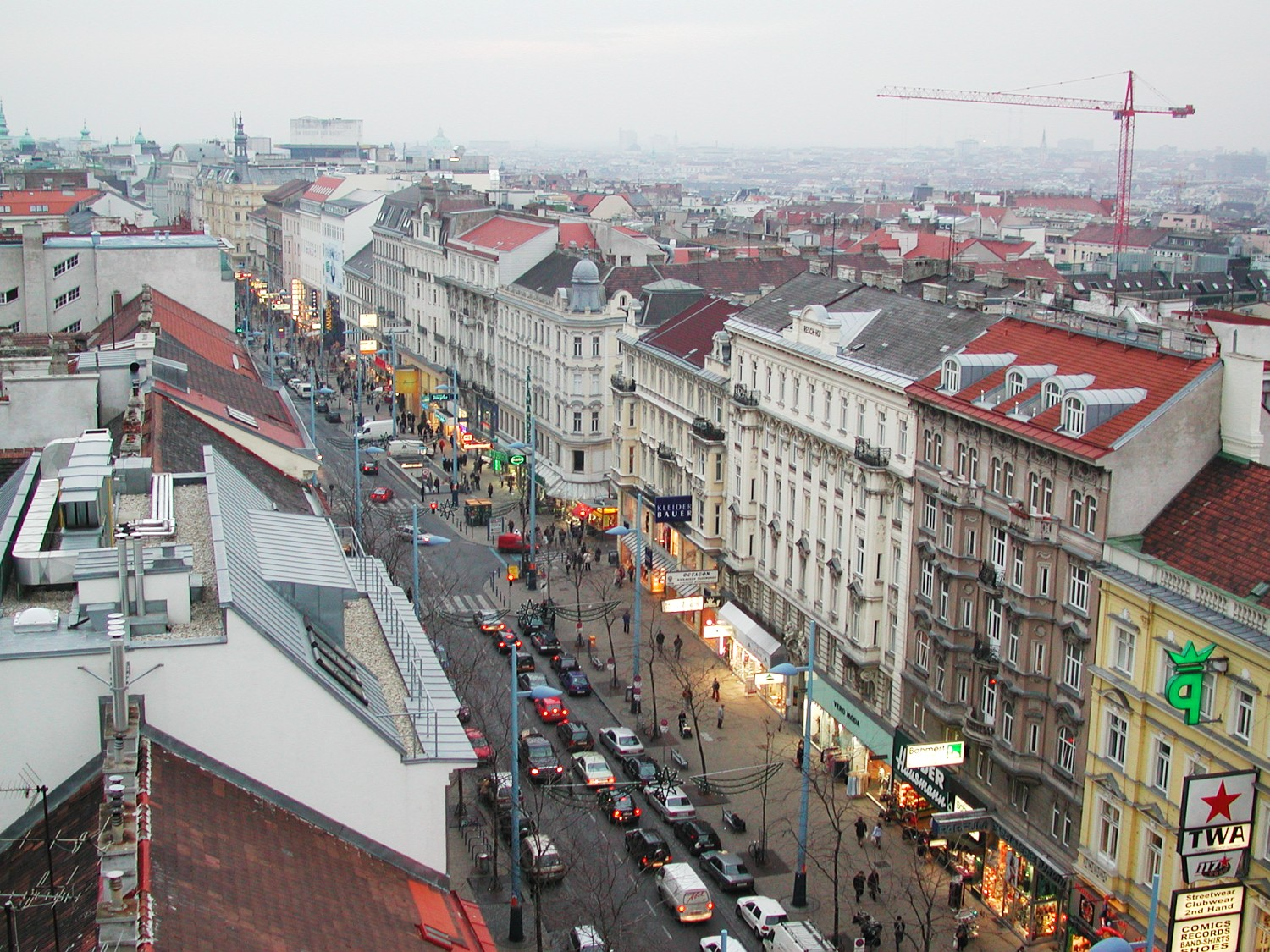
مارياهيلف شارع للتسوق في فيينا.

تاريخيا كانت ألمانيا الشريك التجاري الرئيسي للنمسا، مما يجعلها عرضة للتغيرات السريعة في الاقتصاد الألماني. منذ أن أصبحت النمسا دولة عضو في الاتحاد الأوروبي فقد اكتسب علاقات أوثق مع الاقتصاديات الأخرى في الاتحاد الأوروبي، والحد من الاعتماد الاقتصادي على ألمانيا. بالإضافة إلى ذلك، وضعت العضوية في الاتحاد الأوروبي تدفق المستثمرين الأجانب تجذبهم الوصول النمسا إلى السوق الأوروبية الموحدة وقربها من اقتصادات تطمح للاتحاد الأوروبي. النمو في الناتج المحلي الإجمالي تسارع في السنوات الأخيرة، وبلغت 3.3٪ في عام 2006.
وأشارت النمسا على 16 نوفمبر 2010 أنه حجب الدفعة كانون الأول من مساهمتها في إنقاذ الاتحاد الأوروبي من اليونان نقلا عن المواد تفاقم الوضع الديون اليونانية وعجز واضح من اليونان لجمع مستوى الإيرادات الضريبية كانت قد وعدت سابقا.
منذ سقوط الشيوعية، كانت الشركات النمساوية اللاعبين والتجميع نشطة جداً في أوروبا الشرقية. بين عامي 1995 و 2010، 4،868 عمليات الاندماج والاستحواذ بلغ إجمالي قيمة معروفة من 163 مليار. وقد أعلنت EUR بمشاركة شركات نمساوية إن أكبر الصفقات مع إشراك الشركات النمساوية كانت: اكتساب البنك النمسا من قبل بايريش هيبو اوند Vereinsbank مقابل 7.8 مليار. EUR في عام 2000، واقتناء بورشه القابضة سالزبورغ من قبل مجموعة فولكس واجن لـ 3.6 مليار. EUR في عام 2009, واكتساب بنكا Comercială رومانا بواسطة Erste المجموعة مقابل 3.7 مليار. EUR في عام 2005.
وتمثل السياحة ما يقرب من 9 ٪ من الناتج المحلي الإجمالي النمساوي. وفي عام 2007، في المرتبة النمسا 9 في جميع أنحاء العالم في عوائد السياحة الدولية، بنسبة 18.9 مليار دولار أمريكي. من حيث عدد السياح الدوليين، تحتل النمسا المرتبة الثانية عشرة بعدد إجمالي 20.8 مليون سائح.

### الطاقة
في عام 1972، بدأت البلاد بناء محطة توليد الكهرباء بالطاقة النووية في Zwentendorf على نهر الدانوب، بعد تصويت بالإجماع في البرلمان. ومع ذلك، في عام 1978، صوتت باستفتاء ما يقرب من 50.5٪ ضد الطاقة النووية، 49.5٪ لصالح القرار،  وأقر البرلمان في وقت لاحق بالإجماع قانونا يحظر استخدام الطاقة النووية لتوليد الكهرباء.
تنتج النمسا حاليا أكثر من نصف من احتياجاتها من الكهرباء عن طريق الطاقة الكهرمائية. جنبا إلى جنب مع غيرها من مصادر الطاقة المتجددة مثل الرياح ومحطات الطاقة الشمسية والكتلة الحيوية، وإمدادات الكهرباء من كميات الطاقة المتجددة إلى 62.89٪ من مجموع الاستخدامات في النمسا، مع بقية التي تنتجها محطات الطاقة النفط والغاز.

## البيئة

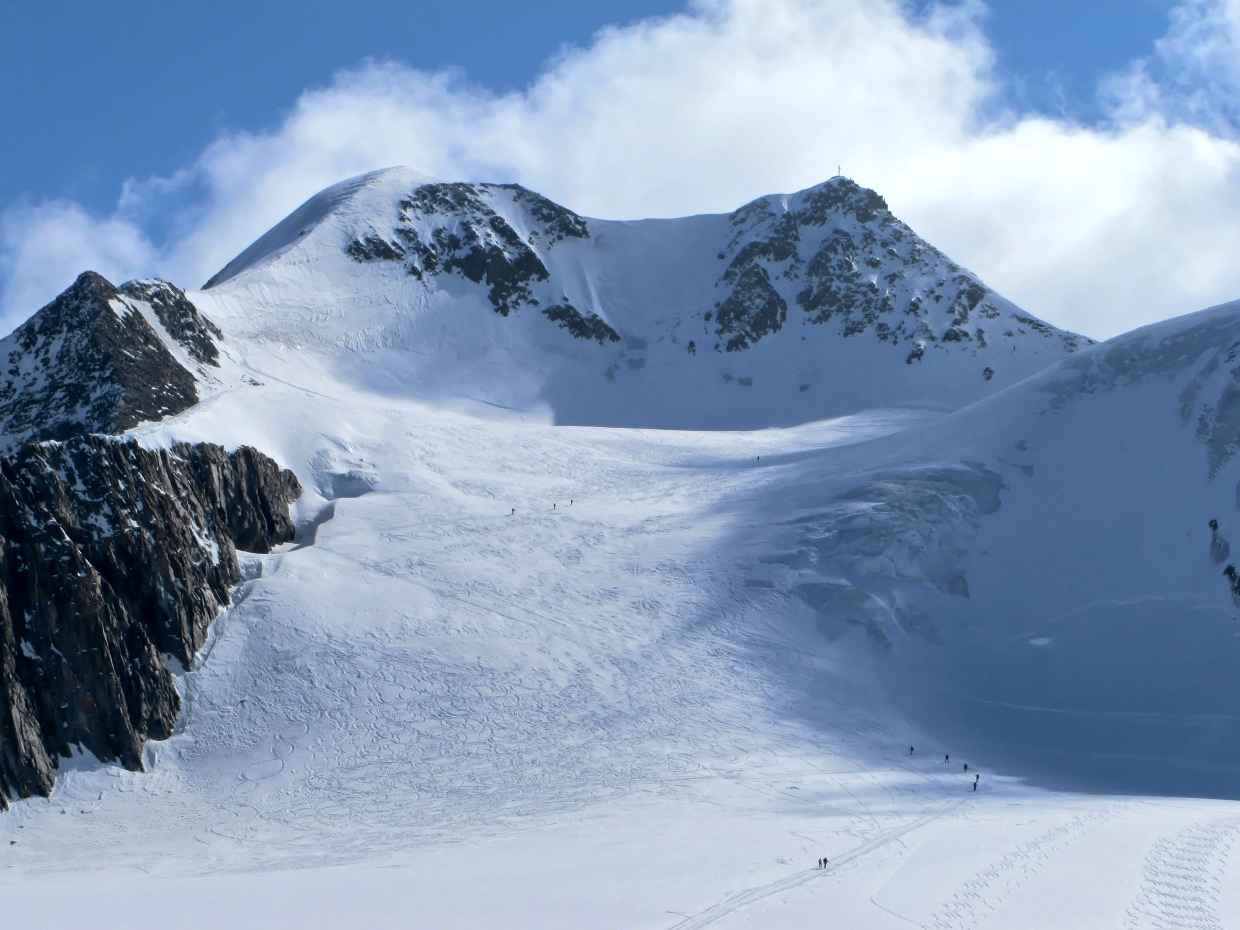
جبل "Wildspitze" في جبال أوتزتال

تعد النمسا من دول أوروبا الرائدة فيما يتعلق بسياستها البيئية. وذلك ليس فقط طبقاً لما ورد في أحدث تقارير منظمة التعاون الاقتصادي والتنمية عن الوضع البيئي في الدول الأعضاء بها. ولكن الإتحاد الأوروبي أيضاً أقر بالموازنة البيئية الإيجابية من خلال عضوية النمسا. حيث يتضح من تقرير لجنة الاتحاد الأوروبي حول انضمام النمسا والسويد وفنلندا أن التوازن البيئي داخل الاتحاد الأوروبي قد طرأ عليه تحسن واضح بفضل انضمام الدول الثلاثة.

### الهواء
انخفضت الكميات المنبعثة من غاز ثاني أكسيد الكبريت بالنمسا منذ عام 1980 إلى 88% حتى بلغت في عام 1998 46000 طناً. أما عوادم النيتروجين فقد تراجعت في الفترة من عام 1980 إلى 1998 بنسبة 25% لتصل إلى 17000 طن في العام. كما انخفضت المخلفات الناتجة عن المُركبات العضوية الطيارّة منذ عام 1988 بنسبة 37%.

### التلوث
هذا وقد التزمت النمسا بتحقيق هدف تنقية عوادم السيارات للتقليل من نواتج الغازات الضارة بالجو نتيجة لاستخدام الوقود وذلك بتزويد السيارات بالمحفز الثلاثي. وهذا يعني تقليل الغازات المنبعثة من عوادم الوقود بنسبة 13% من عام 1990 والفترة من 2008 وحتى 2012. كما أن هناك برنامج قومي لحماية المناخ يحدد المعايير للوصول إلى ذلك الهدف. بلغت الكمية المنبعثة من غازات ثاني أكسيد الكربون (أهم غاز وقود) في النمسا عام 1988 حوالي 66.6 مليون طن.

### الطاقة المتجددة
تعطي النمسا الأولوية لزيادة استخدام مصادر الطاقة المتجددة (الشمس، الرياح، المواد العضوية) وذلك في إطار إتباع إجراءات الحد من ثاني أكسيد الكربون، كما أنها تشجع ترشيد استخدام أنظمة التسخين والتدفئة. وفي عام 1994 تحول استهلاك الطاقة بنسبة 26% لمصادر الطاقة المتجددة (14.3 قوة الماء، خشب الوقود والحطب يشكلون معاً نسبة 12,1%. كان هناك ستمائة الف (600000) مرفقاً ومنشأة عاملة يتم فيها حرق الأخشاب منها 20000 موقعاً للتدفئة الآلية بالحطب وما يربو عن 300 موقعاً لأنظمة التدفئة بالمواد العضوية. يستخدم70 مرفقاً الغاز العضوي وذلك حتى عام 1997. تم في بداية نفس العام تركيب محطات طاقة شمسية بامتداد النمسا أي بمساحة 1.46 مليون متر مربع كذلك تم تشغيل محطات لطاقة الرياح بقوة 11.8 ميجاوات.

### الماء
تعتبر النمسا قصر مياه أوروبا شأنها في ذلك شأن سويسرا. حيث تتميز مصادر المياه النمساوية ليس فقط بكمياتها الوفيرة ولكن أيضاً بنوعيتها. ويبلغ إجمالي إنتاج المياه السنوي بها مليار متر مكعب. ويبلغ مقدار المياه الجوفية حوالي الثلث من إجمالي مصادر المياه. كما يتدفق 29 مليار متر مكعب من روافد خارجية. هذا ويبلغ استهلاك المياه السنوي حوالي 2.6 مليارمتر مكعب. يختص استهلاك مياه الشرب منها حوالي 700 مليون متر مكعب سنوياً. كما يغطي إنتاج المياه الجوفية ومياه الآبار الاحتياج بنسبة 99%. وتعتبر النترات هي أهم ما يؤثر على المياه الجوفية. فقد أثبتت حوالي 18% من القياسات تخطي النسبة المسموحة بحوالي 45 ملجم/لتر. وتعد الزراعة (التسميد) هي السبب الرئيسي لهذه الزيادة. كما تضر وسائل مقاومة الآفات الزراعية التي تحتوي على الأتراسين بمصادر المياه.
وربما يكون قرار منع استخدام المبيدات الزراعية التي تحتوي على الأتراسين في النمسا منذ عام 1995 قد خفف من حدة الموقف. وقد تحسنت نوعية مياه الأنهار تحسناً ملحوظاً مع استمرار تشييد محطات التنقية والتكرير في السنوات الأخيرة. حيث يتم حالياً تنقية حوالي ثلاث أرباع المياه العكرة في النمسا عضوياً علاوة على أن وزارة الزراعة واقتصاد الغابات والبيئة والمياه تدعم وتمول تشييد محطات التنقية والتكرير.

### حماية البحار والبحيرات
تم تحقيق تقدم ملموس فيما يختص بالبحيرات الستة آلاف والتي تلعب دوراً هاماً في حركة السياحة. فإن برنامج تنقية البحيرات المتمثل في مشروع بناء محطة تنقية ووصلات دائرية لدفع التيار الناتج عن مساقط المياه والذي تم تنفيذه في الثمانينات قد أدى إلى استعادة مياه البحيرات النمساوية لصلاحية الشرب.
تتبع النمسا إجراءات صارمة وحازمة فيما يتعلق بحماية المناطق الخصبة والتي كانت في الماضي مهددة بضراوة بالجفاف. فمنذ عام 1945 تم تجفيف (مائة وتسعين ألف) 190.000 هكتار من الأراضي الخصبة في النمسا. وهناك تسع مناطق من أفضل المناطق الخصبة بمساحة قدرها 103.000 هكتار تتبع قوانين رامسارا الدولية لحماية المناطق الخصبة.

### النفايات
على الرغم من تزايد معدل النفايات والقمامة في النمسا، إلا أن الخامات تتناقص في صناديق ومستودعات القمامة ويعود هذا التطور إلى زيادة تجميع واستغلال القمامة.
فيما بين عام 1993 وعام 1996 ازدادت نسبة تصنيف القمامة وإعادة استغلالها حوالي 50% أي من 839.000 طن إلى 1.263.000 طن وقد زادت معدلات جمع البلاستيك بحوالي 90% والقمامة العضوية 97%، والمنسوجات 50% والمعادن 43% وكذلك في الورق والزجاج واللذان كانا يجمعا بمعدلات عالية منذ البداية، فقد وصلوا إلى 26% أي بنمو حوالي 8%.
أما بقية القمامة (الكميات التي تصنف ويتم جمعها مختلطة في الصناديق) فقد انخفض معدلها بنسبة 13% من 1.488.000 إلى 1.291.000 طن. وكذلك انخفضت الكميات المستودعة بنسبة 8% من 1.372.000 إلى 1.260.000 طن. وهذا على الرغم من أن الكمية الإجمالية قد زادت بنسبة 11% من 266.000 إلى 2.780.000 طن ولكن هذا يرجع إلى النمو السكاني والاتجاه للميزانية الفردية والنمو الاقتصادي. ومع عام 2004 سيتم السماح بتخزين القمامة المعالجة حرارياً أو بالميكنة العضوية فقط في النمسا.

#### النفايات الخطرة
وقد وصل معدل النفايات الخطرة في عام 1998 إلى 760.000 طن وفي عام 1996 تم توريد 20.000 طن لداخل النمسا وخرج منها 40.000 طن، ويتم توثيق إعدام النفايات الخطرة بشهادات مصاحبة. هدا وتقوم الوزارة الإتحادية للزراعة واقتصاد الغابات والبيئة واقتصاد الغابات والبيئة واقتصاد المياه وكذلك غرفة التجارة النمساوية، بإرساء قواعد صارمة للمنتجين بهدف تقليل إنتاج النفايات، وتوجد في الوقت الحالي قواعد خاصة بالنفايات في بعض التخصصات مثل إنتاج الجلود، المجال الطبي، وللأخشاب وعمل المسابك وفي مجال الأطعمة ووسائل الترفيه وكذلك في مخلفات الدهان والألوان ونفايات المواد المواد المذيبة الخالية من الهليوجين وكذلك المنظفات الكيميائية والسليلوز ومصنعات الورق ومجال المنسوجات ومنظفات طبقات المعادن وكذلك السيارات ومخلفات التصوير والمياه كما في الزيوت القديمة وكذلك وسائل التشحيم.
ويطالب قانون النفايات وأنظمة الحرف، العاملين في الورش القائمة الالتزام بقواعد اقتصاد النفايات عندما يكون هناك نواتج من تلك المنشآت وكذلك حينما يزيد عدد العاملين في الموقع على 100 عامل.

#### مستودعات النفايات والخردة
والمعنى بها هي المستودعات القديمة وكذلك مواقع الورش المهجورة والتي تشكل أخطاراً شديدة على صحة الإنسان وكذلك على البيئة. وفي أطلس مستودعات النفايات الصادر في يناير 1999 تم حصر حوالي 2303 موقعاً للتخزين و173 مستودعاً للنفايات يمكن أن تمثل أخطاراً على البيئة. يتم تمويل عملية إصلاح هذه المستودعات والعناية بها نظير ضريبة الخردة والنفايات التي يدفعها أصحاب المستودعات وتتفاوت بحسب حالة كل مخزن ونوعية النفايات به. وقد ارتفعت النسبة المحصلة من هذه المبالغ بين عامي 1990 و1997 حوالي 1.9 مليار شلن نمساوي هذا ومن المتوقع أن يزداد المبلغ حتى عام 2000 ليصل إجمالي المتحصل سنوياً لما يربو عن 800 مليون شلن نمساوي. حيث أنها بلغت عام 1997 بالفعل 447 مليون شلن نمساوي.

## التركيبة السكانية

### السكان

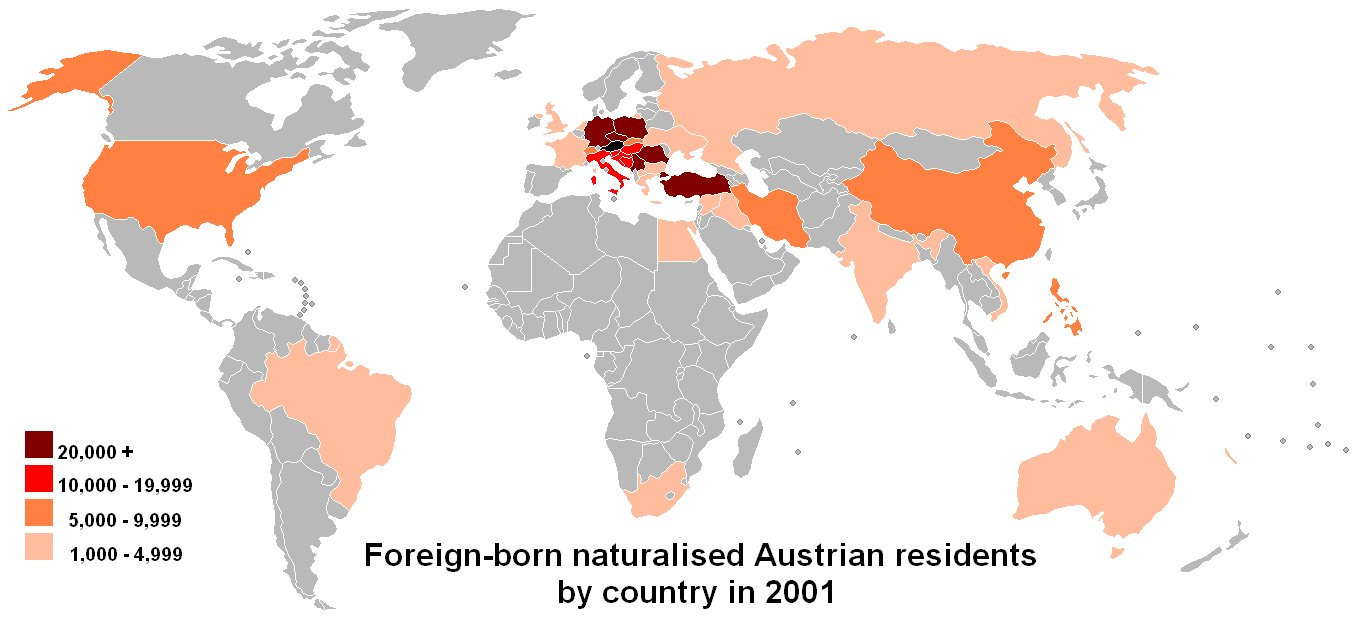
مهد المقيمين المولودين في الخارج المتجنسين في النمسا.

كان تقدير عدد السكان في النمسا في أبريل 2011 8414638. ويتجاوز عدد سكان العاصمة فيينا 1.7 مليون (2.2 مليون يشمل الضواحي)، وهو ما يمثل نحو ربع سكان البلاد. ومن المعروف عنها عروضها الثقافية ومستوى عال من المعيشة.
فيينا أكبر مدينة في البلاد. غراتس هي الثانية في حجمها، مع 250,099 نسمة، تليها لينز (188,968)، سالزبورغ (150،000)، وانسبروك (117,346). جميع المدن الأخرى لديها أقل من 100،000 نسمة.
وفقا ليوروستات، في عام 2010 كان هناك 1.27 مليون من السكان المولودين في الخارج في النمسا، الموافق 15.2 ٪ من مجموع السكان. من هذه، 764،000 (9.1 ٪) قد ولدوا خارج الاتحاد الأوروبي و512،000 (6.1 ٪) قد ولدوا في دولة أخرى عضو في الاتحاد الأوروبي.
تقدر الإحصائيات النمساوية في عام 2011 أن 81 ٪ أو 6,750,000 من السكان ليست لديه خلفية الهجرة وأكثر من 19 ٪ أو 1.6 مليون نسمة وكان واحد على الأقل أو أكثر من الآباء خلفية الهجرة. هناك أكثر من 415،000 من نسل المهاجرين المولودين في الخارج المقيمين في النمسا، تم تجنيس الغالبية العظمى منهم.
350،000-400،000 من الأتراك (بما في ذلك أقلية من الأكراد الأتراك) يؤلف 4 ٪ من مجموع السكان، ويشكلون اليوم أكبر الأقليات العرقية الموجودة في النمسا. تم تجنيس 13،000 من الأتراك في عام 2003 ووصل عدد غير معروف الى النمسا في نفس الوقت. في حين غادر 2،000 من الأتراك النمسا في نفس العام، 10،000 هاجروا إلى البلاد، مؤكدا وجود اتجاه قوي للنمو. معا، الصرب، الكروات، البوشناق والسلوفاك يشكلون حوالي 7 ٪ من مجموع السكان في النمسا.
ويقدر معدل الخصوبة الكلي (TFR) في عام 2013 حوالي 1.42 طفل لكل امرأة،  وهو أقل من معدل الإحلال 2.1. في عام 2012، كان 41.5 ٪ من الولادات للنساء غير المتزوجات. ويقدر العمر المتوقع في عام 2013 حوالي 80.04 سنة (77.13 سنة الذكور، 83.1 سنة للإناث).

### اللغات

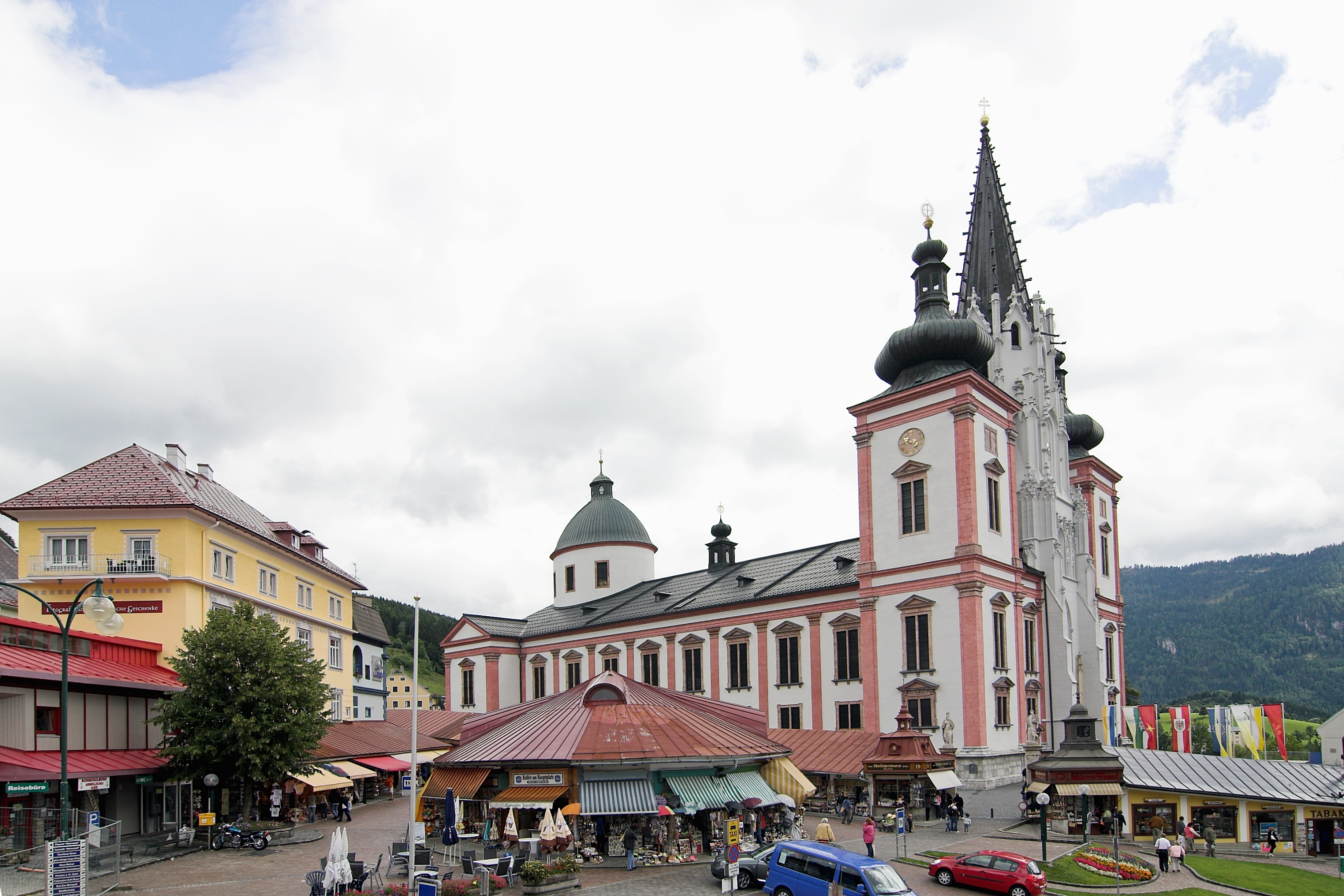
كنيسة ماريازيل هو موقع النمسا الحج الأكثر شعبية

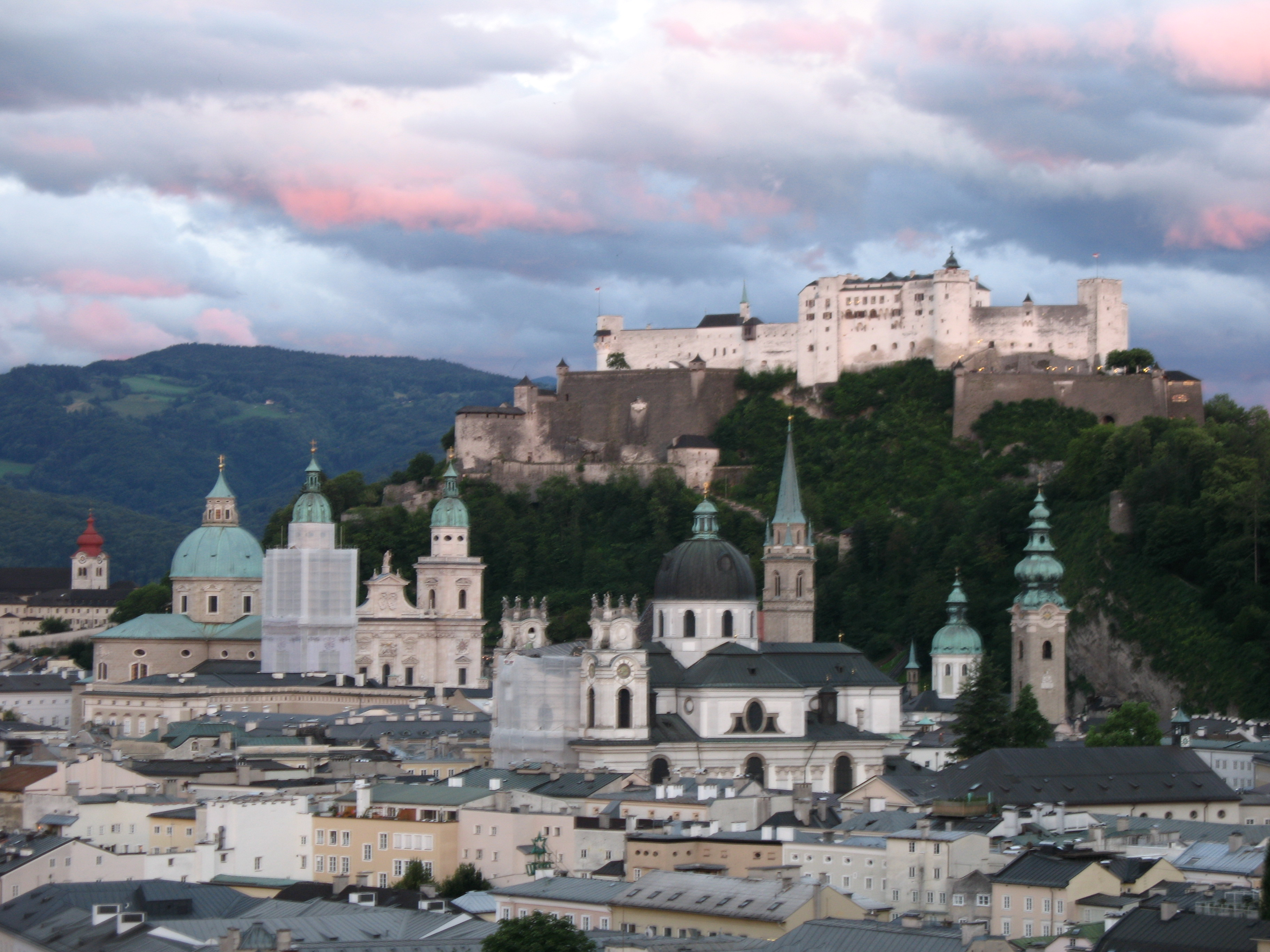
نظرا لكاتدرائية سالزبورغ

الألمانية هي اللغة الرسمية في النمسا ويتحدث بها أصلا من قبل 88.6٪ من بواسطة تبع السكان البوسنة / الكرواتية اللغة / الجبل الأسود / الصربية (4.2٪)، التركية (2.3٪)، المجرية (0.5٪) والبولندية (0.5٪).
الألمانية الرسمية المستخدمة في التعليم، والمنشورات والإعلانات والمواقع هو الألمانية، والتي هي في الغالب متطابقة إلى الألمانية المستخدمة في ألمانيا ولكن مع بعض الاختلافات المفردات. اللغة الألمانية هي موحدة بين بلدان اللسان الألمانية الأم، أي ألمانيا، النمسا، سويسرا، لوكسمبورغ وليختنشتاين، وكذلك مع الأقليات كبيرة الناطقة باللغة الألمانية: إيطاليا وبلجيكا والدنمارك. (عدد السكان الألمانية في Elsass-Lothringen في فرنسا ليس لديها حقوق الأقليات.) ويتحدث العديد من اللهجات المحلية في النمسا، وعلى الرغم من قاعدتهم هو النمساوية الألمانية، وتلبية المتحدثين يناظرها درجة معينة من الصعوبة عند محاولة فهم كل منهما الآخر.
الولايات الاتحادية النمساوية كارينثيا وستيريا هي موطن لكبيرة الأصليين السلوفينية بينما في أقصى الشرق دولة، بورغنلاند (سابقا جزء من جزء المجرية النمسا المجر)، وهناك كبير المجرية - الكرواتية الأقليات الناطقة. من العدد المتبقي من الناس في النمسا التي هي من أصل غير النمساوية، وتأتي العديد من الدول المجاورة، وخاصة من السابق الكتلة الشرقية الأمم. ما يسمى العمال الضيوف (العمال الضيوف) وأحفادهم، وكذلك اللاجئين من الحروب اليوغوسلافية وصراعات أخرى، تشكل أيضا أهمية أقلية في النمسا. منذ عام 1994 روما - كانت السنتي (الغجر) أقلية عرقية معترف بها رسميا في النمسا.
وفقا للمعلومات التي نشرتها تعداد الاحصاء النمسا لعام 2001 كان هناك ما مجموعه 710926 الرعايا الأجانب الذين يعيشون في النمسا. من هذه، وأكبر بكثير من 283334 الرعايا الأجانب من يوغوسلافيا السابقة (منهم 135336 يتكلم الصربية؛ 105487 الكرواتية؛ 31591 البوسنة - أي 272414 الناطقين المقيمين النمساوية في المجموع، بالإضافة إلى 6،902 السلوفينية و4،018 المتحدثين المقدوني).

### الديانة
الدين في النمسا (2016)
في عام 2001، كان حوالي 74 ٪ من سكان النمسا مسجلين ككاثوليك،  في حين كان حوالي 5 ٪ يعتبرون أنفسهم بروتستانت. المسيحيون النمساويون، كاثوليك وبروتستانت ملزمون بدفع رسوم عضوية إلزامية (محسوبة حسب الدخل - حوالي 1٪) إلى كنيستهم؛ يسمى هذا الدفع "Kirchenbeitrag" («مساهمة الكنيسة»). منذ النصف الثاني من القرن العشرين، انخفض عدد الأتباع ورعاة الكنيسة. بيانات عام 2017 من الكنيسة الكاثوليكية الرومانية النمساوية تضم 5,112,330 عضوًا، أو 57.9٪ من إجمالي عدد السكان النمساوي. كان حضور الكنيسة يوم الأحد 605،828 أو 7 ٪ من إجمالي عدد السكان النمساوي في عام 2015. كما سجلت الكنيسة اللوثرية خسارة 74،421 من أتباعها بين عامي 2001 و2016.
أشار تقرير تعداد عام 2001 إلى أن حوالي 12٪ من السكان أعلنوا أنه ليس لديهم دين؛ وفقًا للمعلومات الكنسية، ازدادت هذه النسبة إلى 20٪ بحلول عام 2015. ومن بين الباقين، تم تسجيل حوالي 340،000 كأعضاء في مجتمعات مسلمة مختلفة في عام 2001، ويرجع ذلك أساسًا إلى التدفق من تركيا والبوسنة والهرسك وكوسوفو. تضاعف عدد المسلمين في 15 سنة إلى 700,000 في عام 2016. حوالي 180،000 من أعضاء الكنائس الأرثوذكسية (معظمهم من الصرب)، حوالي 21،000 شخص شهود يهوه،  وحوالي 8100 يهودي.
وفقاً لمعهد فيينا الديموغرافي بالتعاون مع الأكاديمية النمساوية للعلوم قال حوالي 73.6% من النمساويين في عام 2016 أنهم مسيحيين، وتوزعوا على 64.2% من الكاثوليك وحوالي 4.8% من البروتستانت وحوالي 4.6% من أتباع الكنائس الأرثوذكسية الشرقية، وقال 16.9% من النمساويين أنهم غير منتسبين لأي ديانة، وقال 7.9% أنهم مسلمين في حين قال 1.6% أنهم من أتباع أديان أخرى. وجدت دراسة قامت بها مركز بيو للأبحاث عام 2018 أنَّ حوالي 80% من النمساويين قالوا أنهم مسيحيين وبحسب الدراسة تأتي الكاثوليكيَّة بمقدمة الطوائف المسيحيَّة مع حوالي 75% من السكان، وأعتبر حوالي 16% أنفسهم غير منسبين لأي ديانة وقال 4% أنهم من أديان أخرى.
وفقًا لآخر استطلاع ليوروباميتر 2010:
أجاب 44 ٪ من المواطنين النمساويين أنهم «يعتقدون أن هناك إله».
أجاب 38٪ بأنهم «يعتقدون أن هناك نوعًا من الروح أو قوة الحياة».
أجاب 12٪ بأنهم «لا يؤمنون بوجود أي نوع من الروح، أو الله، أو قوة الحياة».

## النقل والمواصلات
المواصلات في النمسا عديدة ومتوفرة على مدى 24 ساعة بين كل مناطقها، الحافلات والقطارات والميترو والترموايت، ينقلك الي أي مكان تود الذهاب اليه، شبكات القطارات تربط العاصمة مع جميع الفدراليات ودول أوروبا وغيرها من الدول، العاصمة فينا يتألف الميترو (ناقلات تحت الأرض) خمسة محطات تربط جميع اجزاء فينا ببعضها.
ميترو U1: من (رومانس بلاتز) Reumannplatz إلى (ليوبلداو) Leopoldau.
ميترو U2: من (كارس بلاتس)Karlsplatz إلى (اسبرن شتراسي) Aspernstraße.
ميترو U3: من (سميرينج) Simmering إلى (اوتاكرينك) Ottakring.
ميترو U4: من (هوتلدورف) Hütteldorf إلى (هيليجين شتات) Heiligenstadt
ميترو U6: من (فلوريسدورف) Floridsdorf إلى (سيبين هيرتن) Siebenhirten.
الترام - Straßenbahn: في العاصمة فيينا 29 ترام يربط الأجزاء المتبقية بالعاصمة حيث يوصلك إلى الشوارع التي لا يوصل إليها اميترو أو يكملها.
الحافلات - Autobus: ستة وتسعون حافلة نخدم في فينا وتوصل الأجزاء المتبقية بالعاصمة حيث يوصلك إلى الشوارع التي لا يوصل إليها اميترو أو يكملها.
الحافلات الليلية - Nachtbus: عشرون حافلة تخدم المواطنين في النمسا مساءً بعد الساعة الثانية عشر حيث ينقطع فيها المواصلات العامة (حافلات وترام وميترو).
أما بالنسبة للناقل الرسمي فهي شركة (فينر لينن) Wiener Linien
والقطارات التي توصل لعاصمة بالفدراليات الأخرى شركة تدعى (أو بي بي) ÖBB
بالإضافة إلى التكاسي من شركات وأفراد، وسيارات المشاركة العامة
يمكن شراء التذاكر عبر الأجهزة المتواجدة في المحطات أو من مراكز الترافيك أو عبر الإنترنت.
يتوفر الكرت العادي لساعة ونصف في جميع فيينا.
ويعتبر المواصلات في النمسا من أرخص الموصلات في جميع أوروبا.

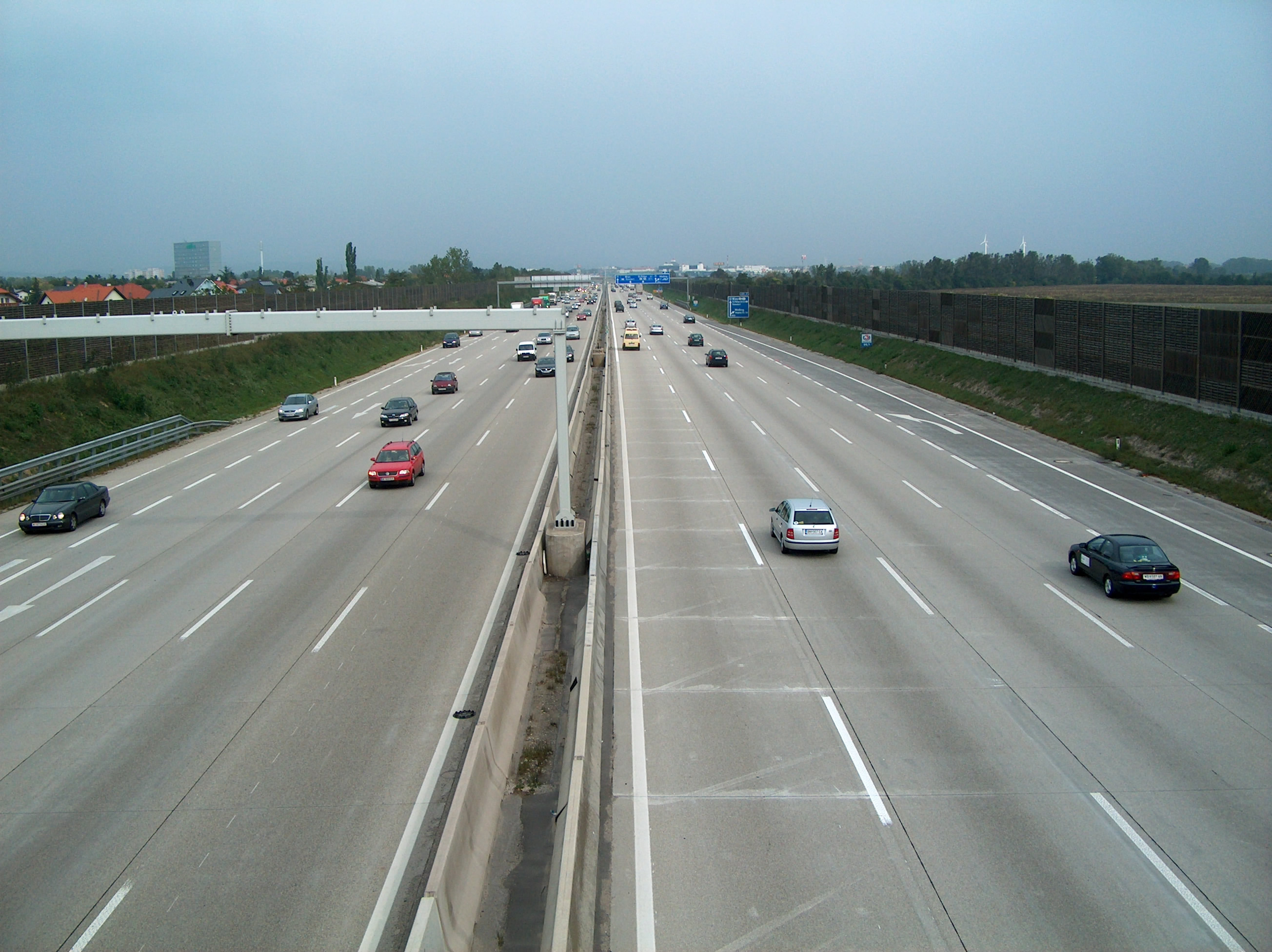
أربع حارات اوتوبان
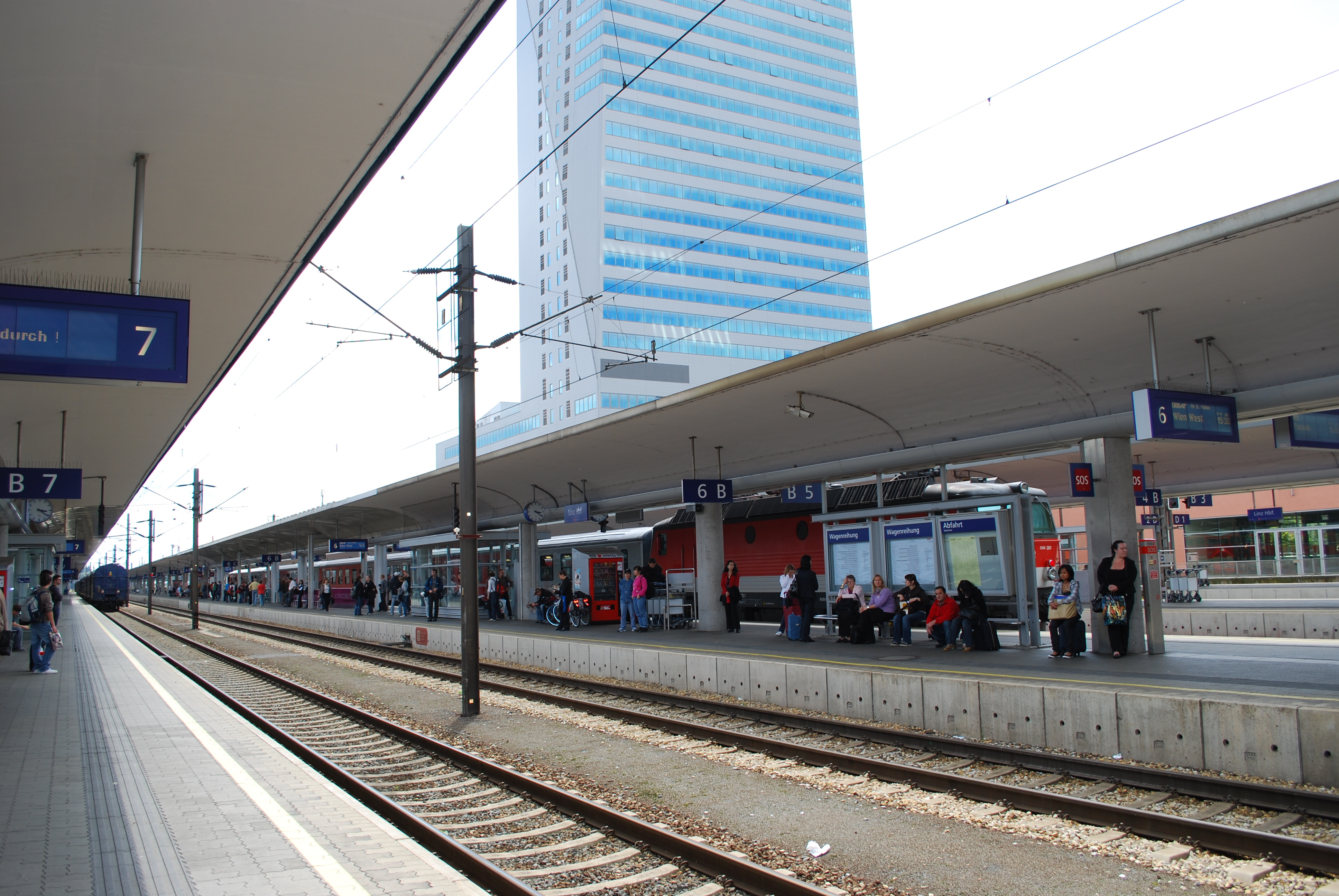
محطة لينز المركزية
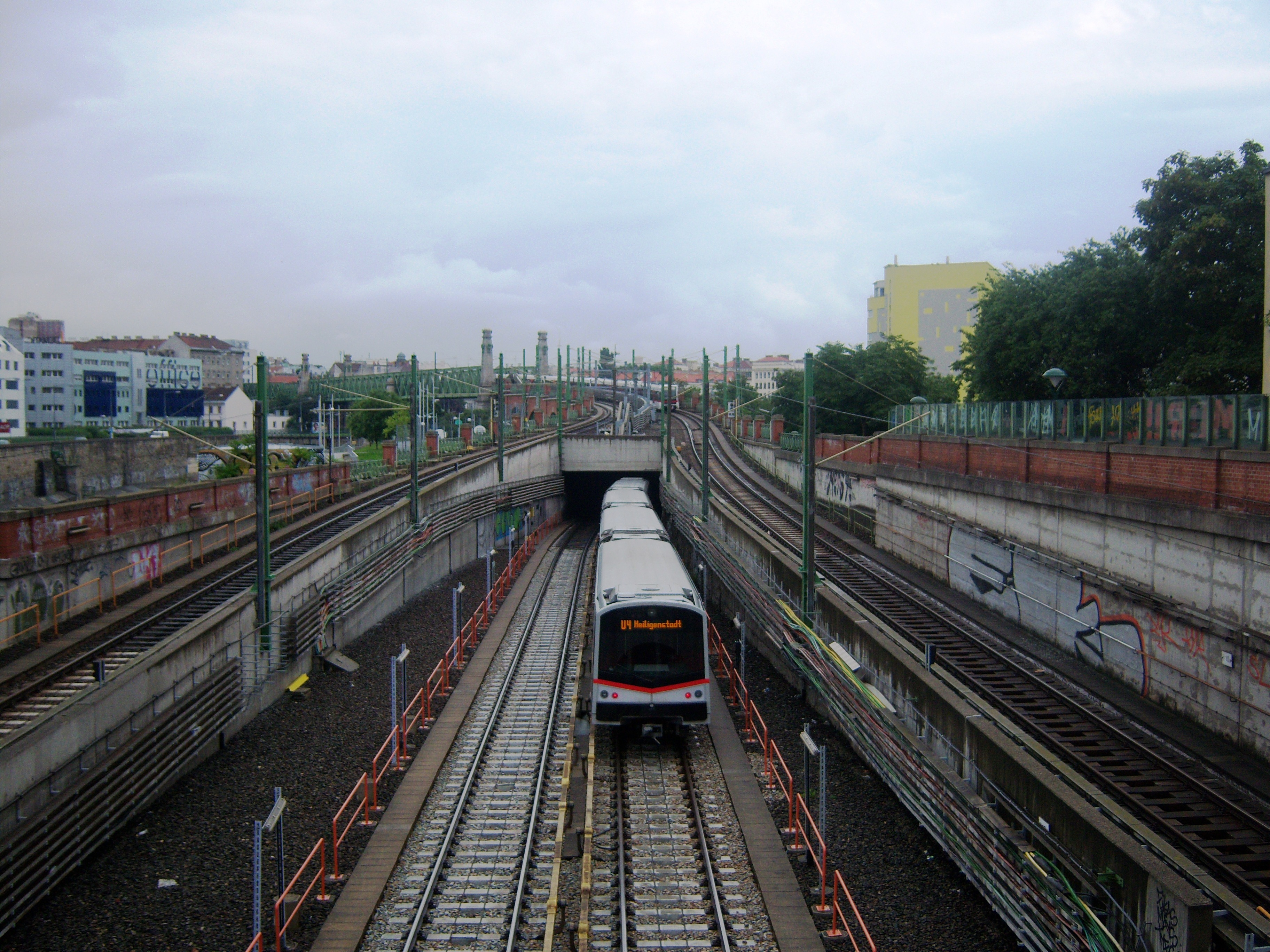
اوبان فيينا
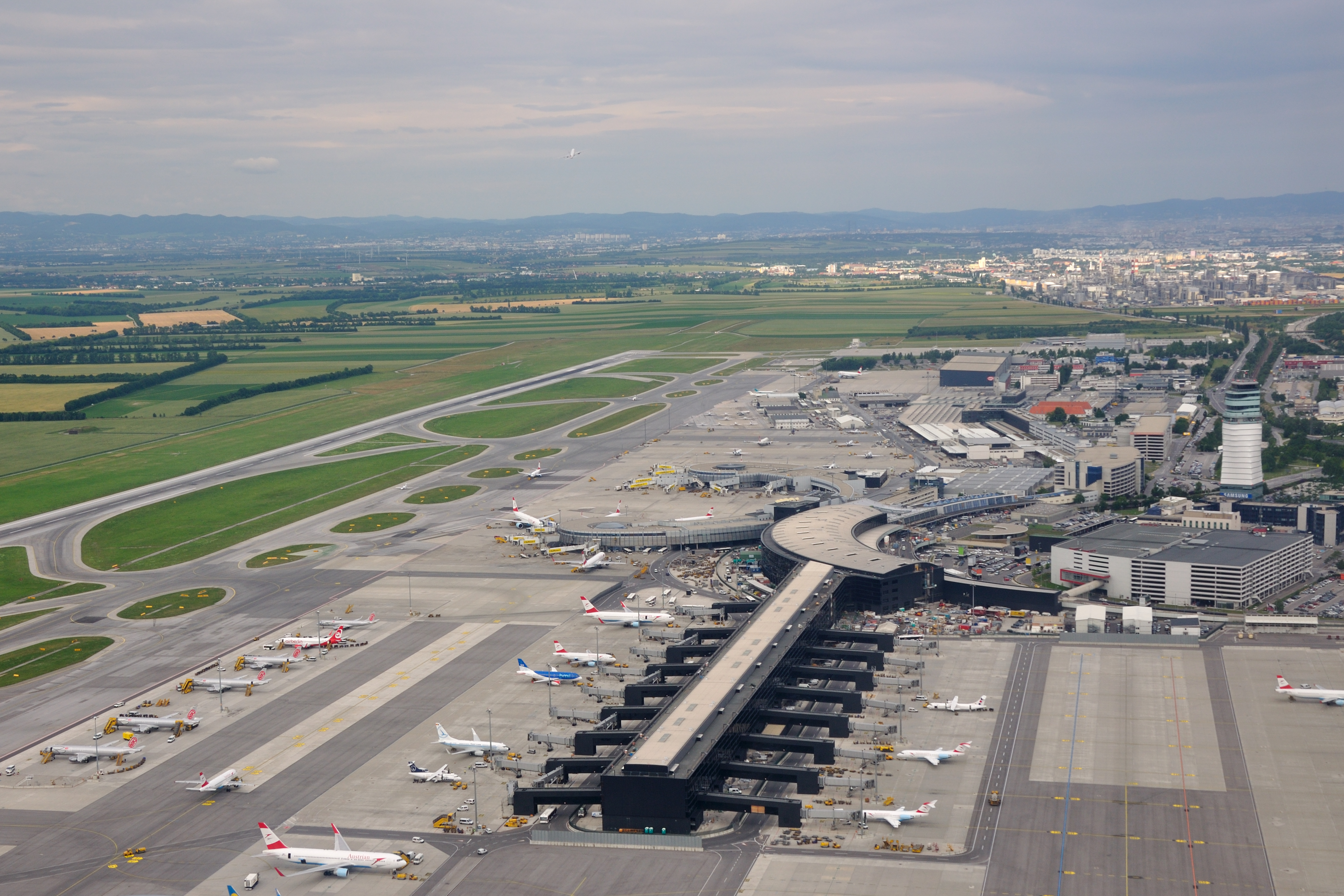
مطار فيينا الدولي
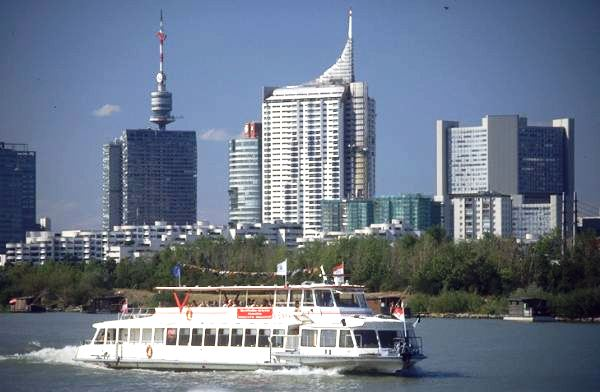
سفينة الركاب على نهر الدانوب

## الثقافة

### الموسيقى

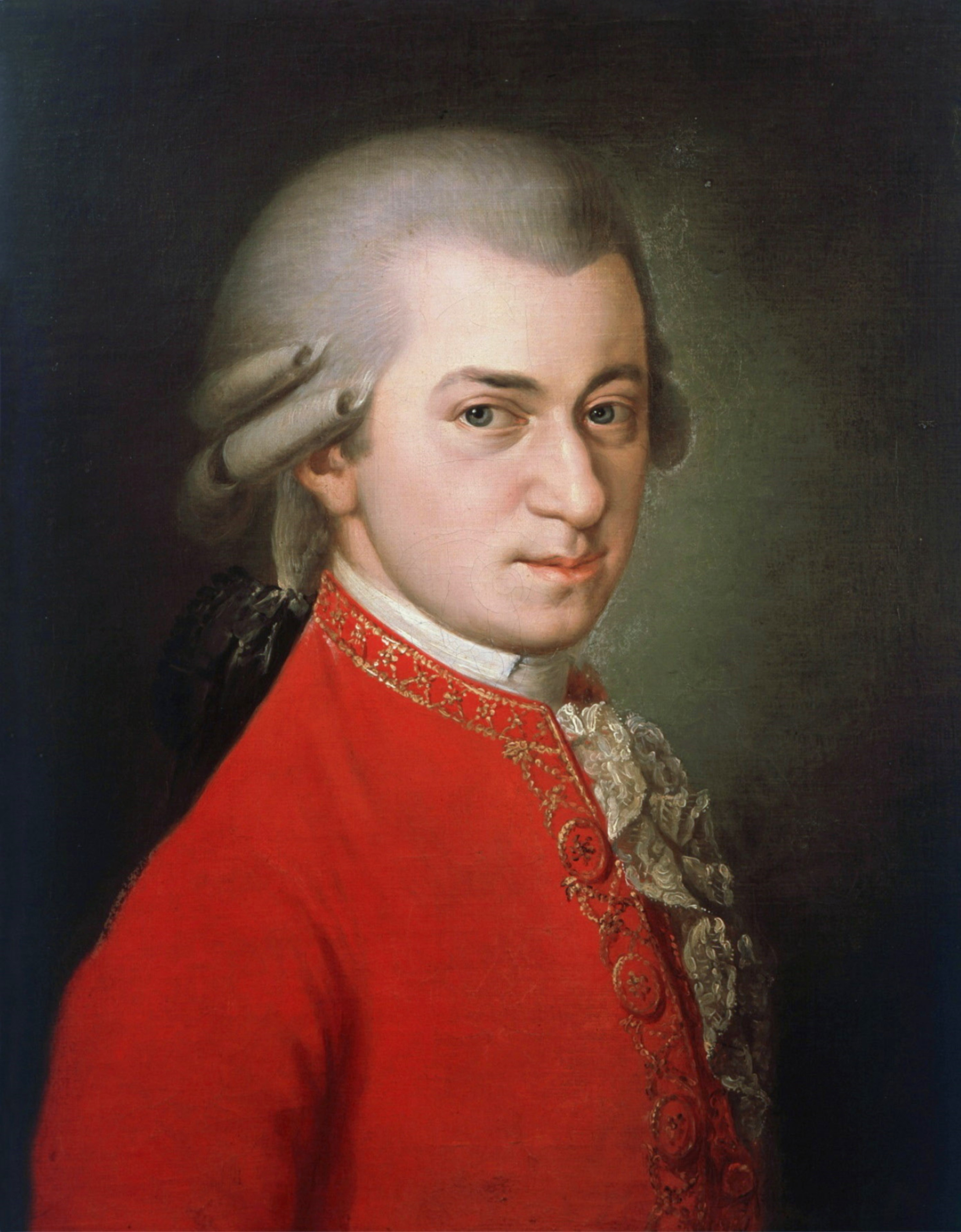
فولفغانغ أماديوس موزارت (1756-1791)

النمسا الماضية كقوة أوروبية والبيئة الثقافية ولدت مساهمة واسعة ل أشكال مختلفة من الفن، وعلى الأخص فيما بينها الموسيقى. النمسا هي مسقط رأس العديد من الملحنين الشهيرة مثل جوزيف هايدن، مايكل هايدن، فرانز ليزت، فرانز شوبرت، أنطون بروكنر، يوهان شتراوس الأب ويوهان شتراوس[ ؟ ] الابن وكذلك أعضاء المدرسة الثانية فيينا مثل ارنولد شوينبيرج، انطون يبيرن والبان بيرغ. ولد فولفغانغ أماديوس موتسارت في سالزبورغ، ثم كنيسة إمارة مستقلة عن الإمبراطورية الرومانية المقدسة، على الرغم من أنفق من تلك التي كانت ترتبط ارتباطا وثيقا ثقافيا إلى النمسا، وجزء كبير من المهنية موتسارت في فيينا.

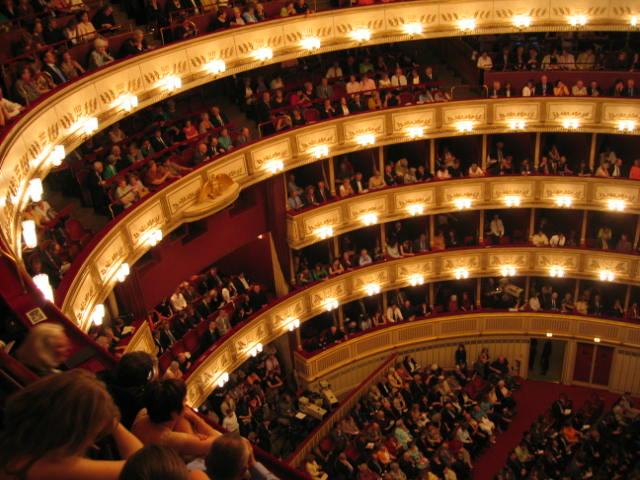
العالم الشهير دار الأوبرا في فيينا

كان فيينا لفترة طويلة مركزا مهما للابتكار الموسيقية. ووضعت الملحنين القرن 19 18 وإلى المدينة بسبب رعاية آل هابسبورغ، وجعل فيينا عاصمة الموسيقى الكلاسيكية الأوروبية. خلال فترة الباروك، أثرت السلافية والأشكال الشعبية الهنغارية الموسيقى النمساوية.
بدأ الوضع في فيينا صعودها كمركز ثقافي في أوائل القرن 16، وكانت تركز حول الصكوك، بما في ذلك العود. أمضى لودفيغ فان بيتهوفن أفضل جزء من حياته في فيينا. وقد تم اختيار النشيد الوطني الحالي في النمسا، ونسبت إلى موتسارت، وبعد الحرب العالمية الثانية لتحل محل النشيد النمساوية التقليدية من قبل جوزيف هايدن.
أنتجت النمسا واحدة موسيقي الجاز ملحوظ، عازف جوزيف Zawinul، الذي ساعد في ريادة التأثيرات الإلكترونية في موسيقى الجاز فضلا عن كونه ملحن ملحوظ في حق بلده. والبوب وموسيقي الروك فالكو المشهود لهم دوليا خلال عام 1980، وخاصة بالنسبة لل أغنيته «روك عني أماديوس» مكرسة ل موتسارت. لاعب الدرامز، ولدت توماس لانغ في فيينا في عام 1967، والآن العالم الشهير ل قدراته الفنية العالية، وجود لعبت مع الفنانين مثل جيري هاليويل وروبي ويليامز.

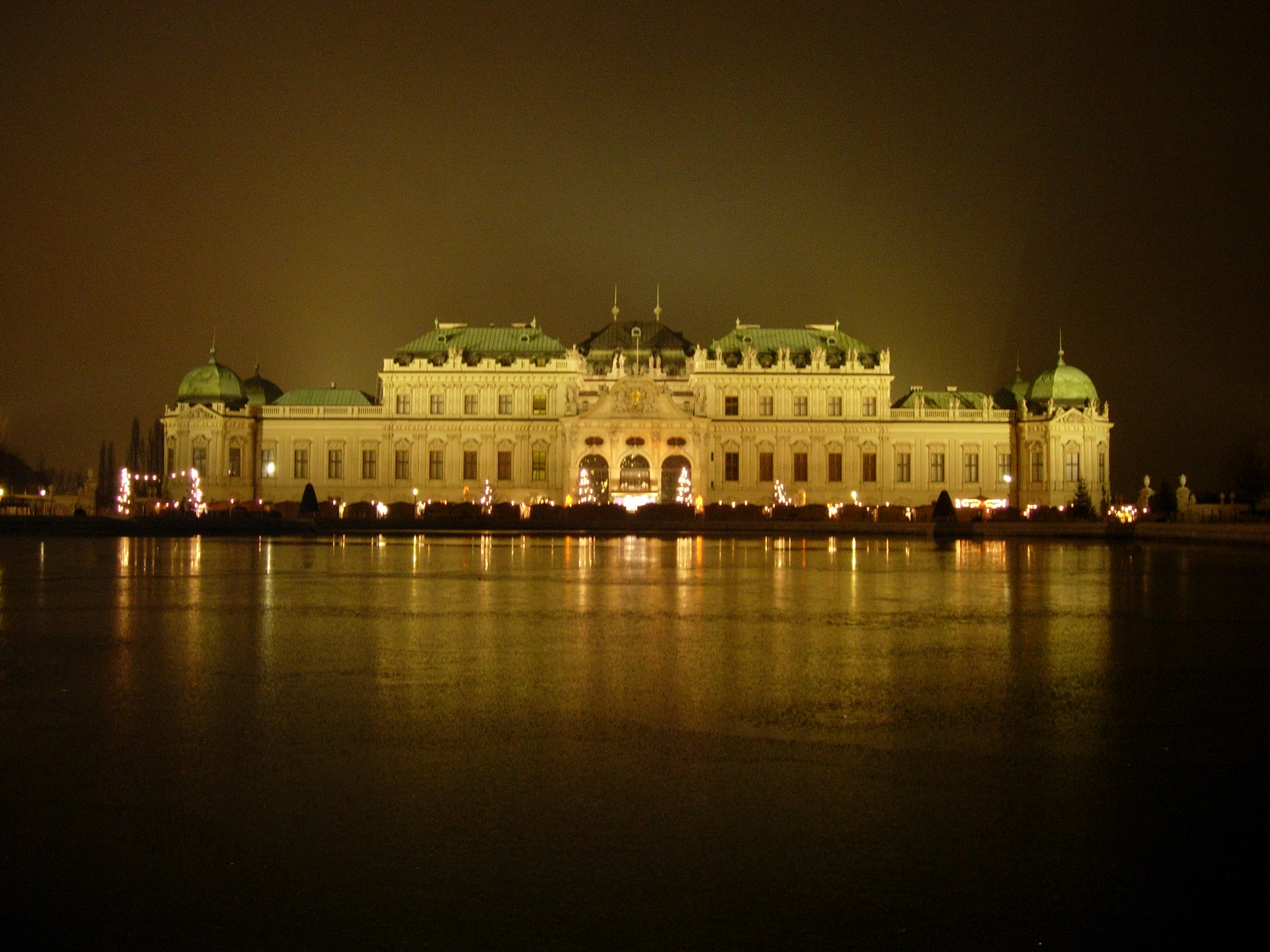
في قصر بلفيدير، مثال من الباروك العمارة

### الفن والعمارة
بين الفنانين والمهندسين المعماريين النمساوي يمكن للمرء أن يجد الرسامين فرديناند جورج Waldmüller، رودولف فون البديل، هانز Makart، غوستاف كليمت، وأوسكار كوكوشكا، إيغون شيل، كارل مول، وFriedensreich هوندرتفاسر، والمصورين إنجي موراث وارنست هاس، والمهندسين المعماريين مثل يوهان بيرنهارد فيشر فون Erlach، أوتو فاغنر، أدولف لوس، وهانز هولين (المستفيد من 1985 جائزة بريتزكر المعمارية).

### السينما والمسرح
وكان ساشا Kolowrat رائدة النمساوية لصناعة الأفلام. بيلي وايلدر، فريتز لانغ، جوزيف فون ستيرنبرغ، وفريد Zinnemann جاء أصلا من النمسا قبل تأسيس أنفسهم صناع الفيلم ذات الصلة على الصعيد الدولي. ويلي فورست، ارنست Marischka، أو فرانز انتيل أثرى السينما شعبية في البلدان الناطقة باللغة الألمانية. أصبح مايكل هانيكي المعروف دوليا ل دراساته السينمائية المثيرة للقلق، وذلك قبل حصوله على الكرة الذهبية لفيلمه الانتقادات اللاذعة والشريط الأبيض في عام 2010.
كان أول مخرج الفيلم النمساوي في الحصول على جائزة الأوسكار ستيفان Ruzowitzky. وكان عدد من الجهات الفاعلة النمساوية قادرة على ممارسة مهنة، وقد لمست تأثير والتي تتجاوز الحدود الوطنية. وكان من بينهم بيتر Lorre، هيلموت بيرغر، الرائب جورغنز، سنتا بيرغر، أوسكار ويرنر، وكلاوس ماريا Brandauer. أصبح هيدي لامار وأرنولد شوارزنيغر الأمريكية فضلا عن نجوم السينما العالمية. كما أصبح هذا الأخير حاكم كاليفورنيا 38. ارتفع كريستوف والتز إلى الشهرة الدولية مع أدائه في فيلم Inglourious Basterds، وحصلت على جائزة أفضل ممثل في مهرجان كان في عام 2009، وجائزة الأوسكار لأفضل ممثل مساعد في عام 2010. كان ماكس راينهارت على درجة الماجستير من العروض المسرحية الرائعة والمخضرمين. أوتو شينك برع ليس فقط باعتباره ممثل مسرحي، ولكن أيضا باعتبارها مدير الأوبرا.

### العلوم والفلسفة

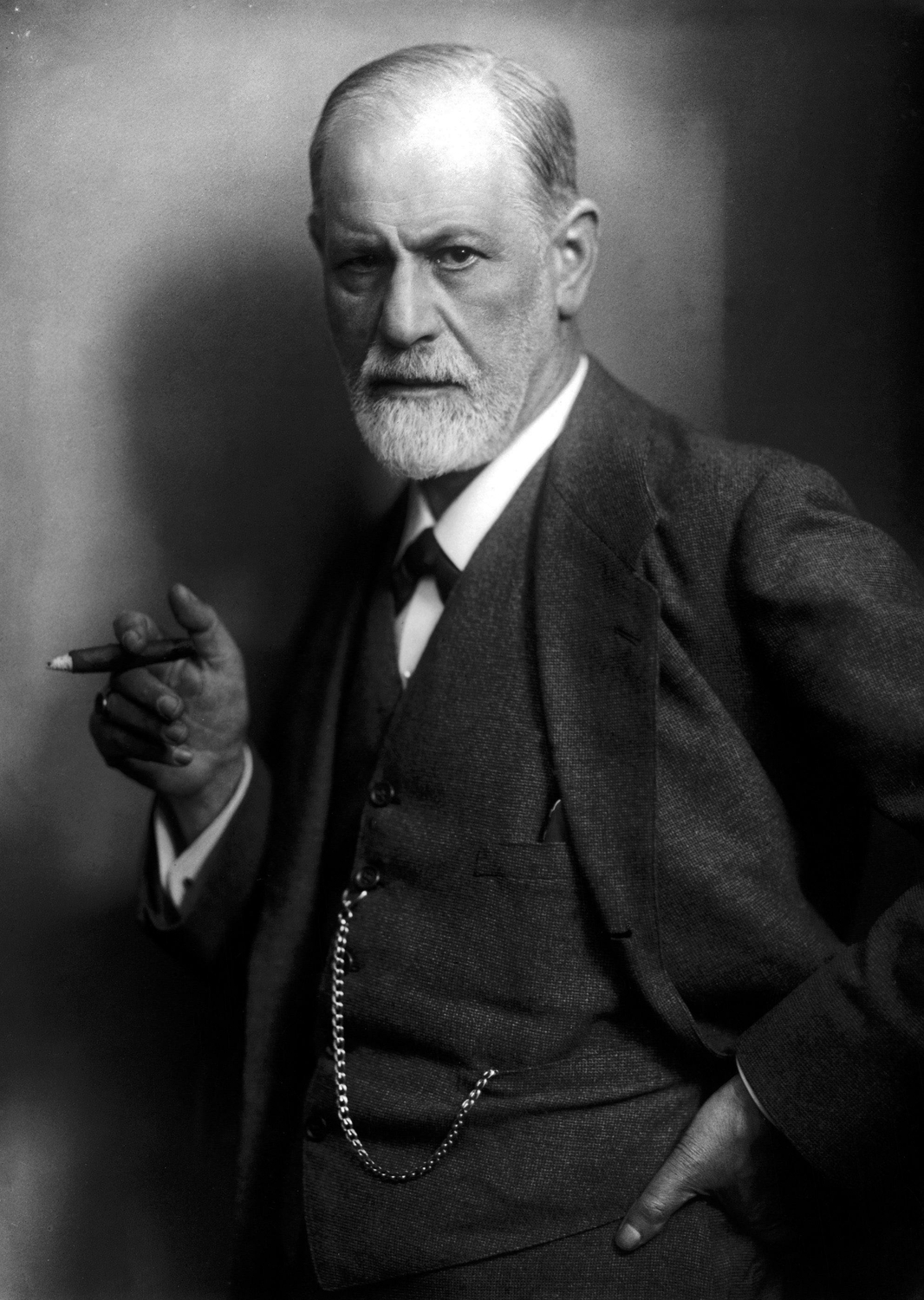
سيجموند فرويد كان مؤسس التحليل النفسي.

كانت النمسا مهد العديد من العلماء ذوي السمعة الدولية، من بينهم لودفيج بولتزمان، إرنست ماخ، فيكتور فرانز هيس والمسيحية دوبلر، وعلماء بارزين في القرن 19th. في القرن 20، وكانت مساهمات ليز مايتنر، إرفين شرودنغر وولفغانغ باولي للبحوث النووية وميكانيكا الكم مفتاح التنمية هذه المناطق " خلال 1920 و1930. في الوقت الحاضر الفيزياء الكوانتية هو انطون Zeilinger، كما لوحظ أول عالم لإثبات تحريك تخاطر الكم.
بالإضافة إلى علماء الفيزياء، كانت النمسا مسقط رأس اثنين من أبرز الفلاسفة في القرن 20، لودفيج فيتجنشتاين وكارل بوبر. بالإضافة إليهم، كان علماء الأحياء جريجور مندل وكونراد لورنز، وكذلك الرياضيات كورت غودل والمهندسين مثل فرديناند بورشه وسيغفريد ماركوس النمساويين.
ثمة محور العلوم النمساوية دائما الطب وعلم النفس، ابتداء من العصور الوسطى مع باراسيلسوس. بنينا الأطباء البارزين مثل تيودور بيلروت، كليمنس فون بيركيه، وانطون فون Eiselsberg على إنجازات مدرسة القرن 19 فيينا للطب. كان النمسا موطن ل علماء النفس سيغموند فرويد، ألفريد أدلر، بول Watzlawick وهانز أسبرجر، والطبيب النفسي فيكتور فرانكل.
حلّت النمسا في المركز 18 في مؤشر الابتكار العالمي عام 2023، وتقدّمت للمركز 17 في مؤشر عام 2024.

مدرسة النمساوية للاقتصاد، والتي هي بارزة باعتبارها إحدى الاتجاهات الرئيسية لتنافسية النظرية الاقتصادية، يرتبط الاقتصاد النمساوي كارل منجر، جوزيف شومبيتر، يوجين فون بوم - Bawerk، لودفيغ فون ميزس، وفريدريك هايك. وتشمل المهاجرين النمساوي المولد أخرى جديرة بالذكر المفكر الإدارة بيتر دراكر، عالم الاجتماع بول فيليكس ازارزفلد وعالم السير غوستاف Nossal.

### الأدب
تكملة مكانتها باعتبارها أرض من الفنانين والعلماء، وكان دائما النمسا بلد من الشعراء والكتاب والروائيين و. كان المنزل من الروائيين آرثر شنيتزلر، ستيفان تسفايغ، توماس برنهارد، فرانز كافكا، وروبرت موزيل، من الشعراء جورج Trakl فرانز يرفيل فرانز Grillparzer، راينر ماريا ريلكه، أدلبرت شتيفتر، كارل كراوس ومؤلف كتاب الأطفال إيفا Ibbotson.

### المواد الغذائية والمشروبات

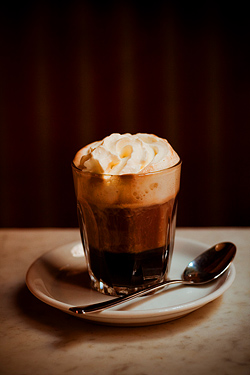
القهوة: على الطريقة الفييناوية.

مشتق المطبخ النمسا من أن الإمبراطورية النمساوية المجرية. المطبخ النمساوي هو أساسا تقليد رويال المطبخ (" Hofküche ") سلمت عبر القرون. وتشتهر اختلافات متوازنة لها من لحوم البقر ولحم الخنزير والاختلافات لا تعد ولا تحصى من الخضار. وهناك أيضا " Mehlspeisen " مخبز، والتي خلقت شهية معينة مثل Sachertorte، " Krapfen " التي هي عادة الكعك مليئة مربى المشمش أو الكسترد، و«ستروديل» مثل «أبفيلستروديل» مليئة التفاح، " Topfenstrudel " مليئة نوع من اللبن الرائب والجبن يسمى " topfen "، و" Millirahmstrudel " (الحليب كريم فطيرة).
بالإضافة إلى التقاليد الإقليمية الأم، وقد تأثر المطبخ من قبل المجرية، بوهيميا التشيكية، المطبخ اليهودي والإيطالية[ ؟ ] والبلقانية والفرنسية، والتي كثيرا ما استعار كل من الأطباق وطرق إعداد الطعام. لذا المطبخ النمساوي هي واحدة من أكثر الثقافات وعبر الثقافات في أوروبا.

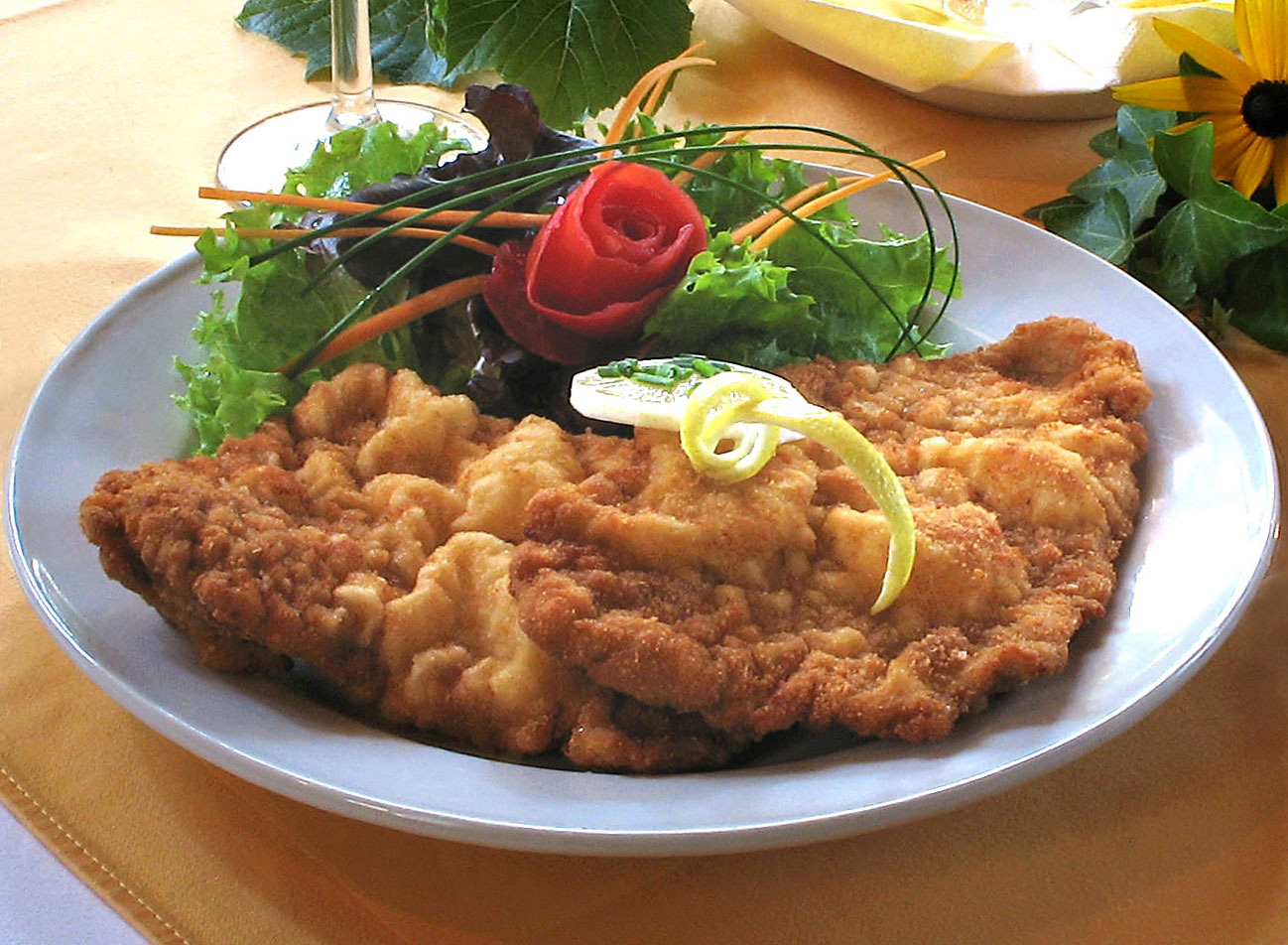
وجبة فينر شنيتسل

تشمل الأطباق النمساوية نموذجي شريحة فينر، Schweinsbraten، Kaiserschmarren، Knödel، Sachertorte وتافيلسبيتز. هناك أيضا كرنتنر Kasnudeln، والتي هي جيوب من العجين مليئة Topfen والبطاطس والأعشاب والنعناع التي المغلي ويقدم مع صلصة الزبدة. يتم تقديم Kasnudeln تقليديا مع سلطة. Eierschwammerl الأطباق التي تحظى بشعبية كبيرة. اخترع الحلوى باييس في النمسا، فضلا عن Mannerschnitten. النمسا كما تشتهر Mozartkugeln وتقاليد القهوة لها.
يباع في البيرة 0.2 لتر (أ Pfiff)، 0.3 لتر (أ زايدل، kleines بئر أو بئر غلاس) و0.5 لتر (أ Krügerl أو يربح بئر أو هالبي) التدابير. في المهرجانات والاستغناء أيضا واحد لتر الشامل واثنين لتر Doppelmaß في نمط البافارية. الأكثر شعبية أنواع من البيرة والجعة (المعروف باسم Märzen في النمسا)، غائم بشكل طبيعي Zwickelbier والقمح البيرة. في العطلات مثل عيد الميلاد وعيد الفصح بوك البيرة هو متاح أيضا.
مناطق إنتاج النبيذ أهمها في النمسا السفلى، بورغنلاند، ستيريا وفيينا. يوفر العنب جرونر Veltliner بعض من النبيذ الأبيض أبرز النمسا وZweigelt هو الأكثر زرعت على نطاق واسع العنب والنبيذ الأحمر.
في النمسا العليا، النمسا السفلى، ستيريا وكارينثيا، ويتم إنتاج معظم، وهو نوع من عصير التفاح أو الأجاص على نطاق واسع.
من المسكر عادة ما يصل إلى 60 ٪ كحول أو براندي الفاكهة هو في حالة سكر، والتي في النمسا مصنوع من مجموعة متنوعة من الفواكه، ل المشمش سبيل المثال وrowanberries. ومن المعروف أن تنتج من التقطير المسكر الخاصة الصغيرة، التي يوجد منها حوالي 20،000 في النمسا، كما Selbst Gebrannte أو Hausbrand.

### الرياضة

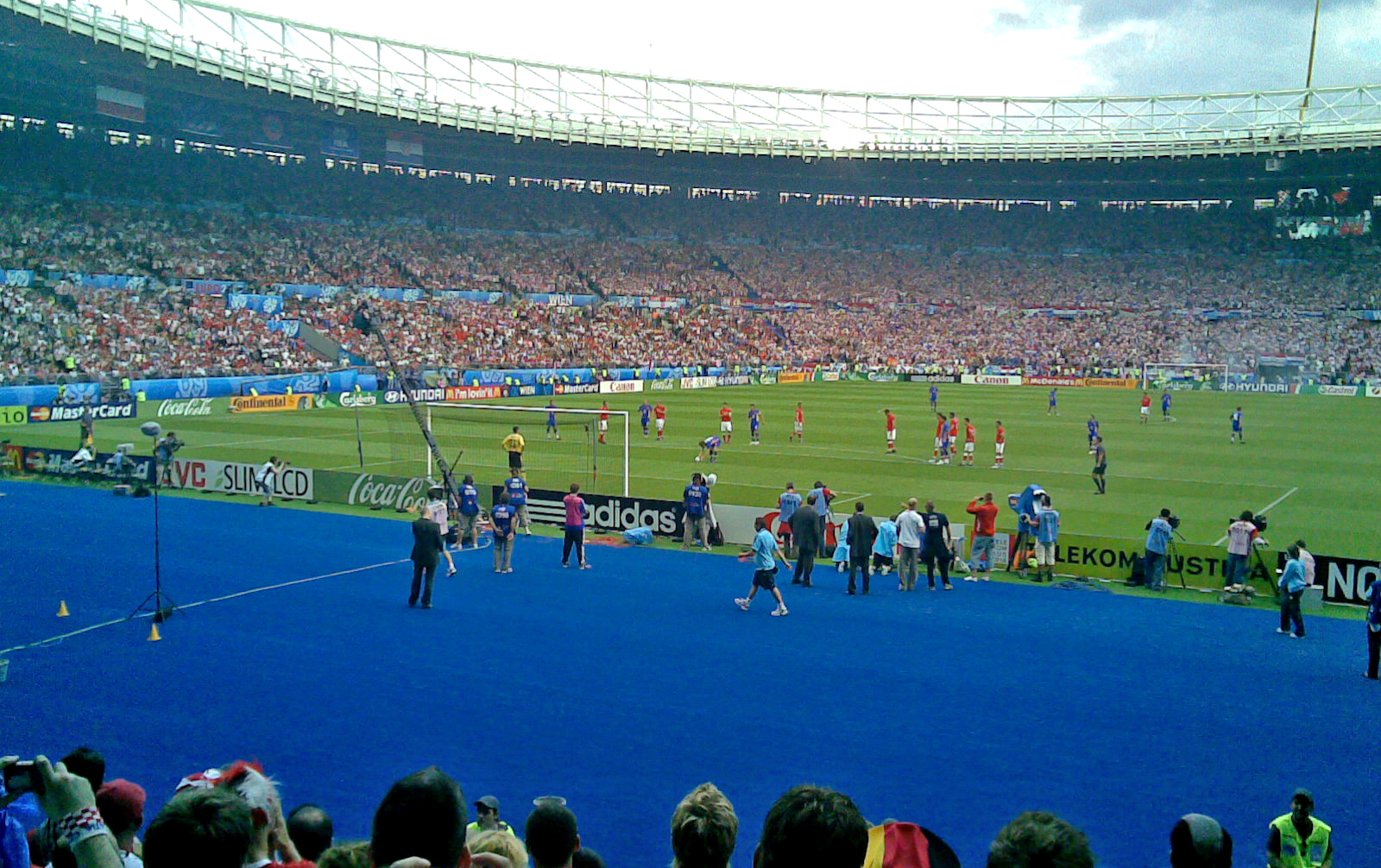
منتخب النمسا لكرة القدم يلعب في إرنست هابل--ستاديون في فيينا.

بسبب التضاريس الجبلية والتزلج على جبال الألب هي رياضة بارزة في النمسا. وأيضا على نطاق واسع وتعتبر مماثلة الرياضية مثل التزلج على الجليد أو التزلج القفز الرياضيين شعبية والنمساوية مثل ماري موسر - برول، فرانز كلامر، هيرمان ماير وتوني المركب الشراعي، بنيامين رايش ومارليس شيلد على نطاق واسع بعض من أعظم المتزلجين جبال الألب في كل العصور.
لعبة جماعية شعبية في النمسا هي كرة القدم، والتي تحكمها الرابطة النمساوية لكرة القدم. كان النمسا بين كرة القدم الأكثر نجاحا اللعب الدول في القارة الأوروبية وضع 4 في كأس العالم FIFA 1934، 3 في كأس العالم لكرة القدم 1954 و7 في نهائيات كأس العالم لكرة القدم عام 1978. ومع ذلك، في الآونة الأخيرة لكرة القدم النمساوية لم تكن ناجحة دوليا. كما أنها تشارك في استضافة بطولة كأس الأمم الأوروبية لكرة القدم عام 2008 مع سويسرا. دوري كرة القدم النمساوية الوطنية هي دوري الدرجة الأولى الألماني النمساوية، التي تضم منتخبات مثل بطل سجل رابيد فيينا، النمسا فيينا FK، ريد بول سالزبورغ وشتورم غراتس.
إلى جانب كرة القدم، يوجد في النمسا أيضا البطولات الوطنية المهنية لمعظم الفرق الرياضية الرئيسية، بما في ذلك دوري الهوكي النمساوية لهوكي الجليد، وكرة السلة الدوري الألماني ÖSTERREICHISCHE لكرة السلة. الزلاجة، الزحافات الثلجية، والهيكل العظمي هي أيضا الفعاليات الشعبية مع المسار دائمة تقع في Igls، التي استضافت الزلاجة الزحافات الثلجية والمسابقات ل دورة الألعاب الأولمبية الشتوية التي عقدت في انسبروك 1964 و1976. وعقدت أول دورة الألعاب الأولمبية الشتوية للشباب في إنسبروك عام 2012 كذلك. ركوب الخيل هو أيضا شعبية ؛ يقع الشهير المدرسة الإسبانية للفروسية في فيينا في فيينا.

## التعليم

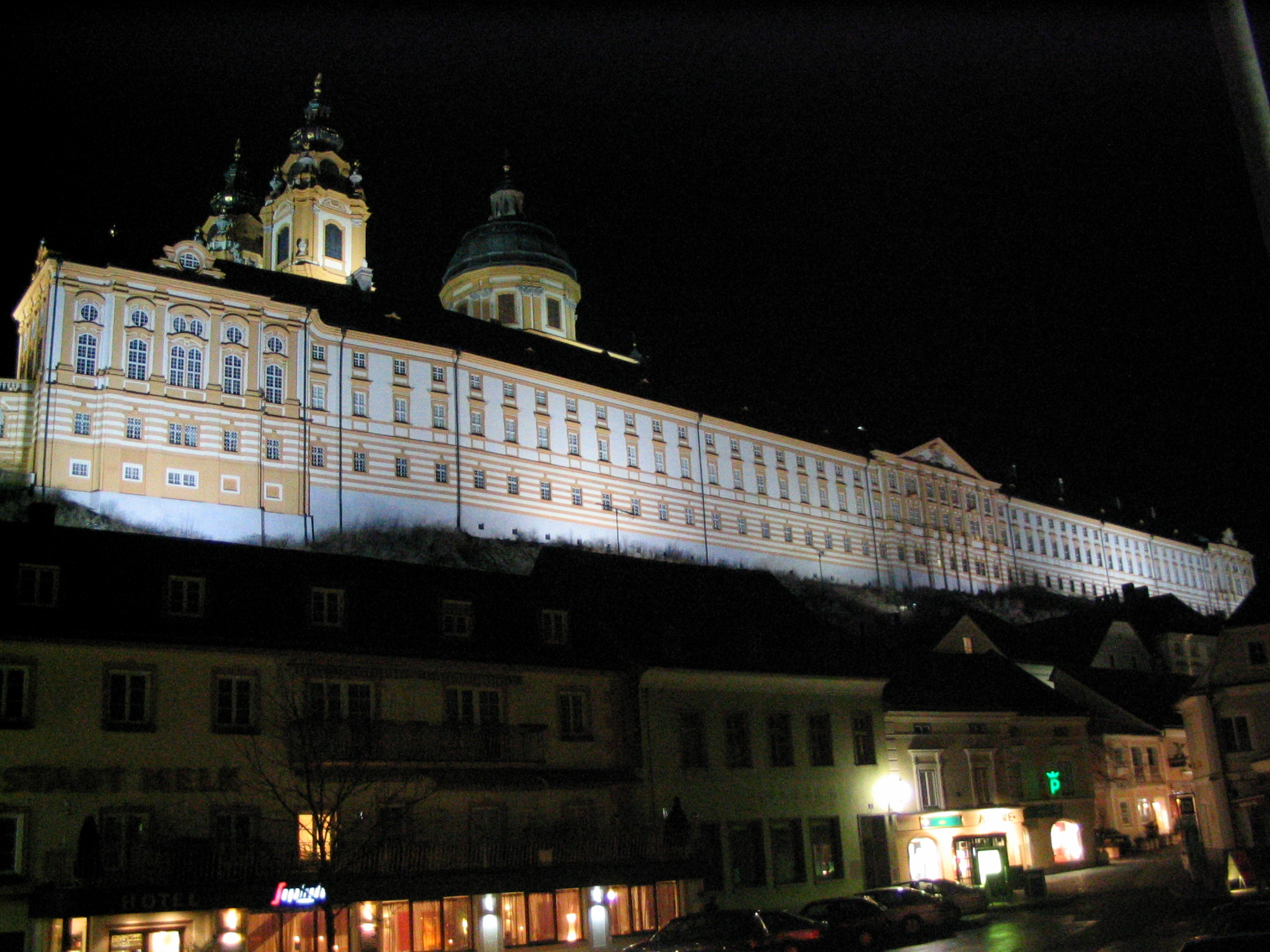
شتيفتونغ ميلك هو أقدم المدارس النمساوية يقع في مدينة ميلك في النمسا السفلى.

### التعليم والعلوم والأبحاث
ترجع بدايات نظام التعليم العام إلى حركة إصلاح التعليم عام 1774 أي في عهد ماري تريز والتي أرست نظام التعليم العام ونظام التعليم الإلزامي الذي يستمر مدة 6 سنوات. وفي عام 1869 امتدت سنوات التعليم الإلزامي إلى 8 سنوات. ثم جاء أوتو جلوكس بعد عام 1918 ليتمكن أثناء عمله في مجلس مدينة فيينا لشئون المدارس من إعطاء دفعة قوية لإصلاح نظام التعليم الإلزامي في النمسا. حيث طالب جلوكس في هذا الصدد بأن يحظى كل طفل بالتعليم الأمثل والشامل دون اعتبار لاختلاف الجنسيات أو الطبقات الاجتماعية في عام 1962 أعاد قانون المدارس الشامل تنظيم التعليم المدرسي بالنمسا والذي مد فترة التعليم الإلزامي من 8 سنوات إلى 9 سنوات. تم في عام 1993 أدخل تعديلات جوهرية على هذا القانون تتمثل في إدماج الطلبة والطالبات المعاقين في نظام التعليم النظامي.

### نظام التعليم الحالي
يشكل القانون السابق ذكره والذي صدر عام 1962 السند القانوني لنظام التعليم الحالي، ذلك القانون الذي تطلب تغيره أغلبية ثلثي أصوات البرلمان. وتخضع مسألة تشريع وسن المبادئ للتنظيم الخارجي للتعليم المدرسي بكامله لإشراف الدولة، أما القوانين التطبيقية المعادلة وتنفيذها فهو أمر خاص بالولايات. وتدار المدارس العامة منذ عام 1975 بنظام الإدارة المشتركة فضلاً عن أن الالتحاق بالمدرسة يكون بالمجان.

### التعليم الابتدائي
يختار التلميذ البالغ من العمر عشر سنوات بعد اجتياز الأربع سنوات الدراسية في المدرسة الابتدائية بين طريقين لإتمام تعليمه المدرسي: إما المدرسة الرئيسية أو المدارس العليا التأهيلية. وتستمر الدراسة في المدرسة الرئيسية لمدة 4 سنوات. وبعد الانتهاء من الدراسة بها ينتقل الطالب إلى مرحلة دراسية فنية تستغرق مدة عام واحد. ثم يستطيع الطالب ان يبدأ مرحلة التدريب المهني في إحدى المؤسسات أو المصانع أو المدارس المهنية. وبعد التخرج من المدرسة الرئيسية يمكن للطلبة والطالبات أن ينتقلوا إلى المرحلة العليا في إحدى المدارس العليا للتدريب لمدة 4 سنوات أو يستكملوا تعليمهم في أحد معاهد التعليم الفني المتوسط (ما بين ستة أو اربع سنوات دراسية) أو المعهد الفني العالي (5 سنوات دراسية)، أما الأطفال ذوى الاحتياجات الخاصة فتتوافر لهم مدارس مختلفة أم أنهم يخضعون لإشراف إدماجي.

### التعليم الثانوي

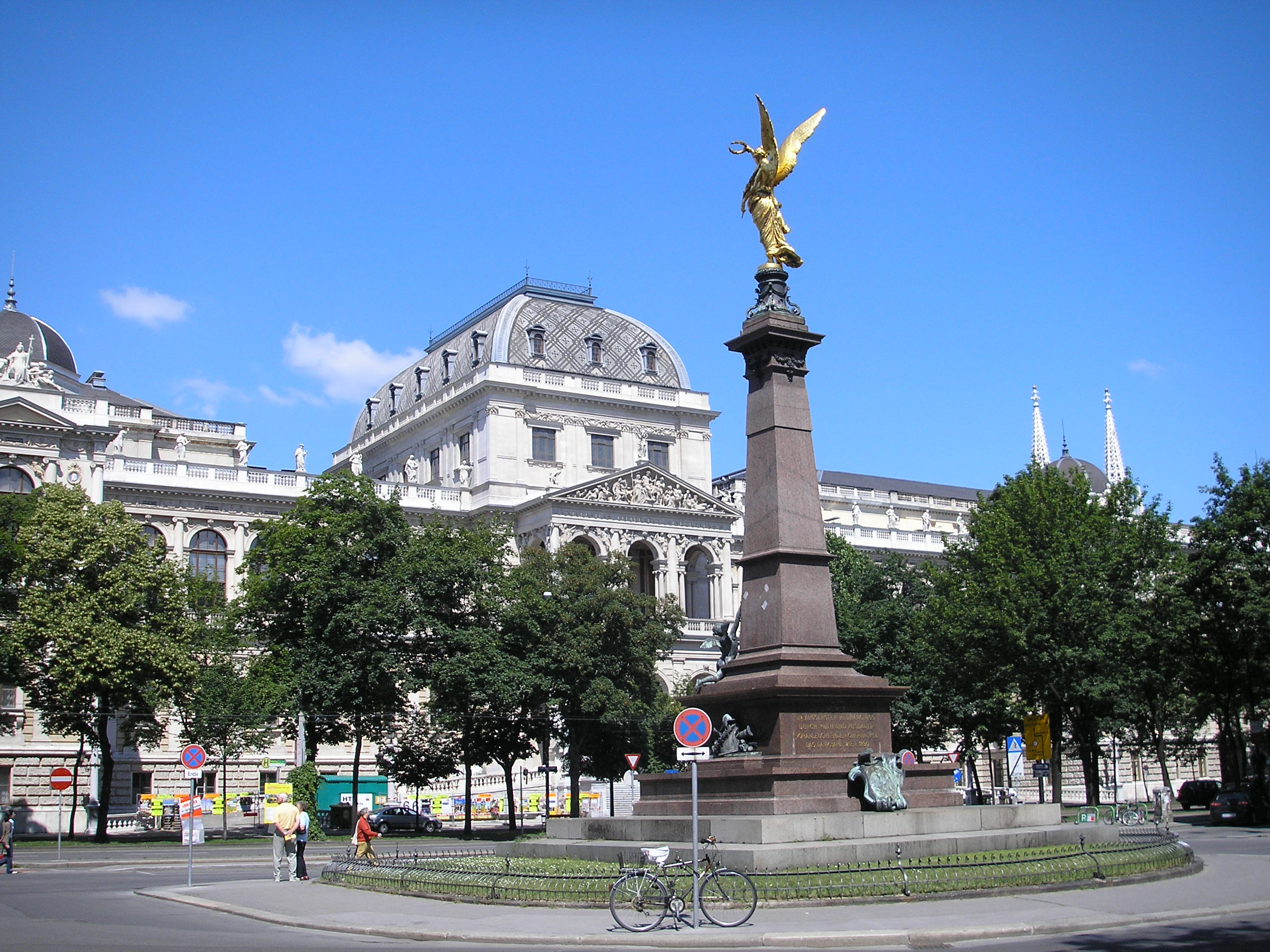
جامعة فيينا

وتستمر الدراسة في المدارس الفنية العليا بشكل أساسي لمدة ثماني سنوات. وبعد اجتياز السنوات الأربع للمرحلة الأولى يمكن الانتقال إلى مدرسة مهنية متوسطة أو عليا. وتنتهي الدراسة في كلا النوعين من المدارس بشهادة الثانوية العامة التي تؤهل للالتحاق بالجامعة. أما بالنسبة للجامعات الفنية وأكاديمية الفنون التشكيلية فهي تتطلب مؤهلات خاصة للالتحاق بها.
- المدارس التكميلية:-
- تنقسم المدارس العليا إلى ثلاث أنواع رئيسية وهي:-
- المدرسة الثانوية العامة
- المدرسة الثانوية الفنية
- المدرسة الثانوية التجارية

وتتشابه هذه المدارس الثلاث حتى الصف الثالث ثم يبدأ الاختلاف يعد ذلك في بعض المواد (مثل اللغة اللاتينية أو اللغات الأجنبية الحية). كما يظهر الاختلاف في المرحلة الثانوية من خلال حرية اختيار مادة من المواد الإجبارية. كما يمكن بالإضافة لما سبق أن يختار الدارس بصفة فرديه مادة خاصة ليدرسها وذلك في إطار نظام اختيار المواد الإجبارية. أما بالنسبة للتعليم المهني فيتيح للطالب طريقين للدراسة، وهما إما اجتياز نظام التعليم المهني الثنائي الذي يتيح الفرصة الدراسية في التدريب أثناء فترة الإعداد سواء في مواقع العمل أو في المدارس المهنية أو ربما يفضل الطالب التدريب في المعاهد الفنية المتوسطة أو العليا. ولا تتوقف مهام المعاهد العليا الفنية فقط عند تقديم التعليم والثقافة العامة بل تعدت إلى التمتع بتعليم متعمق في كل المهن المتخصصة. هذا ويستطيع الطالب أن يحظى بتعليم فني متكامل في فترة زمنية بين سنتين وخمس سنوات. وتتنوع أشكال المدارس الفنية والمهنية لتشمل أكاديمية التجارة والمدارس التجارية بل أيضاً مدارس العلوم الإنسانية ومدارس الزراعة واقتصاد الغابات، فضلاً عن مجموعة مختلفة من معاهد التدريب المهني والفني والتطبيقي. ويحصل الطالب في نهاية فترة الدراسة على شهادة معترف بها.
يرجع الفضل إلى نظام الجسور والممرات في توفير إمكانية انتقال الطالب بين الفروع المختلفة بنظام التعليم المدرسي. ونتيجة لتطبيق نظام استقلالية المدارس فقد تكونت مجموعات خاصة للإبداع في اللغة الألمانية والرياضيات واللغات الأجنبية الحية، وتراعى هذه المجموعات قدرات الطلاب. وتستطيع كل مدرسة علاوة على ذلك أن تشكل عرضاً من المواد الدراسية الخاصة بحسب الاحتياج.

## القوات المسلحة

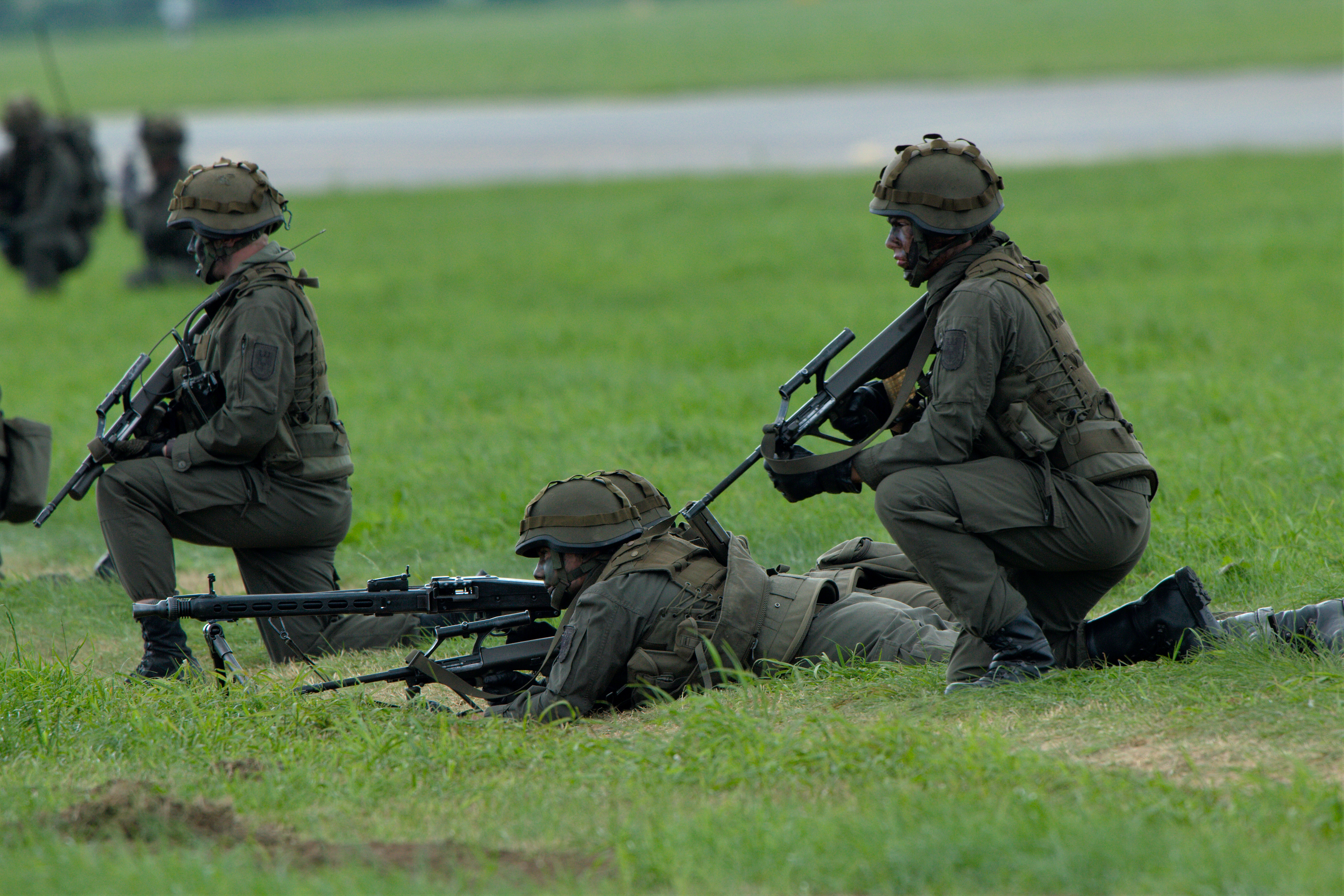
الألماني الجنود مع MG 74 و77 جنيها استرلينيا أثناء مناورة

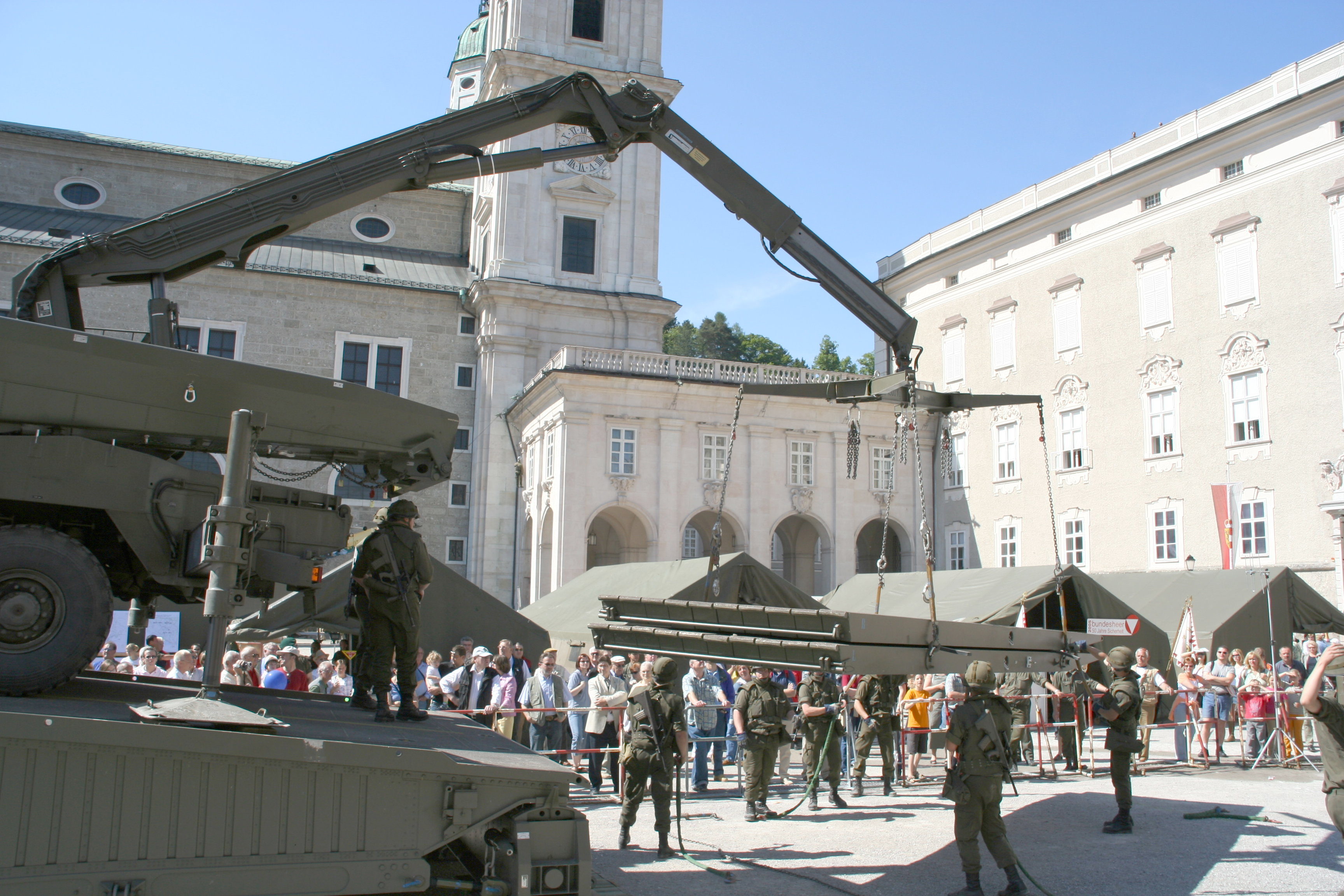
بناء جسر خلال المعرض في مدينة سالزبورغ

القوى العاملة للقوات المسلحة النمساوية تعتمد أساسا على التجنيد. جميع الذكور الذين بلغوا سن الثامنة عشرة، وجدت مناسبا أن يخدم الخدمة العسكرية ستة أشهر، تليها التزام احتياطي لمدة ثماني سنوات. كل من الذكور والإناث في سن السادسة عشرة مؤهلة للحصول على الخدمة التطوعية
الاستنكاف الضميري هو مقبول من الناحية القانونية وأولئك الذين يدعون هذا الحق ملزمون تخدم تسعة أشهر الخدمة المدنية المؤسسي بدلا من ذلك. منذ عام 1998، تم السماح للنساء المتطوعين ليصبحوا جنودا محترفين.
في عام 2004، يتفق نفقات الدفاع في النمسا إلى ما يقرب من 0.9 ٪ من ناتجها المحلي الإجمالي. لديه جيش حاليا نحو 45،000 جنديا، منهم حوالي نصف هي المجندين. كرئيس للدولة، الرئيس النمساوي (هاينز فيشر حاليا) هو اسميا القائد العام للقوات المسلحة من Bundesheer. في الواقع العملي، ولكن، قيادة القوات المسلحة النمساوية يمارس بشكل حصري تقريبا من قبل وزير الدفاع، حاليا جيرالد كلوغ.
منذ نهاية الحرب الباردة، والأهم من ذلك إزالة السابق يخضع لحراسة مشددة «الستار الحديدي» الفاصل بين النمسا وجيرانها الكتلة الشرقية لها (المجر وتشيكوسلوفاكيا)، وقد تم الجيش النمساوي مساعدة حرس الحدود النمساوية في محاولة لمنع المعابر الحدودية من قبل المهاجرين غير الشرعيين. وجاءت هذه المساعدة إلى نهايته عندما انضمت المجر وسلوفاكيا منطقة شنغن الاتحاد الأوروبي في عام 2008، لجميع النوايا والمقاصد إلغاء الرقابة على الحدود «الداخلية» بين الدول المعاهدة. ودعا بعض السياسيين ل تمديد هذه المهمة، ولكن المتنازع عليها مشروعية هذا بشدة. وفقا لل دستور النمساوي، قد يتم نشر القوات المسلحة إلا في عدد محدود من الحالات، وذلك أساسا للدفاع عن البلاد ومساعدة في حالات الطوارئ الوطنية، كما هو الحال في أعقاب الكوارث الطبيعية. قد لا عموما أن تستخدم قوات الشرطة المساعدة.
في الحالة المعلنة المتمثلة في الحياد الدائم والنمسا لديها تقليد طويل وفخور الانخراط في عمليات حفظ السلام التي تقودها الأمم المتحدة والبعثات الإنسانية الأخرى. قوات وحدة الإغاثة في حالات الكوارث النمساوية (AFDRU)، على وجه الخصوص، وحدة من المتطوعين مع علاقات وثيقة مع المتخصصين المدنيين (مثل معالجات انقاذ الكلب) تتمتع بسمعة كوحدة SAR السريع (الوقت نشر هو معيار 10 ساعة) وكفاءة. حاليا، يتم نشر وحدات أكبر من القوات النمساوية في البوسنة وكوسوفو.

## وصلات خارجية
- Austria  على كتاب حقائق العالم
- Austria entry at موسوعة بريتانيكا
- Austria information from the وزارة الخارجية الأمريكية
- Austria at UCB Libraries GovPubs
- النمسا على مشروع الدليل المفتوح
- Information on Austria Sorted by regions. Choose from 5 languages.
- Austria profile from the بي بي سي نيوز
- أطلس ويكيميديا حول Austria
- معلومات جغرافية متعلقة بالنمسا على خريطة الشارع المفتوح